# Gilles de Rais
Pour les articles homonymes, voir Rais.
Gilles de Montmorency-Laval, plus connu sous le nom de Gilles de Rais (ou Gilles de Retz, selon la graphie moderne) en référence à son titre de baron de Retz, né à une date inconnue (au plus tôt durant l'année 1405) au château de Champtocé-sur-Loire et mort le 26 octobre 1440 à Nantes, est un chevalier et seigneur dont les nombreux domaines se répartissent entre la Bretagne, l'Anjou, le Poitou, le Maine et l'Angoumois. Chef de guerre français durant la guerre de Cent Ans, il demeure connu de manière ambivalente comme l'un des compagnons d'armes de Jeanne d'Arc ainsi que pour sa condamnation ultérieure comme rebelle, hérétique et assassin violeur d'enfants, exécuté pour ses crimes.
Seigneur important en tant qu'héritier de grandes lignées nobiliaires de l'ouest de la France, il se rallie à la cause du roi Charles VII, guerroie contre les Anglais et scelle une alliance avec son propre cousin, l'influent grand chambellan Georges de La Trémoille. Il combat dans les rangs de l'armée royale avec Jeanne d'Arc mais leurs relations restent obscures, à la différence des rapports privilégiés que leur prêteront diverses œuvres de fiction. Au cours de leurs campagnes militaires communes, il contribue notablement à la levée du siège d'Orléans avant d'être promu maréchal de France le 17 juillet 1429, jour du sacre royal de Charles VII à Reims. Après la mort de son grand-père Jean de Craon en 1432 et la disgrâce de Georges de La Trémoille en 1433, le maréchal de Rais se désengage progressivement de la guerre. Il se voit accusé par sa famille, et notamment par son frère cadet René de La Suze, de dilapider son patrimoine en aliénant ses terres au plus offrant afin de pallier ses fastueuses dépenses, prodigalités qui entraînent sa mise sous interdit par Charles VII le 2 juillet 1435.
Le 15 ou le 16 mai 1440, il moleste un clerc de haut rang dans l'église de Saint-Étienne-de-Mer-Morte avant de se saisir du château local, violant de ce fait les immunités ecclésiastiques et portant atteinte à la majesté de son suzerain, le duc Jean V de Bretagne. Arrêté le 15 septembre 1440 dans son château de Machecoul, il est conduit dans le duché de Bretagne, alors principauté indépendante, pour comparaître à la fois devant la cour de justice ducale et la justice ecclésiastique secondée par l'Inquisition. En octobre 1440, il est jugé par le tribunal inquisitorial pour hérésie, sodomie et meurtres de « cent quarante enfants, ou plus » tandis que les juges séculiers du duc de Bretagne le condamnent à la pendaison et au bûcher pour son coup de force perpétré à Saint-Étienne-de-Mer-Morte ainsi que pour des crimes commis sur « plusieurs petits enfants » sans précision de leur nombre. Le 26 octobre 1440, il monte à l'échafaud avec deux de ses serviteurs convaincus d'assassinats.
Son histoire est parfois présentée comme une source d'inspiration possible du conte La Barbe bleue de Charles Perrault mais cette hypothèse est controversée. Quoi qu'il en soit, à compter du premier quart du XIXe siècle, le folklore amalgame parfois la figure mythique de Barbe-Bleue à la personnalité historique de Gilles de Rais. En outre, depuis la perception renouvelée du phénomène des crimes sexuels en série vers la fin du XIXe siècle, son cas est quelquefois rapproché de la catégorie criminelle des tueurs en série, voire perçu comme l'archétype du « pédophile confondu avec l'assassin violeur ». Le baron criminel devient de la sorte « l'incarnation d'une structure perverse intemporelle n'ayant plus qu'un lointain rapport avec la triple accusation médiévale de rébellion, de pacte avec le Diable et de rapports contre-nature », selon le médiéviste Jacques Chiffoleau.
Au fil du XXe siècle, l'innocence de Gilles de Rais est proclamée par quelques particuliers, et notamment par l'archéologue Salomon Reinach, intellectuel marqué en son temps par l'inculpation inique du capitaine Dreyfus. Cependant, les essais de réhabilitation sont généralement le fait de non-professionnels de l'histoire, comme l'écrivain Gilbert Prouteau. En 1992, sous son impulsion, une « cour arbitrale » autoproclamée procède à une « révision » non officielle des procès ecclésiastique et séculier de 1440, en arguant dans les médias qu'une machination judiciaire a été ourdie par le duc de Bretagne et l'évêque de Nantes pour s'emparer des biens de l'accusé. Plusieurs historiens critiquent cette thèse complotiste et font part de leurs objections méthodologiques devant les erreurs et manipulations propres à une pareille « histoire-spectacle ».
Dans leur majorité, les historiens ne remettent pas en cause la culpabilité du condamné. Loin de vouloir disculper ce dernier ou reconstituer une quelconque vérité judiciaire, certains chercheurs se gardent néanmoins de lire au pied de la lettre les actes du double procès nantais tenu à l'automne 1440. Ainsi, les médiévistes Jacques Chiffoleau et Claude Gauvard insistent sur la nécessité de contextualiser les documents historiques en étudiant la procédure inquisitoriale employée. Ils questionnent donc les aveux des inculpés à l'aune des attentes et conceptions des juges, tout en s'interrogeant sur le rôle de la rumeur dans l'élaboration de la fama (renommée) de Gilles de Rais. Pour autant, ces historiens ne font pas abstraction de quelques témoignages détaillés concernant des disparitions d'enfants, ou de certains aveux décrivant des rituels meurtriers sans équivalent dans les archives judiciaires du temps.

## Biographie

### Maison

#### Contexte géopolitique

Situation du pays de Retz dans le duché de Bretagne, au sud du pays nantais.

Au XIVe siècle, la guerre de Succession de Bretagne voit les maisons de Montfort et de Penthièvre s'affronter pour recueillir la succession du duché de Bretagne. Durant vingt-trois années, ce conflit s'insère dans le cadre global de la guerre de Cent Ans. Ainsi, la famille de Montfort bénéficie du soutien du royaume d'Angleterre tandis que les Penthièvre reçoivent l'appui des rois de France. En 1365, la maison de Montfort obtient finalement la couronne ducale lorsque le premier traité de Guérande établit Jean de Monfort comme duc sous le nom de Jean IV de Bretagne. La « victoire à l'arraché » de ce dernier « contribue largement à forger un nouvel état d'esprit moins féodal chez [les ducs Monfort] portés à affirmer la nécessaire autonomie (voire l'indépendance) du duché vis-à-vis de la France », souligne l'historien médiéviste Jean-Christophe Cassard. Le traité de Guérande ne règle donc pas pour autant le contentieux franco-breton, qui perdure sous le règne de Charles V et de ses successeurs. Durant la guerre de Cent ans, les périodes d'affaiblissement de la monarchie française facilitent par ailleurs le renforcement continuel de la souveraineté du duché de Bretagne, qui possède « tous les rouages d'une principauté indépendante, avec ses institutions autonomes, ses impôts, sa monnaie, son armée, son duc couronné et ses ambassadeurs », énumère l'historien Joël Cornette.
Détenteur du domaine ducal (le terme « domaine » désigne conjointement les terres ainsi que les droits et les revenus seigneuriaux qui s'y rattachent), Jean IV entend que sa suzeraineté soit reconnue par ses vassaux tant laïcs qu'ecclésiastiques. En pratique, le duc de Bretagne doit pourtant composer avec le pouvoir des « seigneurs hauts justiciers, qui disposent d'une assise territoriale assez vaste », tels les barons d'Ancenis, les vicomtes de Largouët et les barons de Retz (toponyme orthographié « Rais », « Rays » ou « Raiz » au Moyen Âge). Leurs grandes seigneuries laïques constituent de « puissants contrepoids à l'autorité ducale », explique le médiéviste Brice Rabot.

Blason de la baronnie de Retz (d'or à la croix de sable).

Comptant parmi les six baronnies considérées comme les plus anciennes et prestigieuses de Bretagne (avec Vitré, Léon, Châteaubriant, la Roche-Bernard et Ancenis), la baronnie de Retz procure à ses détenteurs des revenus importants et une position géographique frontalière fort avantageuse. De surcroît, les barons de Retz « disposent de prérogatives étendues et entretiennent des rapports étroits avec le duc de Bretagne et le roi de France. » Or la maison de Retz s'éteint en 1371, à la mort du dernier titulaire de la baronnie, Girard V Chabot. Son héritage est recueilli par sa sœur, Jeanne Chabot dite « la Sage » († 1407) mais la succession est également convoitée par le duc Jean IV de Bretagne, qui compte profiter des difficultés financières et conjugales de la légataire. À l'instar des rois et princes de ce temps, le duc de Bretagne poursuit une politique de « centralisation personnelle » en acquérant des terres appartenant à ses vassaux ou voisins afin d'agrandir ses propres domaines. Pour sécuriser Nantes, il lui importe de s'assurer la mainmise sur des terres et forteresses sises au sud de la Loire. Précisément, la clef de voûte de toute la baronnie de Retz est le château de Machecoul, citadelle d'une ville considérée, du fait de sa position limitrophe dans les marches de Bretagne et du Poitou, comme l'une des « entrées et yssues du duché de Bretagne. »
Soucieux de contrer les ambitions territoriales du prince breton, le roi Charles V confie la garde du « pays [de] la dame de Rays » à un proche parent de Jeanne Chabot, Guy « Brumor » de Montmorency-Laval,. Toutefois, celui-ci meurt à une date indéterminée, postérieurement à l'année 1375, laissant la dame de Retz sans défenseur énergique à ses côtés. Après de vaines tentatives d'accommodements, Jean IV de Bretagne exige de Jeanne qu'elle lui cède ses domaines. Devant son refus, le duc la séquestre et fait occuper militairement les places fortes de la baronnie de Retz, dont le château de Machecoul. S'ensuivent de longues procédures judiciaires entre Jean IV et Jeanne Chabot jusqu'à ce que le litige soit temporairement réglé grâce aux pressions conjuguées des ducs Philippe le Hardi et Jean de Berry, oncles paternels du roi Charles VI « le Fou » et figures dominantes de son Conseil royal. Aux prises avec des difficultés militaires et politiques croissantes, le duc de Bretagne désire assurer une succession sans heurt à son fils en apaisant ses propres relations avec la noblesse bretonne ; Jean IV accepte donc pragmatiquement le compromis, quelques mois avant sa mort survenue le 1er novembre 1399. Jeanne Chabot, dame de Retz, reprend préalablement possession de ses domaines et châteaux en juillet 1399 tandis que l'influent Philippe le Hardi, devenu le tuteur du jeune duc Jean V de Bretagne, finalise l'arbitrage le 16 juillet 1400.

#### Ascendance familiale

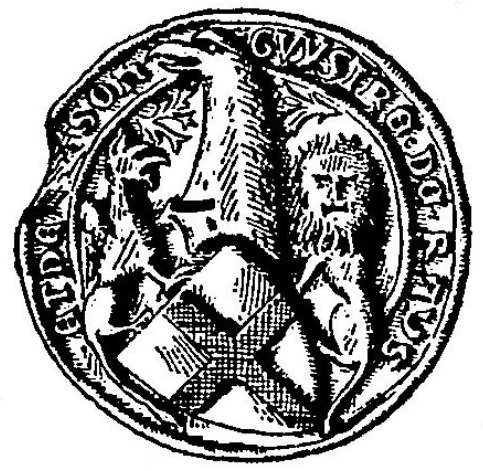
Sceau de Guy de Laval-Rais, vers 1405-1407.

Le 29 septembre 1401, Jeanne Chabot, restée sans enfant et désireuse de régler sa succession, désigne comme héritier le fils de Guy Brumor, Guy de Montmorency-Laval († 1415), à la condition que ce dernier relève le nom et les armes de Retz,. Toutefois, Jeanne Chabot se ravise en consentant finalement à une dévolution en faveur d'un autre de ses parents, Jean de Craon (vers 1355 – 25 novembre 1432, fils de Pierre), seigneur de La Suze et de Champtocé,.
Cette volte-face entraîne d'importants procès entre Guy de Laval et Jean de Craon avant que les deux parties ne parviennent à un compromis et scellent leur entente par un projet de mariage entre Guy et la fille de Jean de Craon, Marie († avant octobre 1415). Deux actes datés des 5 et 17 février 1404 précisent notamment les conditions du mariage, subordonnant celui-ci à l'approbation préalable de l'accord par le parlement de Paris,,. Les 24 et 25 avril 1404, Jean de Craon et Guy de Laval constituent à cet effet des procureurs chargés de soumettre leur convention au parlement. Cette cour souveraine de justice homologue l'accord le 2 mai 1404. Enfin, Jeanne Chabot « la Sage » cède quatre seigneuries à Guy de Laval, moyennant une rente viagère, le 24 juillet 1404,. Vraisemblablement à une date postérieure à la finalisation de ces formalités, Marie de Craon s'unit à Guy de Laval, qui s'intitule « à présent sire de Rais ». Le couple s'installe au château de Machecoul, où il vit en compagnie de Jeanne Chabot sur le mode de la cohabitation intergénérationnelle, jusqu'au trépas de l'aïeule en 1407.
Fils aîné de Marie de Craon et de Guy de Laval-Rais, Gilles de Rais descend donc de diverses grandes maisons féodales. Par sa mère, il se rattache à la maison de Craon, riche famille de l'Ouest, et par son père aux Laval, l'un des deux plus importants lignages bretons au XVe siècle. Les Laval comptent parmi leurs ancêtres, par alliance, les barons de Retz — « doyens des barons du duché de Bretagne » —, ainsi que la prestigieuse maison de Montmorency, quoique affaiblie provisoirement à cette époque.

#### Jeunesse

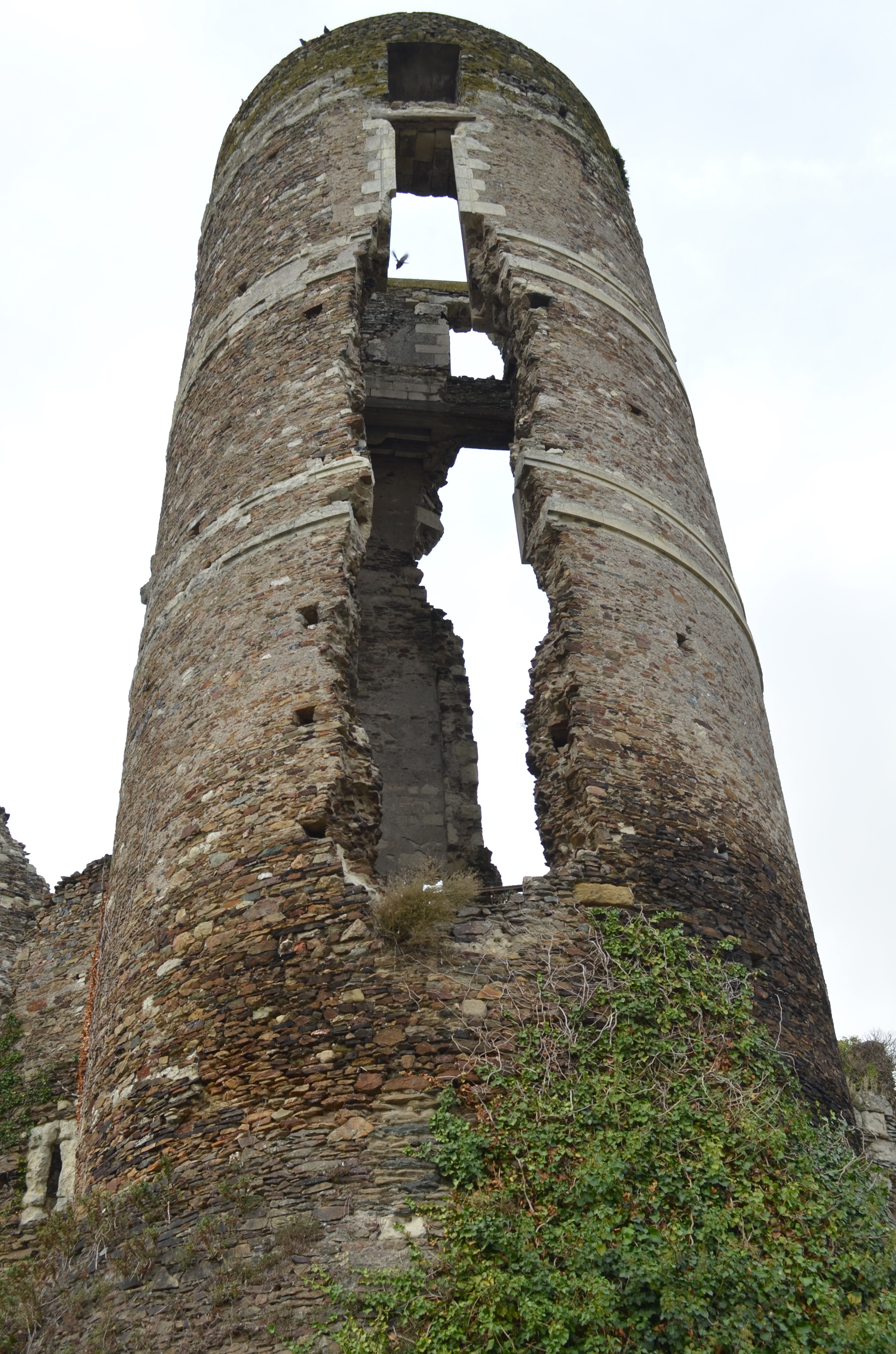
La tour éventrée du château de Champtocé.

Gilles de Rais voit le jour « en une chambre appelée la Tour Noire » au château de Champtocé,, à une date inconnue. Sa naissance a été située de manière variable entre 1396 et 1406, et plus fréquemment vers la fin de l'année 1404. Toutefois, compte tenu des délais causés par les procédures juridiques qui conditionnèrent le mariage de ses parents, le chartiste Matei Cazacu déduit que le baron de Rais voit vraisemblablement le jour « au plus tôt en 1405 ». D'autre part, il lui est donné plus précisément l'âge « de 14 à 15 ans » en février 1422 dans un document d'archives étudié par la médiéviste Marcelle-Renée Reynaud.
Le choix du nom de baptême « Gilles » s'explique peut-être par un hypothétique pèlerinage effectué par Guy de Laval et Marie de Craon à Saint-Gilles mais il ne s'agit que d'une conjecture basée sur une croyance médiévale relative à Gilles l'Ermite. Matei Cazacu suggère que la date de naissance ou de baptême de Gilles de Rais pourrait éventuellement coïncider avec la fête de saint Gilles le 1er septembre, d'où son prénom.
René, frère cadet de Gilles, naît probablement durant l'année 1414,. Postérieurement à la mort de son grand-père Jean de Craon survenue en 1432, il obtient la seigneurie de La Suze lorsque son frère aîné Gilles lui assigne sa part d'héritage le 25 janvier 1434 devant la cour ducale à Nantes. Le puîné est dès lors désigné comme René de La Suze, relevant ainsi le nom porté par la branche cadette des Craon,,.
Consécutivement aux décès de leur mère Marie de Craon à une date inconnue puis de leur père Guy de Laval-Rais fin octobre 1415 à Machecoul,,, les jeunes frères Gilles et René sont élevés par leur grand-père maternel, Jean de Craon, seigneur de La Suze et de Champtocé. La perte de son fils Amaury à Azincourt en octobre 1415, bataille où périssent plusieurs membres de sa maison en sus de son unique successeur mâle, incite précisément Jean de Craon à prendre en charge et à gérer les biens des orphelins Gilles et René, devenus ses seuls héritiers,. Dans son testament, Guy de Laval-Rais désignait pourtant son beau-frère, Jean II Tournemine de la Hunaudaye, comme « gardien, tuteur, protecteur, défenseur et administrateur légitime » de ses deux fils,.

#### Projets matrimoniaux

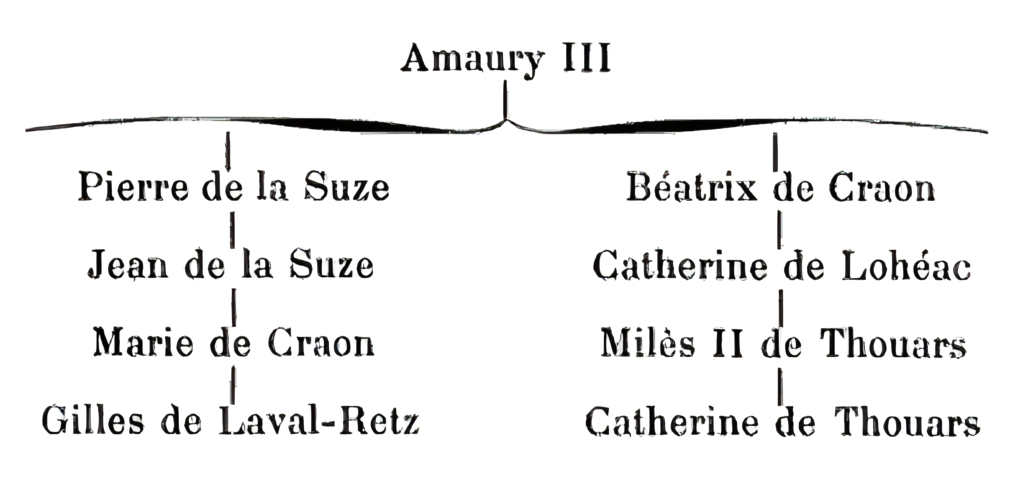
Parents au 4e degré, Gilles de Rais et son épouse Catherine de Thouars descendent, respectivement par branches maternelle et paternelle, d'Amaury III de Craon.
Tableau généalogique établi par Lucien Merlet,.

Le 4 janvier 1417, Jean de Craon fiance son petit-fils Gilles à une riche héritière de Normandie, Jeanne Paynel, fille de Foulques VI Paynel, seigneur de Hambye et de Bricquebec. Toutefois, le Parlement de Paris interdit le mariage jusqu'à ce que Jeanne Paynel ait atteint sa majorité,,,. Ce projet matrimonial n'aboutit pas.
Après quoi le seigneur de La Suze fiance le jeune baron à Béatrice de Rohan, fille d'Alain IX de Rohan et de Marguerite de Bretagne, et nièce du duc Jean V de Bretagne,. Le contrat, daté de Vannes le 28 novembre 1418, n'a pas de suite pour une raison indéterminée,,.
Gilles de Rais finit par se fiancer avec sa cousine Catherine de Thouars, fille de Miles II de Thouars et de Béatrice de Montjean. Outre l'obstacle posé par la consanguinité de Gilles et Catherine, parents au 4e degré,, des litiges opposent alors la maison de Craon à Miles II de Thouars, seigneur de Pouzauges et de Tiffauges. Négligeant ces contraintes et sans attendre de dispense papale, Gilles enlève Catherine puis l'épouse dans une chapelle sise en dehors de son église paroissiale, sans publier de bans. En dépit d'un contrat de mariage établi le 30 novembre 1420, les deux jeunes gens voient leur union annulée et déclarée incestueuse par l'Église.
Postérieurement au décès de Miles II de Thouars, des alliances matrimoniales finissent par rapprocher les maisons de Craon et de Thouars, contribuant ainsi à régulariser la situation de Gilles de Rais et Catherine de Thouars. Le 24 avril 1422, le légat pontifical s'adresse à Hardouin de Bueil, évêque d'Angers, afin que ce dernier prononce une sentence de séparation à l'encontre de Gilles et Catherine, leur impose une pénitence avant de les absoudre du crime d'inceste et de permettre leur mariage en bonne et due forme. Après avoir diligenté une enquête, Hardouin de Bueil marie en grande pompe Gilles et Catherine le 26 juin 1422 au château de Chalonnes-sur-Loire. Cette union renforce la position poitevine de Gilles de Rais en « l'apparent[an]t à la maison des vicomtes de Thouars qui dominait le bas Poitou jusqu'à l'Atlantique. »
Catherine de Thouars donne à son époux une fille unique, Marie de Rais (vers 1433 ou 1434 - 1er novembre 1457), qui se mariera à l'amiral Prigent de Coëtivy puis au maréchal André de Lohéac, et qui succèdera à son père en tant que baronne de Retz.

#### Litiges familiaux

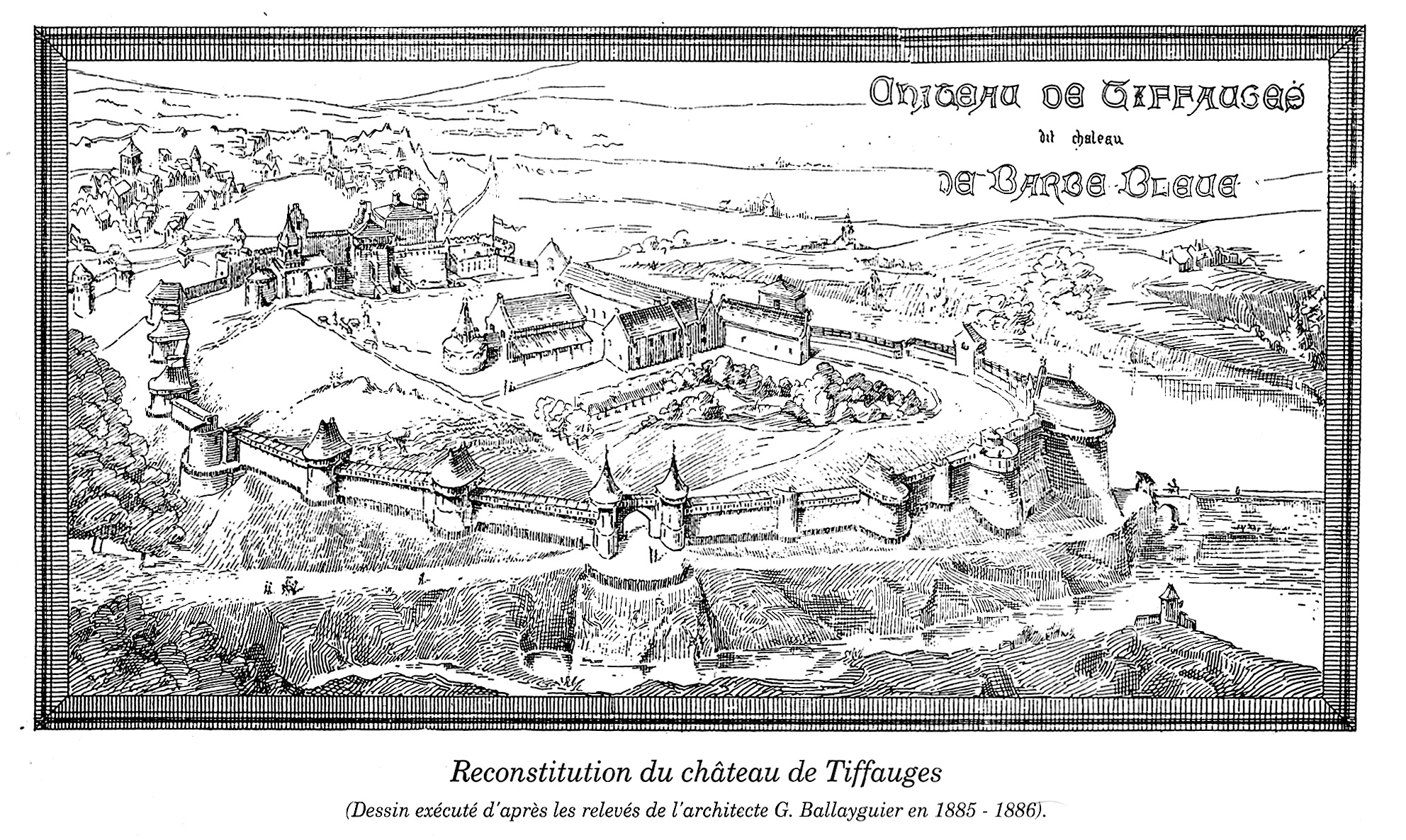
Reconstitution du château de Tiffauges et de son enceinte, par Georges Balleyguier, 1886.

Monnaie courante chez les lignées nobles de l'époque, les chicanes successorales occasionnent parfois d'interminables et violents conflits pouvant « déchirer les familles au point de rendre irréversible l'étendue des haines », indique la médiéviste Valérie Toureille.
Conformément aux clauses du contrat de mariage de sa fille Catherine de Thouars, Béatrice de Montjean conserve en douaire un certain nombre de possessions de feu Miles II de Thouars, dont les châteaux de Tiffauges et Pouzauges. Jean de Craon et Gilles de Rais escomptent récupérer ultérieurement l'héritage constitué par l'ensemble des châteaux poitevins de Béatrice,. Cependant, Béatrice de Montjean se remarie avec Jacques Meschin de la Roche-Aireault, ancien écuyer de feu Miles II de Thouars et chambellan du roi Charles VII. Cette union compromet les projets du seigneur de La Suze et de son petit-fils. En conséquence, les deux compères chargent leur acolyte Jean de la Noe (ou la Noue), capitaine de Tiffauges, d'enlever Béatrice. Jean de la Noe profite de l'occasion pour s'emparer également de la sœur cadette de Jacques Meschin,. Béatrice de Montjean est emprisonnée au Loroux-Bottereau, puis à Champtocé. Son beau-fils Gilles de Rais et Jean de Craon menacent de la coudre dans un sac avant de la jeter dans une rivière si elle ne renonce pas à son douaire,.

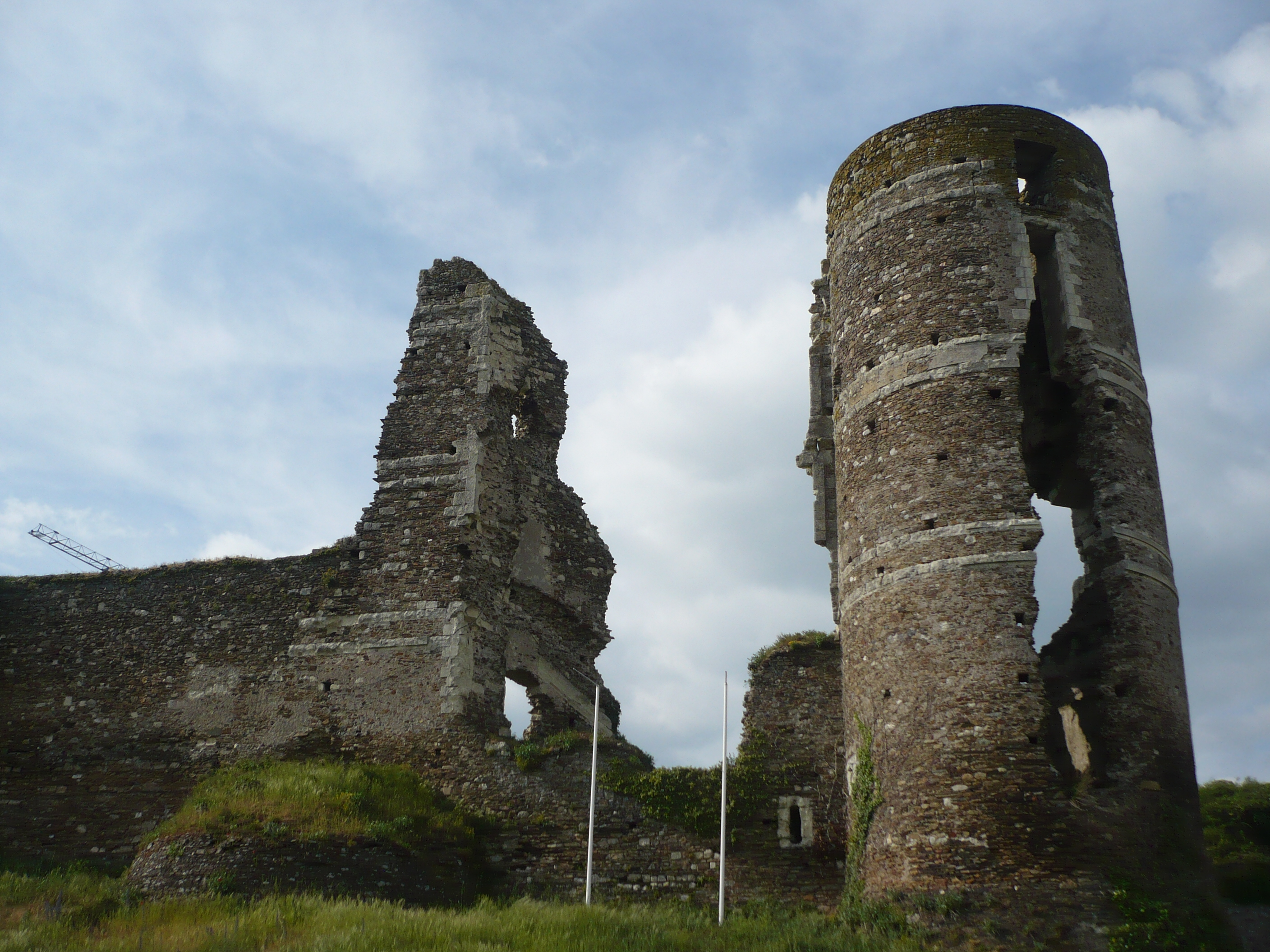
Vue actuelle des ruines du château de Champtocé.

Afin de libérer sa femme et sa sœur, le chambellan Jacques Meschin de la Roche-Aireault fait assigner Jean de Craon et Gilles de Rais à plusieurs reprises devant le parlement de Paris, en pure perte. Jacques Meschin dépêche un huissier à Champtocé avant d'y déléguer son propre frère, Gilles Meschin, placé à la tête de ses envoyés. Jean de Craon jette en prison tous les porteurs de l'assignation, Gilles Meschin inclus. Le seigneur de La Suze consent néanmoins à relâcher Béatrice de Montjean à la prière de son épouse Anne de Sillé, cette dernière étant de surcroît la propre mère de la prisonnière. Les autres otages finissent par être libérés moyennant rançon mais Gilles Meschin meurt quelques jours plus tard, vraisemblablement éprouvé par les conditions de sa détention champtocéenne. La sœur cadette de Jacques Meschin, envoyée en Bretagne, est contrainte d'épouser Girard de la Noe, le fils du capitaine de Tiffauges,.
Poursuivis judiciairement devant le parlement de Paris par Jacques Meschin, Jean de Craon et son petit-fils transigent avec leur adversaire. Dans le cadre d'une transaction entérinée par le parlement, le chambellan choisit de garder Pouzauges tandis que Gilles de Rais conserve Tiffauges. Craon et Rais n'en extorquent pas moins Pouzauges à Jacques Meschin sous prétexte que Catherine de Thouars, la femme de Gilles, « porte le nom [de Pouzauges] dans le monde. » Alors qu'il se rend à Pouzauges pour y superviser l'exécution de la transaction, Adam de Cambrai, premier président du parlement de Paris, est molesté et détroussé par des hommes à la solde des deux complices. Les multiples condamnations qui frappent ensuite Jean de Craon et Gilles de Rais restent lettre morte.

#### Titres, domaines et fortune

Marches communes au Poitou et à la Bretagne au XVe siècle.

Titulaire de la baronnie de Retz, réputée comme l'une des six plus anciennes baronnies du duché de Bretagne, Gilles de Montmorency-Laval est l'un des plus importants seigneurs de l'ouest de la France, notamment grâce à ses nombreux domaines répartis entre la Bretagne, l'Anjou, le Poitou, le Maine et l'Angoumois,. L'historien médiéviste Philippe Contamine souligne que Gilles de Rais est « tout à la fois, en raison de ses fiefs, Breton, Poitevin et Angevin. ». De plus, l'historien Georges Peyronnet précise que son « réseau de parentés familiales et féodales » (incluant les maisons de Laval et Craon) couvre une grande partie des marches de l'Ouest, régions frontalières difficiles d'accès en raison de l'humidité du climat océanique caractérisant ces pays de bocages et le Marais breton, d'où l'importance « comme voies de transport plus dégagées, [d]es vallées de la Loire et de la Sèvre Nantaise, (...) contrôlées par d'énormes forteresses » à l'exemple du château de Champtocé qui vit naître Gilles de Rais en terre angevine. Ainsi, la position de carrefour occupée par la baronnie couvrant le pays de Retz « constitue un atout indéniable pour le commerce et permet aux sires de Retz de contrôler les flux sur l'axe majeur de la Loire pour l'économie bretonne et celle de l'ouest de la France de manière plus générale », affirme l'historien Brice Rabot.
Comme son père Jean IV de Bretagne lors des démêlés avec Jeanne Chabot au siècle précédent, le duc Jean V de Bretagne reste particulièrement attentif à l'intérêt géostratégique des domaines de son vassal, que l'historien François Macé pointe de la sorte : « Au sud de la Loire, des marais de Bourgneuf au lac de Grand-Lieu, la baronnie de Rais contrôlait une partie de la frontière poitevine, l'autre partie, la baronnie de Clisson, venant de rentrer dans le domaine ducal. À l'est, Champtocé, extérieur au duché, couvrait la frontière angevine. Maître de Châteauceaux et de Champtocé, le duc [serait en mesure de verrouiller] la route de France. »

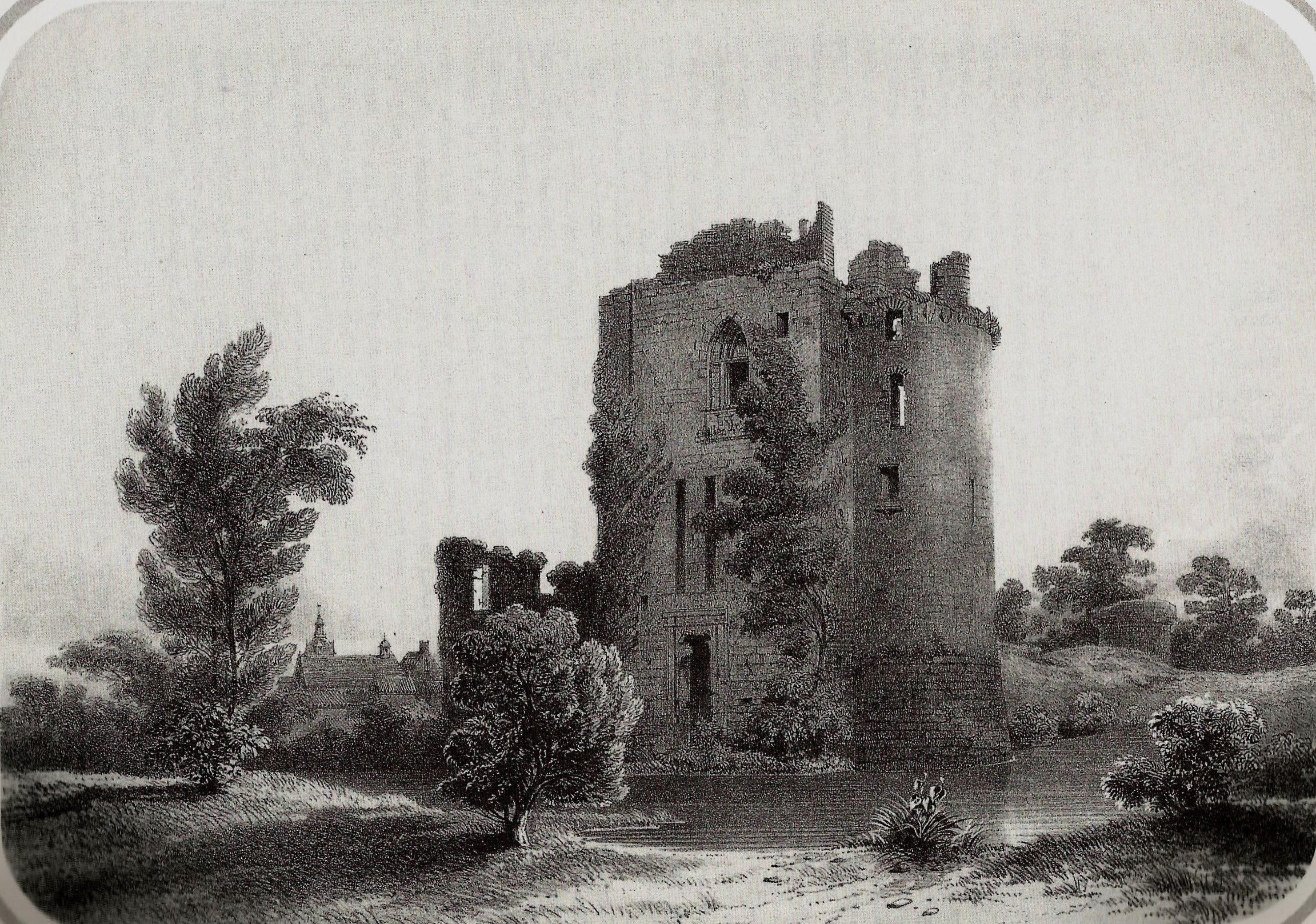
Ruines du château de Machecoul, gravure du XIXe siècle.

À « l'extrême sud du duché de Bretagne », la baronnie de Retz se compose donc à l'époque d'un « vaste ensemble d'une quarantaine de paroisses qui s'étend entre la Loire et les Marches communes au Poitou et à la Bretagne. » Gilles de Rais détient Machecoul — « tête de la baronnie » — de même que les châtellenies du Coutumier, Bourgneuf, Prigny et la moitié de l'Île de Bouin, domaines qui encadrent la baie de Bourgneuf. Au surplus, il dispose des châtellenies de Princé, Vue, Pornic, Touvois, Saint-Michel-Chef-Chef, Saint-Étienne-de-Mer-Morte, d'une rente sur la forêt de Paimpont, de l'hôtel nantais de La Suze et de la seigneurie de La Bénate « qui englobe 26 paroisses des Marches (13 de Bretagne et 13 du Poitou) », entre autres.
Les sires de Rais jouissent des traditionnels revenus terriens provenant de l'exploitation de leurs riches prairies baronniales, profits dont l'importance se devine à l'aune de l'étendue de la baronnie de Retz. Le baron fixe la quotité de ses revenus fonciers issus des droits payés par les tenanciers de fiefs roturiers, en espèces ou en nature (soit le prélèvement d'une part de bétail ou de la production céréalière). Ses « revenus casuels dépend[e]nt de la vie économique de la seigneurie et particulièrement des transactions commerciales terrestres et maritimes », comme le paiement de droits liés à la vente de bétail, à la tenue de foires et marchés ainsi qu'aux activités navales dans la baie de Bourgneuf, dont les marais salants lui assurent vraisemblablement une part non négligeable de recettes supplémentaires,. Cependant, il reste difficile d'évaluer précisément l'importance du commerce local de l'« or blanc » — condiment conservateur des aliments et « seule richesse de la baie » — ainsi que les divers bénéfices (rentes, dîmes, sauf-conduits, etc.) qu'en retire Gilles de Rais. Celui-ci s'accommode d'autres « droits seigneuriaux de nature fiscale », telles les banalités relatives à l'usage commun du four banal ou du moulin. En outre, le 9 juillet 1418, un arrêt du duc de Bretagne le maintient dans ses droits de bris et naufrages « sur tout le territoire de Retz, en la mer et en la rivière de Loire », malgré une tentative du lieutenant général de Bretagne et du capitaine de Nantes visant à l'en déposséder.

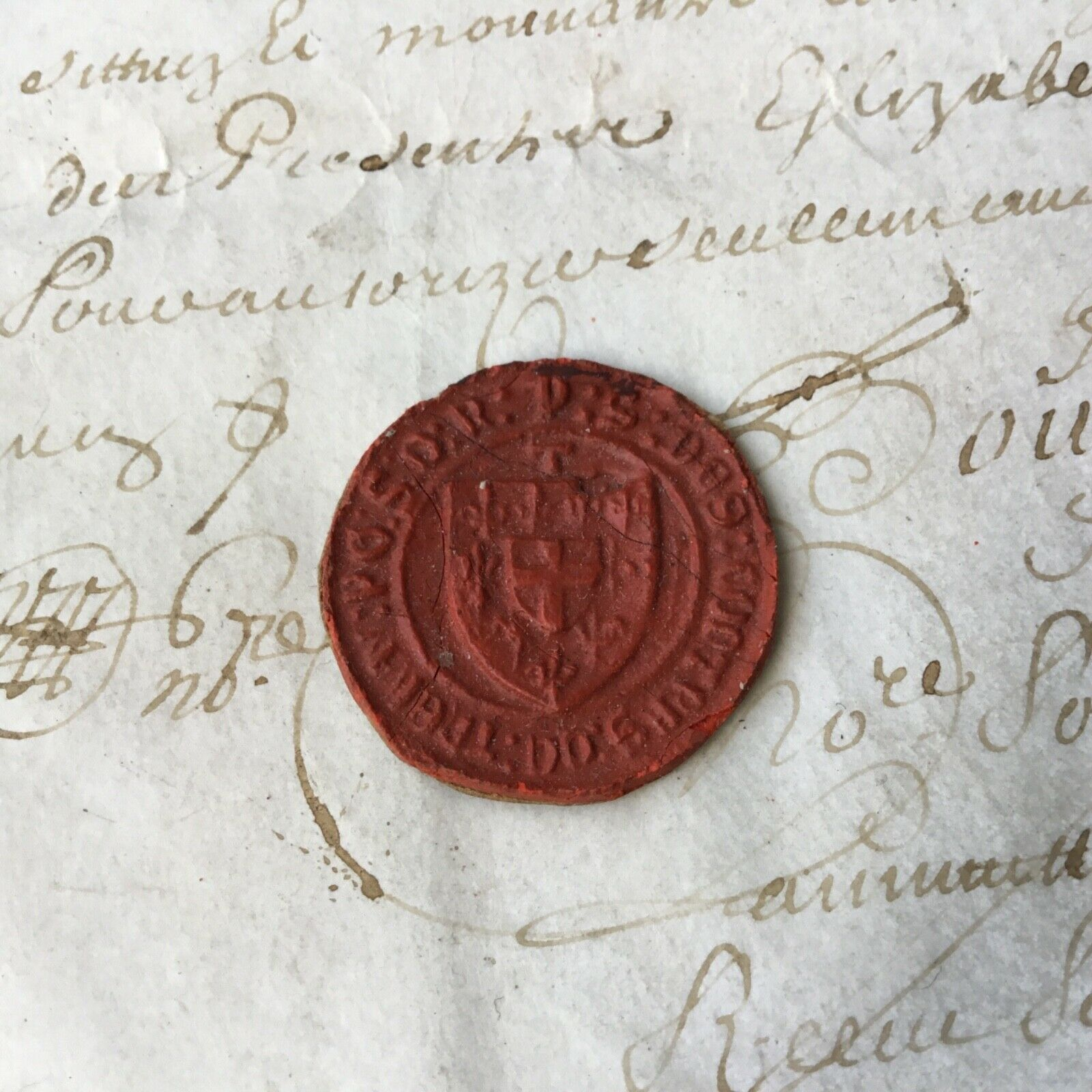
Cachet en cire reproduisant l'un des sceaux de Gilles de Rais, en l'occurrence le sceau de juridiction relatif aux contrats pour le domaine de Tiffauges, qu'il tenait du chef de son épouse Catherine de Thouars.

Dans le duché d'Anjou, il hérite de l'éminente seigneurie de Champtocé et d'Ingrandes, source d'importants revenus issus du « trafic » (commerce de marchandises) de Loire,, ainsi que des seigneuries de Blaison et de Chemellier, de la baronnie de Briollay, des seigneuries de Fontaine-Milon, Grez et Grattecuisse. Dans le Poitou, il détient les seigneuries de Cheneché, de la Voûte, de Sigon, de Cloué, de Chabanais et la terre du Breuil-Mingot, en sus d'acquérir par mariage et extorsion la baronnie de Pouzauges et la seigneurie de Tiffauges. Dans le Maine, le sire de Rais possède les seigneuries de La Suze, d'Ambrières et de Saint-Aubin-Fosse-Louvain ainsi que la terre de Précigné. En Angoumois, les seigneuries de Confolens, de Loubert et de Château Morant,.
Toutefois, ce recensement n'envisage schématiquement Gilles de Rais qu'au sommet de sa prospérité domaniale, après son mariage avec Catherine de Thouars (1422) et au lendemain de la mort de son grand-père (1432). En prime des aliénations plus ou moins importantes auxquelles il procède en amenuisant graduellement son patrimoine, certaines terres appartiennent à son épouse, d'autres ne lui sont léguées qu'au décès de Jean de Craon, sans compter celles qu'il cède à son frère René de Rais en lui assignant sa part d'héritage en 1434. De surcroît, ses domaines ne se révèlent pas toujours d'un bon rapport puisque le revenu qui s'y rattache peut être grevé de diverses manières : aliénations parfois irrévocables consenties par les précédents barons de Retz en faveur de l'Église ou de vassaux ; veuves jouissant d'un douaire conformément au droit coutumier ; prémices présumées du déclin commercial des salines de la baie de Bourgneuf,, ; annexions ou ravages causés par la guerre, dont la menace constante nécessite d'entretenir des dispositifs défensifs et de solder des hommes d'armes,... Outre une mauvaise gestion de ses ressources, plusieurs autres facteurs doivent donc être pris en compte pour expliquer ses graves difficultés financières.
En tout état de cause, du fait d'archives fragmentaires ou imprécises,, il n'est guère aisé d'estimer exactement ses biens, et notamment le rendement de ses domaines malgré leur étendue, sujet de désaccord entre les historiens Jacques Heers et Matei Cazacu. Minimisant la fortune et la condition sociale du maréchal, Heers lui dénie le qualificatif de « grand seigneur » en alléguant que le présenter « comme l'« un des plus riches seigneurs de France » n'est que figure de style, facilité de plume qui ne correspond à rien. » En revanche, Matei Cazacu conteste cette interprétation pour réaffirmer le rang de Gilles de Rais en qualité de grand seigneur, puissant et fastueux. Le chercheur se réfère en particulier à un mémoire rédigé par les héritiers du baron, document qui attribue à ce dernier des revenus annuels atteignant 50 000 livres tournois, dont environ 30 000 tirés de ses domaines et près de 20 000 procurés par son office de maréchal de France, source de « grands gages et pensions du Roy. » Si ce montant reste bien en deçà des revenus des grands princes contemporains (tels les ducs d'Orléans, de Bourgogne et de Berry), il situe néanmoins Gilles de Rais dans une tranche haute, inaccessible à l'immense majorité des seigneurs bretons du XVe siècle. Quelle qu'en soit l'estimation retenue, sa fortune se révèle insuffisante à soutenir son opulent train de vie en l'espace de quelques années.

### Carrière militaire

#### Premières armes durant la guerre civile bretonne?

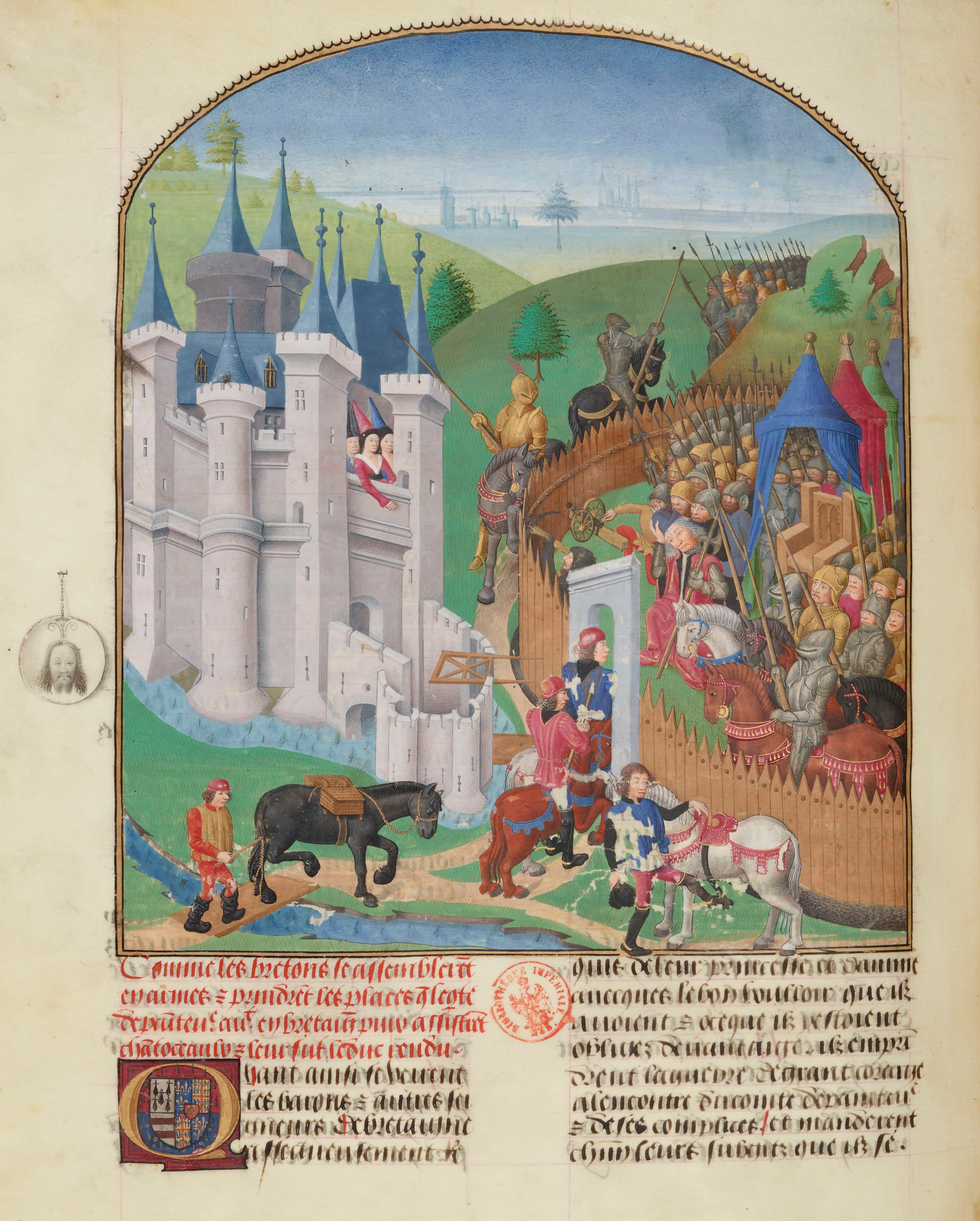
Enluminure représentant la fin du siège de Champtoceaux. Pierre Le Baud, Compillation des Cronicques et ystores des Bretons, ms. Français 8266,, XVe siècle, Paris, BnF.

Depuis la fin de la guerre de Succession de Bretagne en 1365, les princes issus de la maison de Montfort — Jean IV de Bretagne puis son fils et successeur Jean V — règnent comme ducs de Bretagne. Or les chefs de la maison de Penthièvre — descendants du candidat malheureux à la couronne ducale — fomentent une embuscade qui aboutit à l'emprisonnement du duc Jean V au château de Champtoceaux en février 1420. Les auteurs du guet-apens, Marguerite de Clisson et ses deux fils, Olivier, comte de Penthièvre et Jean de L'Aigle, bénéficient du soutien du futur roi de France, le dauphin Charles,.
La guerre civile embrase de nouveau le duché de Bretagne. À l'appel de la duchesse Jeanne, épouse de Jean V, la noblesse bretonne se rassemble autour de la dynastie de Montfort, y compris d'anciens partisans de la lignée des Penthièvre tel Jean de Craon. Le 17 février 1420, ce dernier se rend auprès de sa suzeraine afin de jurer, avec les autres seigneurs présents, de la protéger et de délivrer le duc. En représailles, les bandes armées des Penthièvre assaillent les fiefs du seigneur de La Suze et de son petit-fils Gilles de Rais, détruisant notamment le château de La Mothe-Achard,.
Le 16 mars 1420, le dauphin Charles approuve l'attentat commis par les Penthièvre sur la personne du duc mais il se rétracte le 8 mai 1420 en ordonnant aux frères Olivier de Blois et Jean de L'Aigle de lui remettre Jean V, puisque le sort des armes est favorable à la maison de Montfort, les places bretonnes des Penthièvre tombant l'une après l'autre. Sis dans les marches d'Anjou et de Bretagne, le château de Champtoceaux est à son tour assiégé par l'armée ducale le 8 ou 10 mai 1420. Sentant la nécessité d'un commandant unique et incontesté durant le siège, les seigneurs bretons sollicitent les Anglais de libérer un prisonnier de marque : le comte Arthur de Richemont, frère cadet de Jean V de Bretagne. En fin de compte, les Penthièvre relâchent le duc puis abandonnent Champtoceaux en y laissant des documents compromettant le dauphin. À l'issue du conflit, la forteresse est rasée.

Expansion du domaine ducal breton de 1400 à 1428, durant le règne de Jean V de Bretagne.

Le médiéviste Michael Jones souligne que « nul autre événement dans la Bretagne du XVe siècle (…) n'eut de si graves et de si larges conséquences politiques et sociales. Il permit à Jean V et à ses successeurs de poursuivre la construction d'un État indépendant qui était déjà bien avancée, d'augmenter considérablement le domaine ducal et de récompenser généreusement leurs partisans » en octroyant à ces derniers des terres confisquées aux Penthièvre. Par conséquent, une fois rentré triomphalement à Nantes le 12 juillet 1420, le duc Jean V remercie Jean de Craon ainsi que « son [petit-]fils de Rays » « de leurs bons et notables services » en les dédommageant de leurs pertes par l'attribution de domaines saisis sur les prétendants vaincus. Le jeune Gilles accomplit peut-être ses premiers faits d'armes en prenant part au dernier grand conflit résiduel de la guerre de Succession de Bretagne mais cet engagement hypothétique est discuté. Il est également possible que Jean de Craon et son petit-fils entrent alors dans la clientèle du prince breton Arthur de Richemont, récemment libéré de sa captivité en Angleterre.

Batailles et opérations majeures en France entre 1415 et 1453.

Entre-temps, en proie à la guerre civile entre Armagnacs et Bourguignons ainsi qu'à la guerre étrangère contre la monarchie anglaise des Lancastre, le royaume de France traverse une succession de désastres politiques et militaires durant la seconde phase de la guerre de Cent Ans. Le roi Henri V d'Angleterre parvient finalement à s'imposer comme gendre et héritier du roi Charles VI de France grâce à la ratification du traité de Troyes en mai 1420. Pour sa part, instruit des compromissions du dauphin avec ses ravisseurs Penthièvre, Jean V de Bretagne n'en louvoie pas moins entre les Armagnacs et la couronne anglaise afin de préserver l'indépendance de son duché. Cette politique de bascule n'empêche pas le duc breton de souscrire en juin 1422 à la « paix finale et générale » conclue par le traité de Troyes,.
Or la mort du roi Henri V d'Angleterre survient inopinément le 31 août 1422, près de deux mois avant celle de son beau-père malade, Charles VI « le Fou », le 21 octobre 1422. Dès lors, la dynastie des Lancastre revendique « l'union des deux couronnes » en la personne d'un nourrisson âgé de moins d'un an : Henri VI, roi de France et d'Angleterre. Dans le cadre de cette « double monarchie », le duc Jean de Bedford, frère cadet d'Henri V, devient le régent du royaume de France durant la minorité d'Henri VI. Concurremment, le dauphin Charles, unique fils survivant de Charles VI, se proclame roi de France sous le nom de Charles VII. Résolu à recouvrer l'ensemble du domaine royal, le jeune souverain Valois poursuit la guerre contre les Anglais. Au cours de ces troubles dynastiques, Jean de Craon et Gilles de Rais prennent peut-être part à la victoire de la Gravelle le 26 septembre 1423, puis à la bataille de Verneuil le 17 août 1424. Bien qu'aucune source ne la confirme, le chartiste Matei Cazacu émet cette hypothèse en avançant trois arguments : le rang important de Craon et de son petit-fils en tant que vassaux du duc Louis III d'Anjou, le souci de la défense de leurs biens angevins face aux Anglais ainsi que la présence attestée à la bataille de Verneuil de plusieurs proches des deux hommes. Quoi qu'il en soit, la défaite sanglante des troupes de Charles VII à Verneuil change la donne politique en parachevant le désastre militaire d'Azincourt survenu près de dix ans plus tôt.

#### Alliance franco-bretonne par l'entremise de la maison d'Anjou

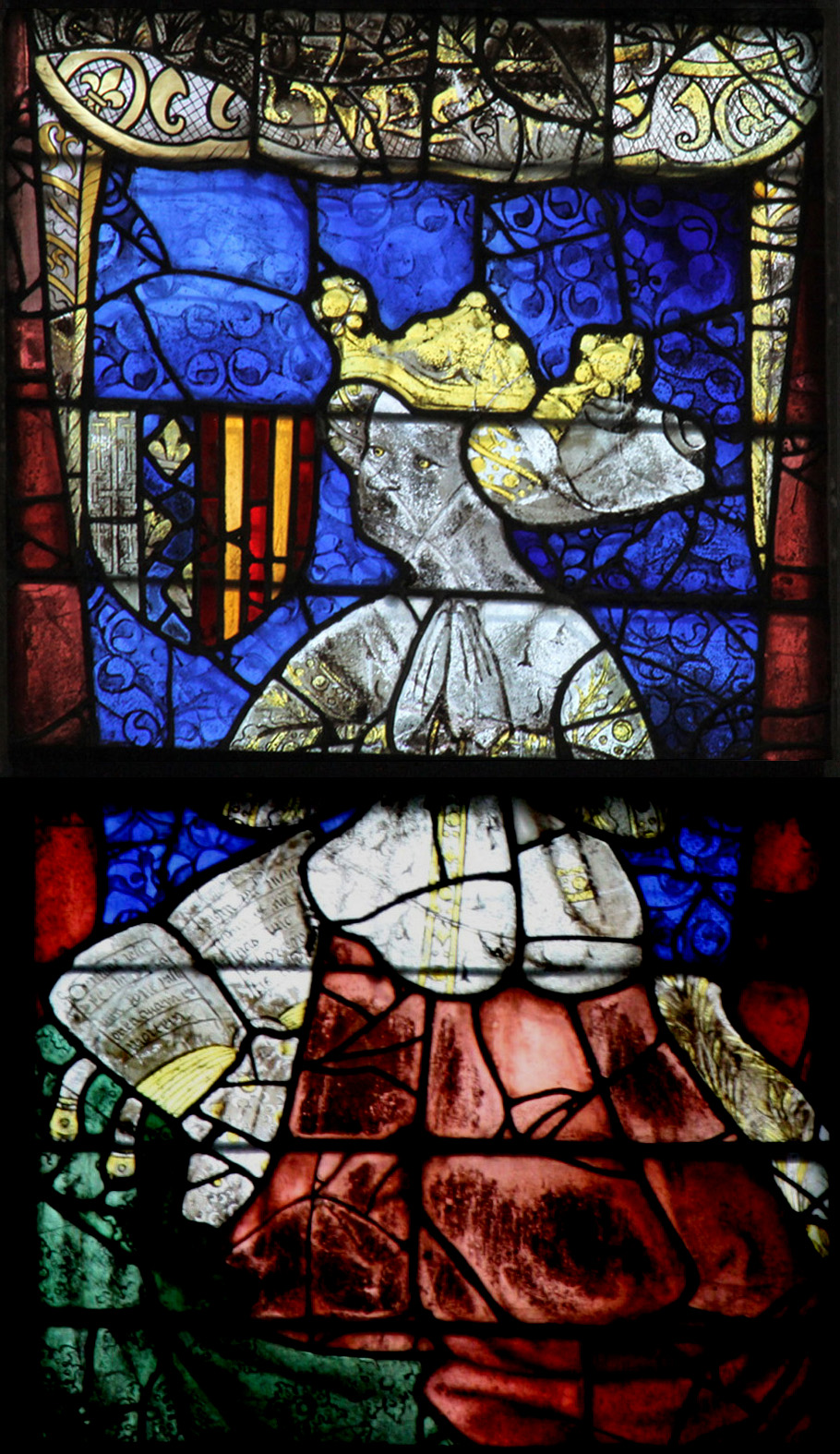
Yolande d'Aragon, duchesse d'Anjou. Verrière (registre inférieur) du bras nord du transept de la cathédrale Saint-Julien du Mans.

Désormais en position de faiblesse à la suite de l'anéantissement de son armée à Verneuil, Charles VII se voit contraint de chercher de nouveaux soutiens. Or la belle-mère du souverain se trouve être Yolande d'Aragon, dirigeante de la maison d'Anjou, une branche cadette de la dynastie royale des Valois. Soucieuse des intérêts de sa maison qui rejoignent, « non sans nuance », ceux de son beau-fils,, Yolande œuvre depuis 1423 au rapprochement de la France et de la Bretagne, avec l'aide de son vassal Jean de Craon,. Bien que le grand-père de Gilles de Rais soit un important seigneur angevin, fortuné et détenteur de maints domaines manceaux, angevins et bretons, son influence à la cour ducale d'Anjou ne semble débuter qu'en 1423-1424. Auparavant, Jean de Craon séjournait plus volontiers en Bretagne et avait même connu des différents juridiques avec les ducs d'Anjou au sujet du comté de Brienne et des terres de la famille de Roucy.

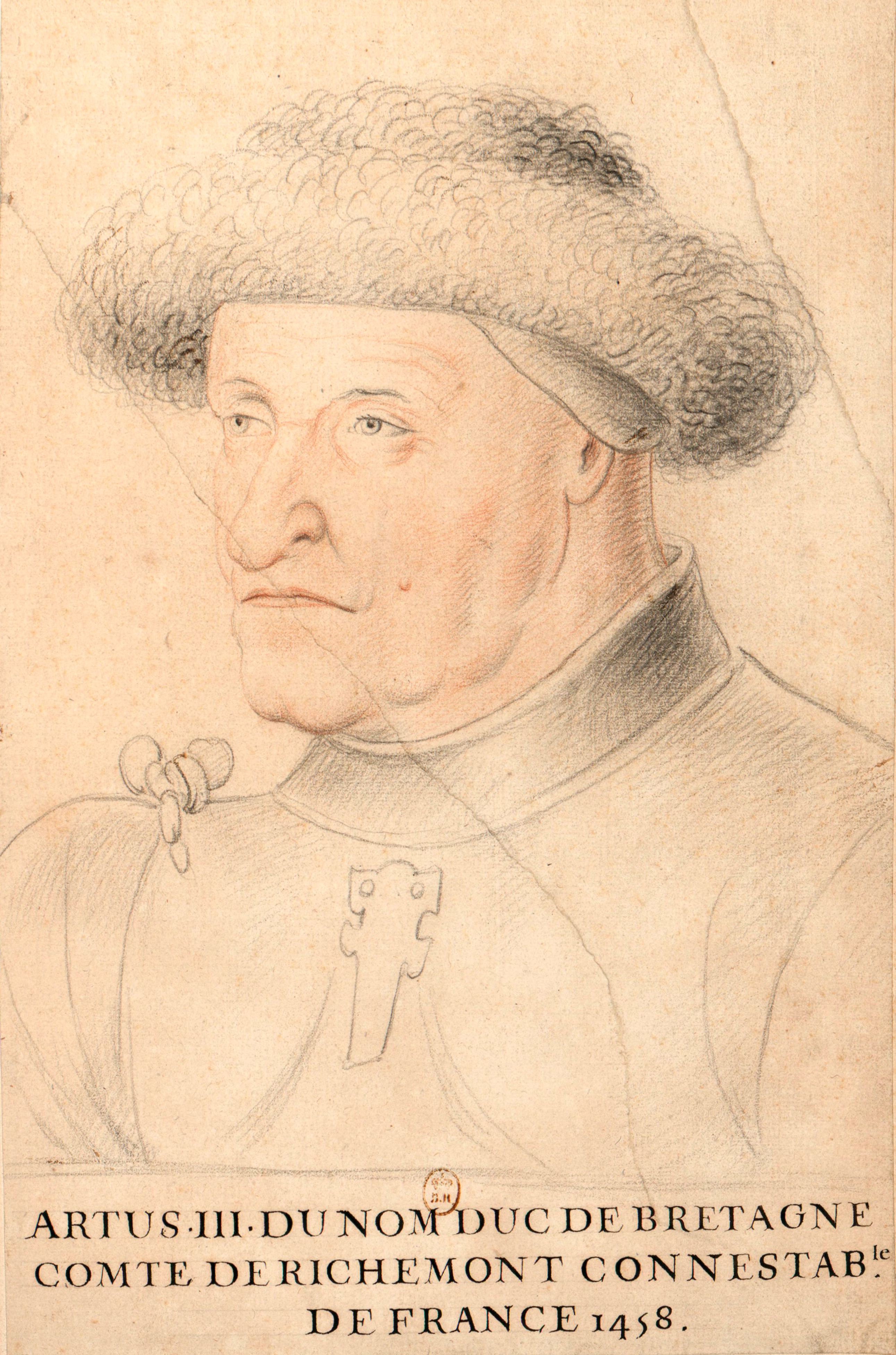
Arthur, comte de Richemont, connétable de France. Dessin aquarellé, Paris, BnF, collection Gaignières.

En mars 1425, la politique angevine promeut finalement Arthur de Richemont, frère cadet du duc Jean V de Bretagne, à la dignité de connétable de France, c'est-à-dire de « chef des armées après le souverain. » Le roi entérine ainsi la ligne prônée par les maisons alliées d'Anjou et de Bretagne, à savoir le rapprochement diplomatique de la couronne avec les duchés de Bourgogne et de Bretagne en vue de ramener la concorde entre les princes, faire entrer les grands feudataires au Conseil royal et poursuivre la guerre contre les Anglais. Entre autres concessions, Charles VII écarte de son Conseil ses fidèles accusés d'implication dans le meurtre de Montereau commis en 1419 et le complot des Penthièvre ourdi en 1420. Courant juillet 1425, Charles VII envoie Jean de Craon et d'autres ambassadeurs auprès du duc de Bretagne afin de l'informer officiellement du renvoi des anciens conseillers royaux. Après avoir consulté ses États, Jean V accepte de rencontrer le souverain « sur la rivière de Loire, entre Angers et Tours. » En septembre 1425, accompagné par de nombreux seigneurs — dont Gilles de Rais —, le duc se rend à Saumur, en territoire angevin. Flanqué du connétable de Richemont, Charles VII parvient à son tour dans cette ville afin d'y signer un traité d'alliance avec Jean V, le 7 octobre 1425, en présence de la duchesse douairière d'Anjou,. La première rencontre attestée entre Gilles de Rais et le roi de France se place à l'occasion des fêtes et conciliabules saumurois,,.
Le 24 octobre 1425, tout en confirmant le don de la seigneurie de Parthenay à Arthur de Richemont, le souverain demande à son connétable de restituer au sire de Rais certaines « terres estans au pays de Bretaigne », à savoir d'anciens domaines de feu Miles de Thouars, père de l'épouse de Gilles. L'abbé Arthur Bourdeaut fournit ce détail « pour indiquer les rapports de Richemont et de Gilles de Rays », illustrant selon lui la défense des intérêts du baron par les agents de Charles VII.
En mars 1426, le connétable de Richemont essuie un revers cuisant face aux Anglais sous les murs de Saint-James de Beuvron,. Mentionnée par certains chercheurs, la présence de Gilles de Rais lors de cette bataille n'est corroborée par aucune source. À l'issue du combat se place un épisode diversement interprété : l'enlèvement par Richemont de l'évêque Jean de Malestroit, chancelier du duc Jean V de Bretagne. D'après Guillaume Gruel, chroniqueur au service du connétable de France, Richemont s'empare du chancelier breton au motif que celui-ci, prétendument acheté par les Anglais, aurait retardé le paiement de la solde des hommes d'armes, contribuant ainsi à la défaite de Saint-James de Beuvron,. Mais il s'agit peut-être d'une confusion commise par le chroniqueur, doublée d'une calomnie de Richemont visant à masquer ses propres insuffisances martiales. Quoi qu'il en soit, cet épisode permet en 1905 à Salomon Reinach, partisan de l'innocence de Gilles de Rais, de noircir l'évêque Jean de Malestroit en mettant en exergue les accusations de traîtrise et d'anglophilie portées à l'encontre du futur juge du baron. L'archéologue dreyfusard façonne en conséquence l'image d'un héros de guerre français devenu la victime d'un tribunal armoricain présidé par un évêque parjure nourrissant « les plus noirs desseins et les plus longs ressentiments. » À l'opposé, l'historien Noël Valois affirme qu'imaginer une haine réciproque entre Jean de Malestroit et le sire de Rais relève de la « fantaisie pure » : outre la présence incertaine de Gilles au sein des troupes de Richemont à Saint-James, il est douteux que l'évêque de Nantes ait particulièrement gardé rancune au jeune baron parmi tous les autres seigneurs bretons commandés par le connétable en cette occasion. Au surplus, « forte personnalité » attentive à l'autonomie et à la souveraineté du duché de Bretagne,, le chancelier Malestroit demeure « l'instrument de la politique ducale » ; dans l'affaire Gilles de Rais comme tout le reste, l'évêque se concerte avec son maître Jean V, souligne Noël Valois.
En septembre 1426, le connétable de Richemont échoue encore face aux Anglais lors d'une escarmouche devant le Mont-Saint-Michel. Le 15 janvier 1427, le duc de Bedford, régent du royaume de France au nom d'Henri VI d'Angleterre, déclare la guerre au duc de Bretagne. Les chefs de guerre anglais Talbot et Warwick assiègent la ville normande de Pontorson, fortifiée et occupée par les hommes d'armes bretons du connétable de Richemont. La reddition de Pontorson a lieu le 8 mai 1427, sans que le duc Jean V de Bretagne et son frère Richemont n'aient secouru les assiégés.

#### Guérilla contre les garnisons anglaises aux confins du Maine

Blason de La Trémoille.

En juin 1427, Georges Ier de La Trémoille, seigneur de Sully, devient le grand chambellan du roi Charles VII,. Lointain cousin de Gilles de Rais par la branche des Craon, le seigneur de Sully prend l'ascendant au sein du conseil royal tandis que le connétable Arthur de Richemont finit par tomber en disgrâce à la suite de ses échecs tant militaires que politiques, faute de résultats découlant de l'alliance avec le duc de Bretagne. Brouillé avec le roi, Richemont conserve l'office de connétable mais quitte la cour. Sans s'allier aux Anglais, il entre en conflit armé avec le grand chambellan. Quant à Jean V de Bretagne, lui-même en butte aux assauts anglais, il négocie en juillet 1427 avec le duc de Bedford, régent du royaume de France. Le 8 septembre 1427, le duc de Bretagne procède à un nouveau revirement d'alliance en reconnaissant le traité de Troyes et en ordonnant à ses vassaux de cesser la lutte contre les troupes anglaises,. En compagnie de ses parents du lignage Laval ainsi que du vicomte Alain de Rohan et de l'évêque de Saint-Malo, Gilles de Rais est l'un des plus notables seigneurs bretons à désobéir à son suzerain en demeurant fidèle au roi de France.

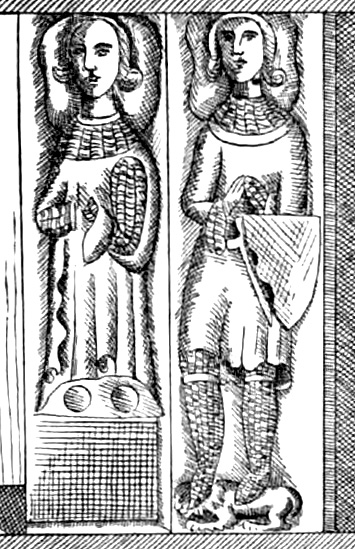
Gisants représentant probablement Jean de Craon (à droite) et Béatrice de Rochefort.
Tombe autrefois située dans la chapelle Saint-Jean-Baptiste des Cordeliers d'Angers.

Parallèlement à la redistribution des cartes à la cour de Charles VII, les Anglais menacent de nouveau les frontières du duché d'Anjou dans la continuité de leur conquête du comté du Maine. Les domaines des maisons de Laval et Craon — d'où Gilles de Rais est issu — sont ainsi directement exposés aux raids des « Godons ». Le 19 juin 1427, Yolande d'Aragon établit son conseiller Jean de Craon lieutenant général en Anjou et dans le Maine,. Probablement à cette occasion, le seigneur de La Suze dote son petit-fils d'un mentor militaire en la personne de Guillaume de la Jumellière, seigneur de Martigné-Briant, également conseiller de Yolande d'Aragon à la cour ducale d'Anjou. L'influence curiale de sa famille paraît consolider l'engagement de Gilles dans la guerre contre les Anglais aux lisières du Maine, entraînant la nomination du jeune baron comme capitaine de la place de Sablé au nom du duc d'Anjou.
Le sire de Rais commence vraisemblablement à disposer de sa fortune dès son émancipation, ses vingt ans accomplis, soldant des troupes et des « espies » (à savoir des éclaireurs) afin de contrer l'avancée anglaise. Les chroniques mentionnent le nom du jeune baron, conjointement avec ceux d'autres capitaines du roi, à compter de la seconde moitié de l'année 1427. Avec son parent Jacques de Dinan, seigneur de Beaumanoir et le chevalier Ambroise de Loré, Gilles de Rais mène une « guerre guerréante » (autrement dit une guérilla « faite d'escarmouches, de surprises et de coups de main ») aux confins du comté du Maine,,. Cette tactique de harcèlement contre les troupes anglaises permet aux capitaines français d'emporter d'assaut la forteresse de Ramefort à Gennes. Dès qu'ils se sont rendus maîtres de la place forte mancelle, le sire de Rais et les autres capitaines respectent leur promesse d'épargner la garnison anglaise mais font pendre les hommes « de la langue française » qu'ils y trouvent, possible manifestation d'un « fort sentiment national » à l'encontre de combattants considérés comme des « Français reniés ».
Les seigneurs de Rais, de Loré et de Beaumanoir reprennent aux Anglais le château de Malicorne à la suite d'un autre coup de main,. Comme lors de la prise de Ramefort, les capitaines font exécuter les assiégés parlant français,. À une date également indéterminée en raison de la chronologie confuse des chroniques médiévales, les trois compagnons d'armes et leurs troupes s'emparent du château du Lude. Le commandant anglais de la garnison, un capitaine dénommé William Blackburn, est tué ou fait prisonnier.
Au printemps 1428, le sire de Rais participe à hauteur de mille écus d'or au paiement de l'énorme rançon de son cousin André de Lohéac, pris par les Anglais le 16 mars 1428 lors du siège de Laval. En la personne de Guy XIV, Anne et Jeanne, respectivement frère, mère et grand-mère du jeune captif, la famille de Laval s'engage à rembourser les « très chiers et amés cousins et grands amis » qui ont contribué à délivrer le seigneur de Lohéac,.
En juin 1428, de nouvelles troupes anglaises débarquent dans le royaume de France puis assiègent Orléans à partir d'octobre.

#### Alliance avec le grand chambellan Georges de La Trémoille

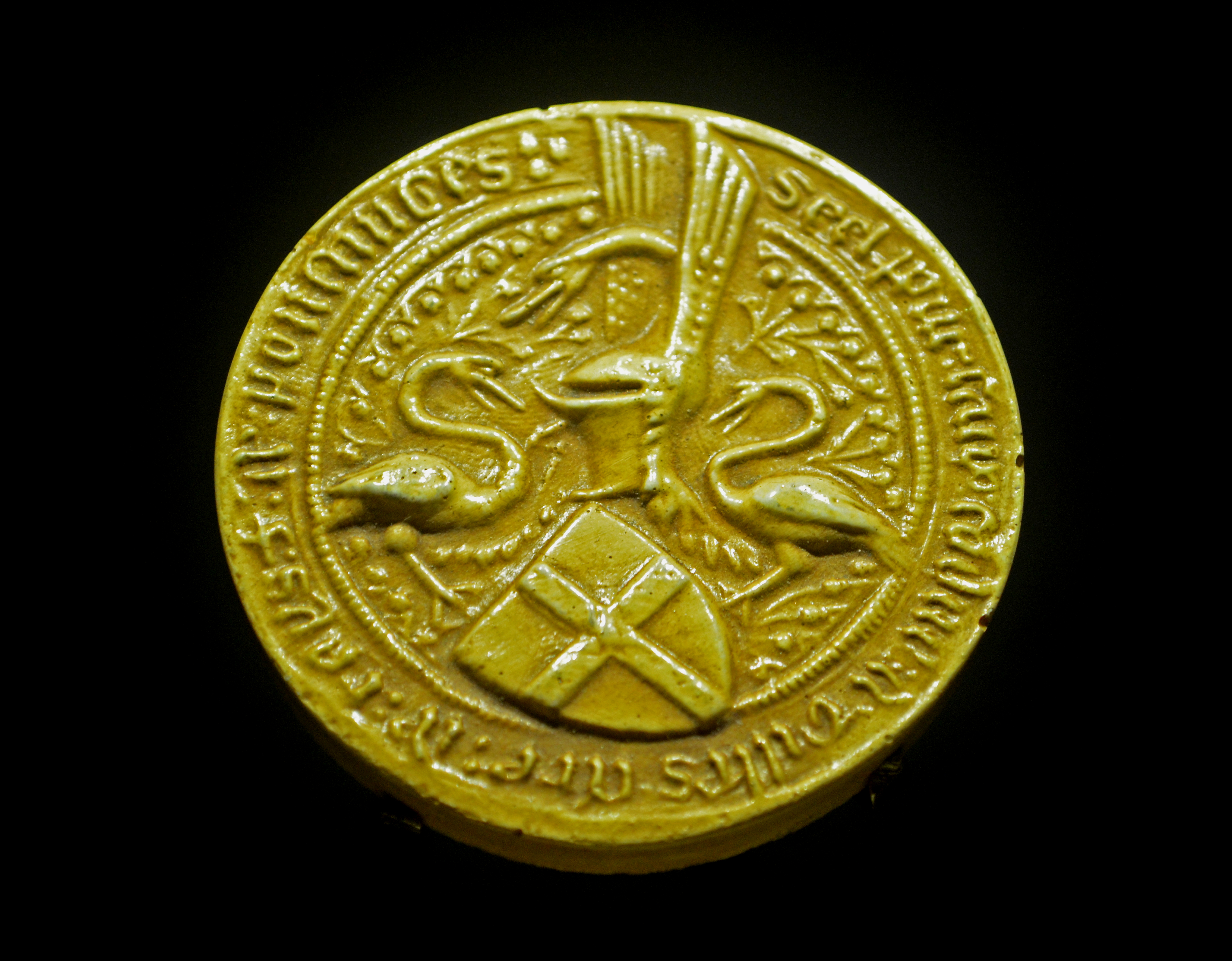
Sceau de sauf-conduit de Gilles de Rais. Il s'agit peut-être d'un faux fabriqué au XIXe siècle, reconstitution hypothétique à partir de certains éléments authentiques tels le diamètre et la présence d'un cygne. Toutefois, l'authenticité de cette représentation est défendue par ailleurs.

Probablement en date du 23 février 1429, Jeanne d'Arc arrive à Chinon en provenance de Vaucouleurs afin de s'entretenir avec le roi. Gilles de Rais est alors présent au château de Chinon, à l'instar des autres capitaines qui composent l'entourage de Charles VII durant ces temps de guerre,. Un mois plus tard, par lettre datée du 8 avril 1429, signée de sa main et munie de son sceau, le jeune baron noue une alliance avec son cousin Georges Ier de La Trémoille, s'engageant à le servir de toute sa puissance « jusques à mort et à vie, envers tous et contre tous seigneurs et autres, sans nul excepté…, dans la bonne grâce et amour du roi,,. » Le grand chambellan poursuit ainsi sa stratégie d'alliances bilatérales contractées avec des membres de la noblesse en vue de consolider sa politique, de maintenir sa situation fragile auprès du roi et de se prémunir contre les complots fomentés par le connétable de Richemont et ses alliés.

Le royaume de France en 1429.

À l'aune de l'image essentiellement négative de La Trémoille dans l'historiographie johannique,,,,, l'alliance entre le baron de Rais et le grand chambellan est longtemps interprétée défavorablement puisque perçue à travers le prisme exclusif de la mission de Jeanne d'Arc. Le seigneur de Tiffauges est ainsi portraituré ordinairement comme « l'homme » de l'influent La Trémoille, bien davantage que comme le compagnon d'armes de la Pucelle,,,,. Or, s'interroger à propos de la « fidélité absolue ou [la] trahison, [le] dévouement ou [l']indifférence » de Gilles à l'égard de Jeanne d'Arc revient à poser « un faux problème », énonce l'historien Jacques Heers : « L'important n'est pas de chercher à sonder quels furent les véritables sentiments, penchants et intentions du sire de Rais, maréchal de France, un des capitaines de l'armée du roi ; cela ressort forcément de la spéculation […] » puisque Gilles, toujours « dans le sillage des favoris », ne se situerait pas au plus haut niveau de décision.
Cependant, l'historien chartiste Matei Cazacu exprime son désaccord avec les interprétations visant à réduire Gilles de Rais au rôle de créature subordonnée à La Trémoille. Le chercheur rappelle que le contrat entre les deux hommes se rattache au réseau d'alliances mis en place par le grand chambellan pour défendre sa position politique contre les complots fomentés par Louis d'Amboise, entre autres périls. Partant, Cazacu estime que Gilles se placerait vis-à-vis de La Trémoille dans une position comparable à celle des grands seigneurs Alençon, Clermont et Foix, autres alliés du sire de Sully. En outre, certaines thèses hostiles au grand chambellan — opposition systématique à Jeanne d'Arc, double jeu en raison de ses liens familiaux et des négociations conduites avec les Bourguignons... — ont été réfutées ou nuancées par les médiévistes Philippe Contamine et Olivier Bouzy,. En tout état de cause et malgré son importance, le rôle politique de La Trémoille demeure mal connu faute d'études spécifiques sur le personnage, travaux qui permettraient de contextualiser davantage l'action de la Pucelle ou celle de Gilles de Rais.
À compter de l'année 1429, Gilles de Rais commence à siéger au Conseil royal mais il n'y apparait qu'épisodiquement entre 1429 et 1434, retenu ailleurs par ses obligations militaires ou pour d'autres raisons. Son titre de conseiller du roi n'a peut-être qu'un caractère honorifique. Il est également qualifié de chambellan du roi,. Dans le cadre d'une tentative de rapprochement diplomatique franco-breton probablement appuyée par La Trémoille, il écrit en avril 1429 au duc Jean V de Bretagne pour l'inciter à renforcer l'armée qui se constitue à Blois en vue de porter secours à la ville d'Orléans assiégée par les Anglais,.

#### Compagnonnage d'armes avec Jeanne d'Arc

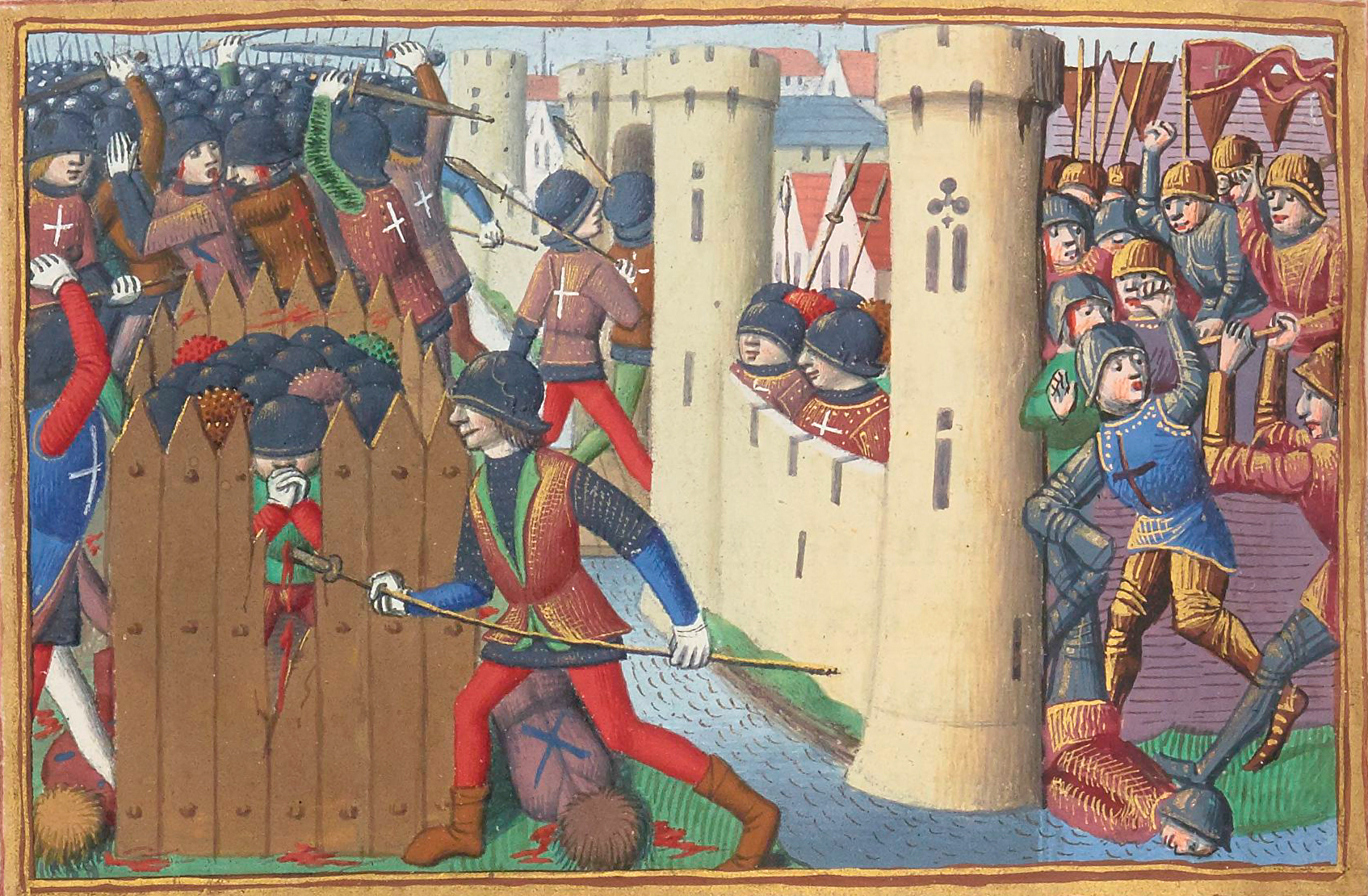
Les troupes françaises lèvent le siège d'Orléans. Enluminure du manuscrit Les Vigiles de Charles VII de Martial d'Auvergne, Paris, BnF, département des manuscrits, fin du XVe siècle.

Parallèlement, après avoir subi un interrogatoire par des docteurs en théologie à Chinon puis à Poitiers, Jeanne d'Arc reçoit l'autorisation d'accompagner l'armée de secours réunie à Blois. Le 25 avril 1429, la Pucelle se rend dans cette ville pour y trouver prêts un convoi de vivres, d'armes et de munitions ainsi qu'une escorte de plusieurs dizaines d'hommes d'armes et de trait, sous le commandement de Gilles de Rais et Jean de Brosse, maréchal de Boussac. La troupe inclut une compagnie d'Angevins et de Manceaux soldés par le baron de Rais, qui « apparaît bien ici au cœur du dispositif, d'ailleurs [...] modeste. »
Le convoi s'ébranle le 27 avril, longeant la Loire sur la rive gauche. Apprenant sa venue, le bâtard d'Orléans — membre du Conseil royal et chef de facto de la maison d'Orléans — quitte la ville assiégée en traversant la Loire en barque pour se porter au-devant de Jeanne durant la nuit du 28 au 29 avril. En dépit des objurgations de la Pucelle, désireuse d'attaquer les Anglais sur l'heure, le bâtard la convainc d'entrer dans Orléans avec le ravitaillement et deux cents « lances » tandis que le reste de l'escorte, dont ses chefs Jean de Brosse et Gilles de Rais, s'en retourne vers Blois. Le 4 mai au matin, Gilles de Rais et l'amiral Louis de Culant reviennent à Orléans avec le reste des troupes réunies à Blois. Le baron de Rais contribue ainsi à la levée du siège de la ville par les Anglais, notamment par la prise de la bastille de Saint-Loup, le 6 mai. Conjointement à d'autres « chevaliers, écuyers et gens de guerre », il accompagne la Pucelle lorsque celle-ci rend compte au roi de la levée du siège,,.

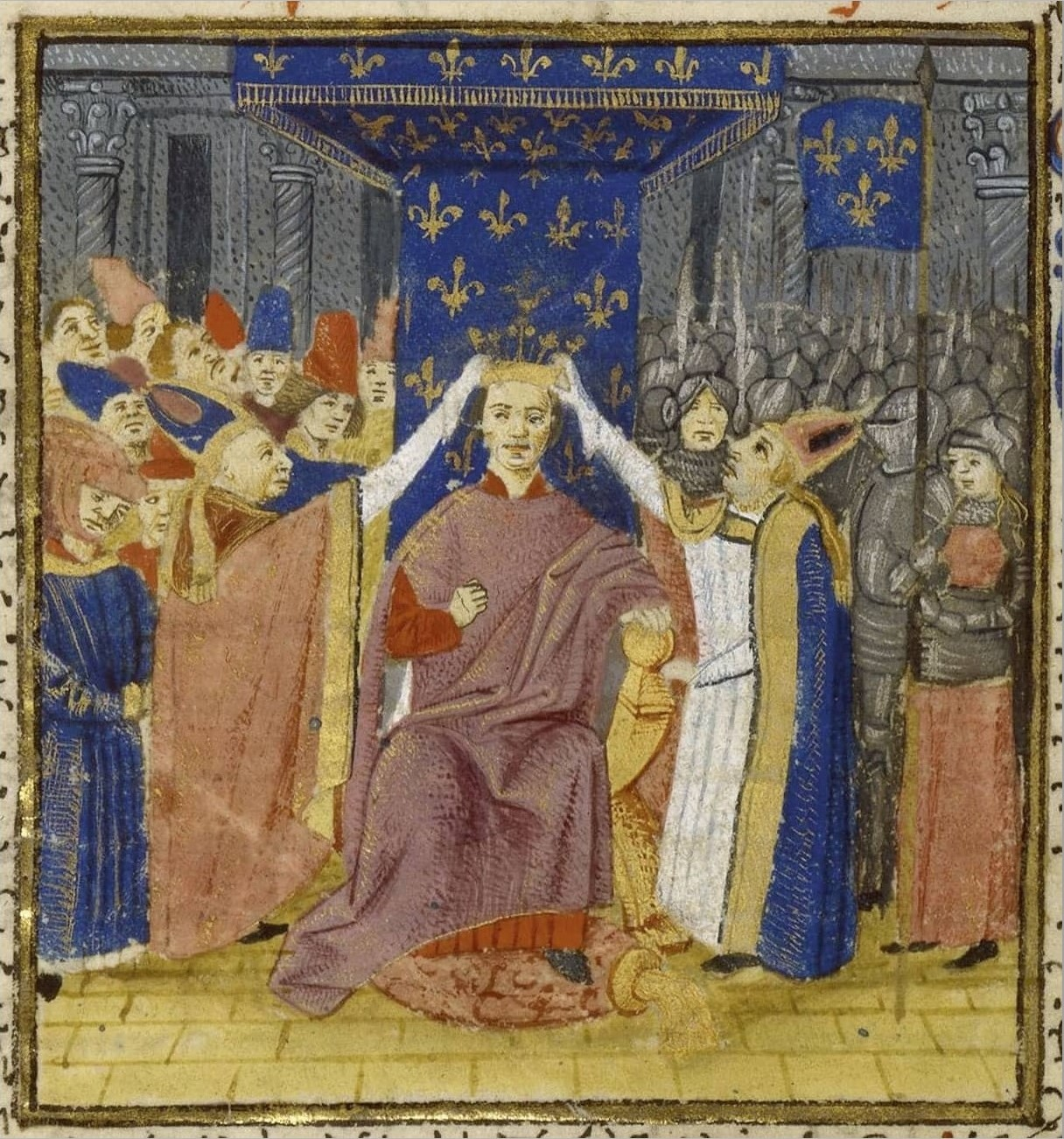
Sacre de Charles VII à Reims, en présence d'hommes d'armes et de Jeanne d'Arc, revêtus de leur armure. Chronique abrégée des rois de France, BnF, département des manuscrits, NAF 4811,, XVe siècle.

Sur l'insistance de Jeanne d'Arc, Charles VII finit par consentir à se rendre à Reims afin d'y être sacré roi. Par conséquent, une armée importante — estimée entre 5 000 et 8 000 combattants — est réunie à Selles-sur-Cher en vue de reprendre les places de la Loire, conquises par les Anglais durant l'été 1428. Le prestige de la Pucelle renforce la position de Charles, qui voit nombre de ses vassaux se presser de lui rendre leurs devoirs militaires. Sans avoir été convoqués, les cousins Laval de Gilles de Rais, Guy XIV et André de Lohéac, se rendent ainsi à Loches le 6 juin 1429. Ils y rencontrent le jeune dauphin Louis puis s'entretiennent le lendemain à Saint-Aignan avec le roi Charles, qui les remercie de leur venue. Les deux frères Laval parviennent le lundi 8 juin 1429 à Selles où la Pucelle les accueille chaleureusement. Gilles de Rais ne tarde pas à rejoindre ses cousins ce même lundi et d'autres combattants affluent les jours suivants,. Charles VII confie le commandement de l'armée de la Loire à un prince du sang, le duc Jean d'Alençon.
Le baron de Rais participe ensuite avec Jeanne d'Arc à la « campagne de la Loire », qui vise la reconquête des villes occupées par les Anglais dans la région. Le 12 juin 1429, il est ainsi présent à la prise de Jargeau. Le 18 juin 1429, lors de la bataille de Patay, il est détaché à l'arrière-garde avec ses cousins Laval, Jean V Malet de Graville et la Pucelle, mécontente d'être reléguée à cet endroit,.
Durant le trajet vers Reims, Gilles de Rais et Jean de Brosse, maréchal de Boussac, commandent l'avant-garde de l'armée royale. Les troupes de Charles VII réduisent à l'obéissance Troyes ainsi que d'autres villes et de nombreux châteaux. Le 17 juillet 1429, lors du sacre royal, Gilles est chargé avec trois autres seigneurs — le maréchal de Boussac, Jean de Graville et Louis de Culant — d'apporter la Sainte Ampoule de la basilique Saint-Remi de Reims à l'église métropolitaine,. Ce même jour, le jeune baron de Rais est élevé à la dignité de maréchal de France en reconnaissance de son engagement guerrier ou en raison de l'appui politique du grand chambellan.

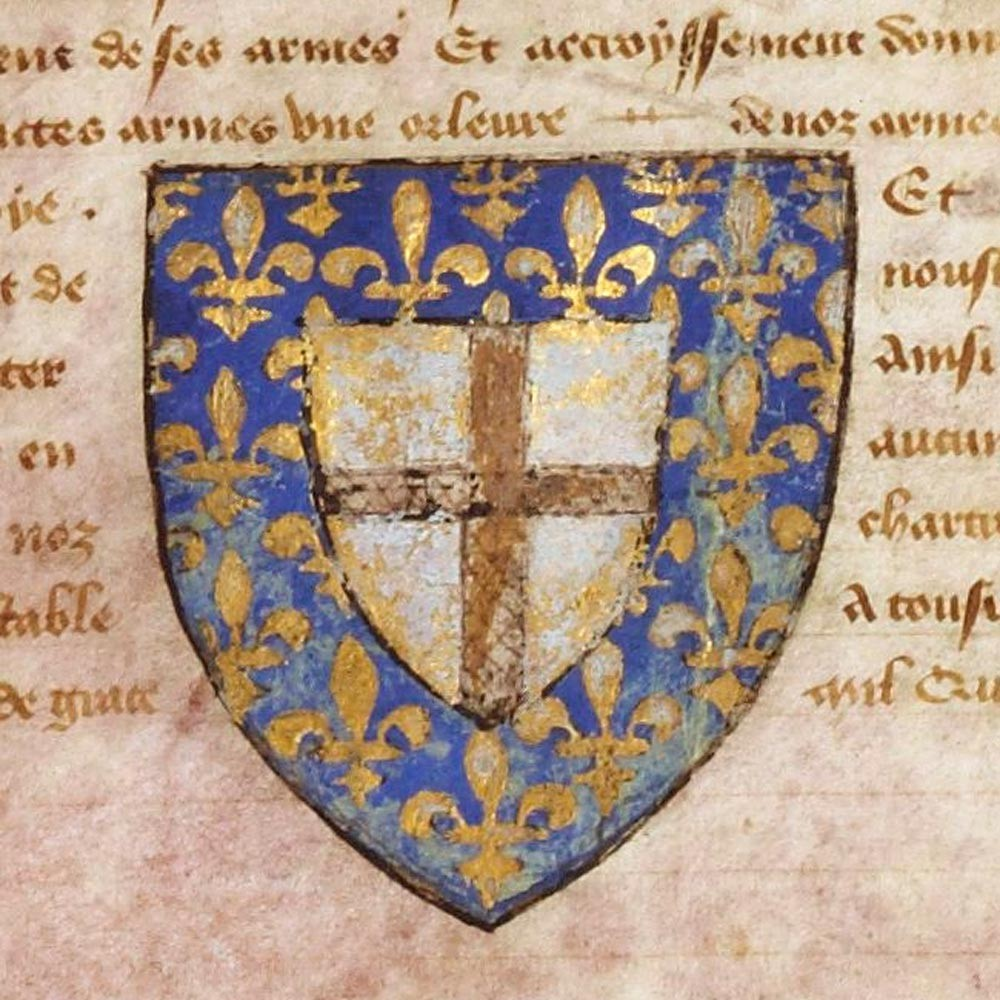
Blason de Gilles de Rais à compter du mois de septembre 1429 : d'or à la croix de sable (qui est de Retz), à la bordure d'azur semé de fleurs de lis d'or (qui est de France).

Le lundi 15 août 1429, les troupes royales et anglo-bourguignonnes se font face à Montépilloy. Charles VII confie les ailes de son armée à ses deux maréchaux, Jean de Boussac et Gilles de Rais. Le 8 septembre 1429, lors du siège de Paris, Jeanne d'Arc souhaite avoir le maréchal de Rais et Raoul de Gaucourt à ses côtés lors de l'assaut donné à la porte Saint-Honoré,. Gilles se tient toute la journée auprès de la Pucelle, parmi de nombreux gens d'armes, tentant en vain d'atteindre et de franchir l'enceinte parisienne depuis un arrière-fossé. À la tombée du jour, Jeanne est blessée à la jambe par un vireton d'arbalète. Le siège de Paris est rapidement levé, l'armée royale se replie vers la Loire avant d'être licenciée à Gien le 21 septembre 1429. Le même mois, Charles VII honore derechef Gilles pour ses « recommandables services » en confirmant son titre de maréchal et en lui octroyant le privilège d'ajouter à son blason une bordure aux armes de France (« fleurs de liz d'or semées sur champ d'azur »), faveur royale partagée uniquement avec la Pucelle,.
À une date inconnue, une expédition militaire conduite par Xaintrailles et La Hire quitte Beauvais et s'installe à Louviers, ville située à sept lieues de Rouen, où Jeanne d'Arc est retenue prisonnière depuis le 23 décembre 1430, après sa capture au siège de Compiègne. Olivier Bouzy signale que « des personnages importants prirent part à cette expédition de Louviers ou firent une apparition dans la ville », tels le bâtard d'Orléans et Gilles de Rais, dont la présence est attestée le 26 décembre 1430,. Ces mouvements de troupes ont parfois été historiquement interprétés comme une tentative visant à libérer la Pucelle, mais l'hypothèse n'est pas prouvée,,. Du reste, aucune tentative de délivrance de cette sorte ne semble avoir eu lieu pour lors. Toutefois, un tel coup de main n'était pas impossible à réaliser comme le démontre une entreprise postérieure : conduits par un dénommé Ricarville, cent hommes purent s'emparer provisoirement du château de Rouen le 3 février 1432, avant de finir décapités sur la place du Vieux-Marché, où Jeanne d'Arc fut exécutée quelques mois plus tôt.

#### Guerres civiles entre La Trémoille et les alliés de Richemont

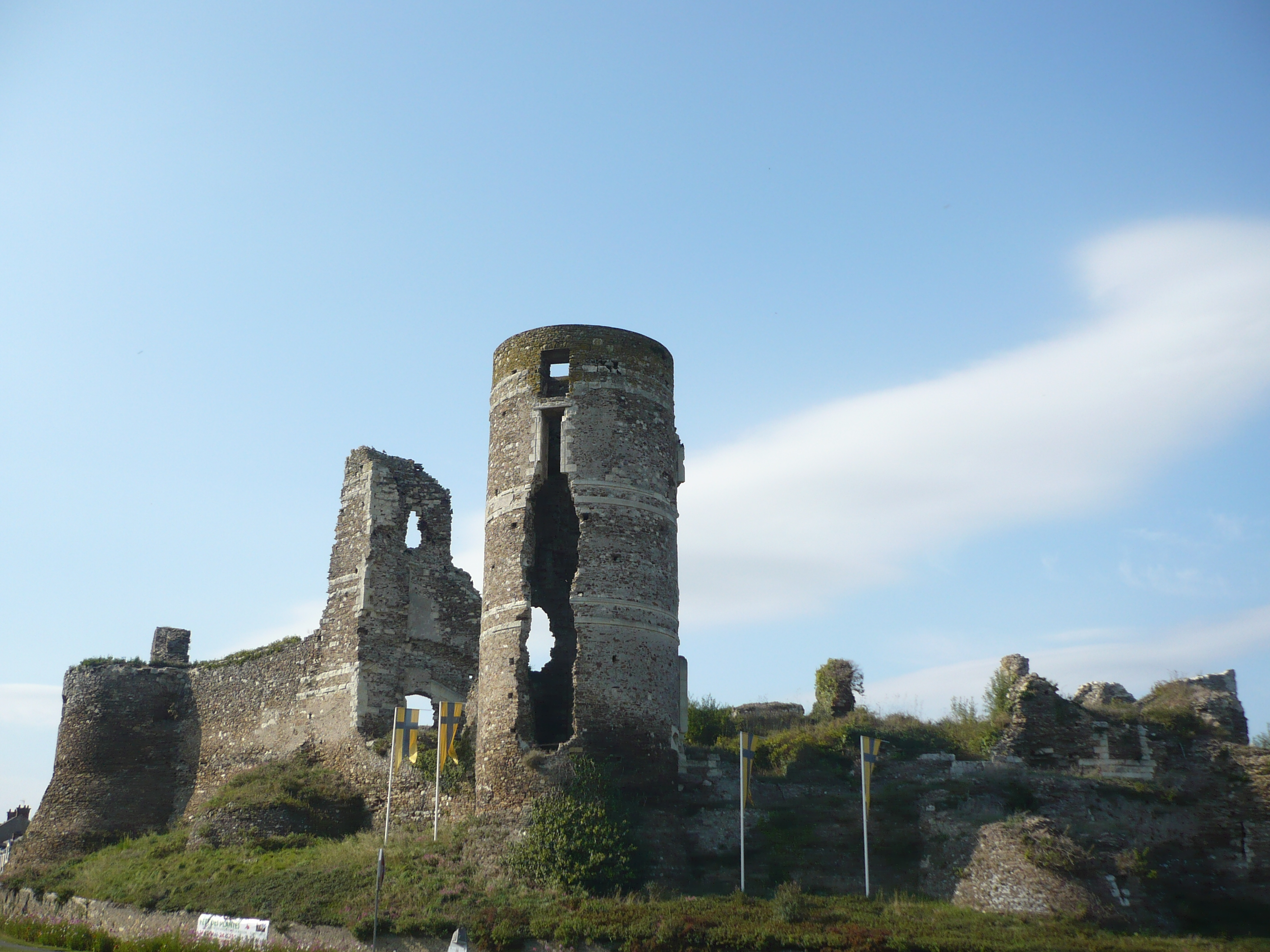
Le château de Champtocé.

Parallèlement à la lutte menée contre les Anglo-Bourguignons, Georges de la Trémoille poursuit sa « guerre privée » contre le connétable Arthur de Richemont soutenu par la maison d'Anjou. Dans le cadre de ce conflit, le seigneur de Tiffauges appuie le grand chambellan, son cousin et allié. Ligués avec Richemont, Louis d'Amboise et ses complices tentent à deux reprises de s'emparer de La Trémoille et du roi en 1430. Déjà coupable d'une pareille entreprise l'année précédente, le seigneur d'Amboise est condamné à la peine de mort pour crime de lèse-majesté mais il voit sa peine commuée en prison perpétuelle avec confiscation des biens.
Des tentatives de rapprochements s'insèrent entre ces querelles intestines : après une nette crispation diplomatique entre les maisons de Bretagne et d'Anjou,, les vues politiques de Yolande d'Aragon et de La Trémoille finissent par s'accorder sur la nécessité d'une réconciliation entre le royaume de France et le duché de Bretagne. Précédemment associé à une tractation matrimoniale analogue entre les lignées angevine et bretonne en 1425, Jean de Craon met le château de Champtocé à disposition du grand chambellan afin d'organiser une rencontre avec le duc Jean V du 22 au 24 février 1431. S'ensuivent un serment et un mariage qui renforcent les liens entre les deux lignages, avec l'approbation de Charles VII. Le souverain n'en refuse pas moins de voir Arthur de Richemont revenir aux affaires, bien qu'il consente à un compromis visant à aplanir les différends entre le grand chambellan et le connétable,,.

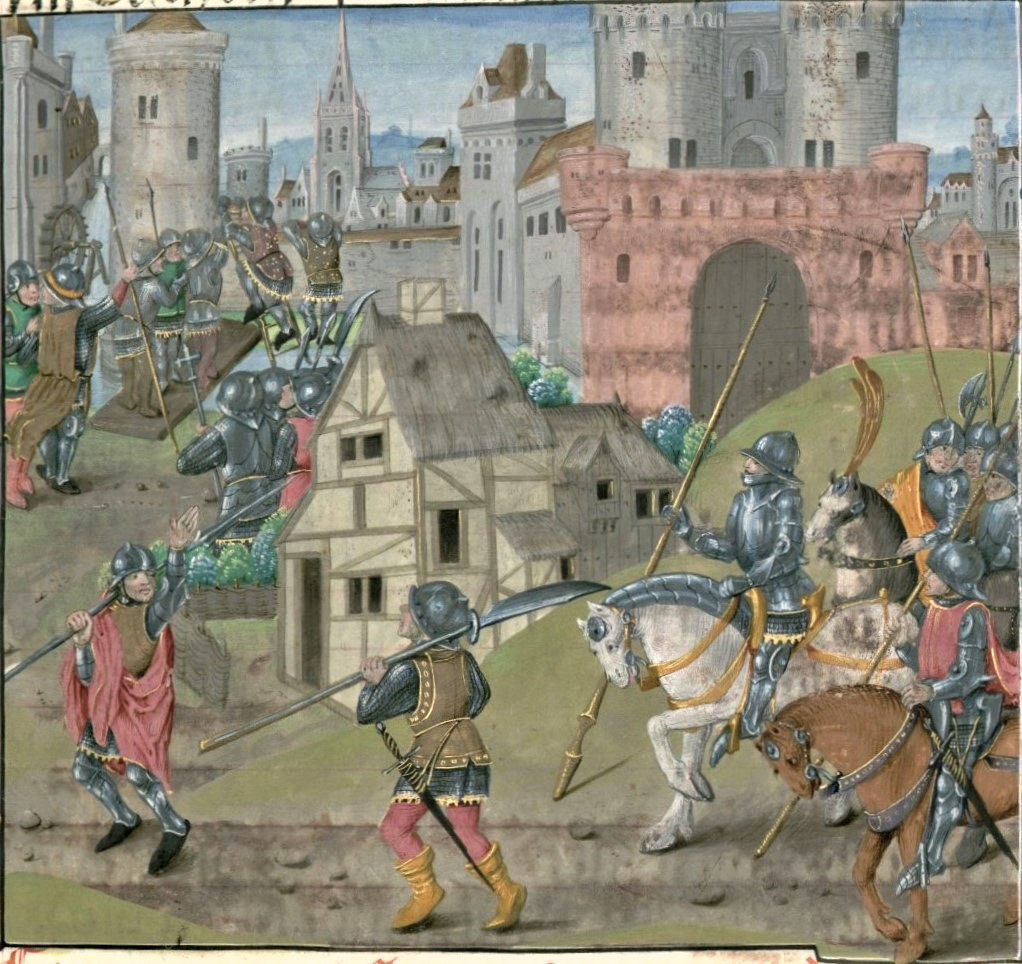
Enluminure représentant des gens de guerre au pied de la ville fictive de Crathor (en réalité Sablé) dans un manuscrit du Jouvencel de Jean de Bueil (ms. Français 192,, Paris, BnF, 4e quart du XVe siècle).

Le 22 juillet 1431, le nom du seigneur de Tiffauges apparaît succinctement dans une circulaire que le roi fait diffuser à ses bonnes villes afin d'atténuer l'impact négatif de la défaite de Bulgnéville, bataille qui voit les Bourguignons déconfire les troupes de René d'Anjou, fils de Yolande d'Aragon et partisan des Français. Ainsi, parmi les mesures militaires qu'il annonce, Charles VII glisse une allusion sibylline à Jean, duc d'Alençon, Louis Ier de Bourbon-Vendôme, Gilles de Rais et autres capitaines, « envoyés en certaines marches et contrées avec l'espoir d'exécuter une entreprise dont, au plaisir de Dieu, le Roi espère avoir bonnes et promptes nouvelles ». Quelle que soit la nature de cette « entreprise », le duc Philippe de Bourgogne signe une trêve avec le roi de France peu de temps après, le 8 septembre 1431.
Graduellement, en dépit des politiques similaires menées envers les duchés de Bretagne et de Bourgogne par la maison d'Anjou d'une part et La Trémoille d'autre part, le grand chambellan finit par servir de « repoussoir » en « fédérant contre lui les différentes composantes de la cour, (…) facilita[nt] paradoxalement l'avènement de Charles d'Anjou et le renforcement des Angevins à la cour de France. » Futur homme fort du Conseil royal, le jeune Charles d'Anjou siège au sein de cet organe de gouvernement depuis le 30 mars 1430 par la grâce de sa mère Yolande d'Aragon. Le 26 octobre 1430, en tant que lieutenant général du roi en Anjou et Maine, Charles d'Anjou institue Jean de Bueil capitaine des gens d'armes et de trait de la garnison du château et de la ville de Sablé, place préalablement commandée par le capitaine Gilles de Rais et le gouverneur royal Jacques de Dinan, seigneur de Beaumanoir.
La guerre civile renaît en septembre 1431 lorsque La Trémoille lance le capitaine Rodrigue de Villandrando sur l'Anjou. En 1432, Jean de Bueil, capitaine de Charles d'Anjou, parvient à vaincre le mercenaire espagnol ; en retour, ce dernier ravage les terres tourangelles de Bueil,. À en croire le récit romancé du Jouvencel, Gilles de Rais — désireux de s'emparer de Château-l'Hermitage — emprisonne Jean de Bueil à Sablé à une date indéterminée, durant les dissensions de 1431-1432 ou lors d'une période antérieure,. Bien que Bueil soit un parent par alliance de Rais et La Trémoille ainsi qu'un ancien compagnon d'armes, il demeure un allié des maisons d'Anjou et d'Amboise, ennemies du grand chambellan. Toujours selon Le Jouvencel, Bueil parvient à se libérer puis à s'emparer de Sablé,, mais le baron de Rais reprend la ville à l'occasion d'une attaque nocturne,. De surcroît, à une date également imprécise, la garnison du château de Champtocé s'attaque à la suite de Yolande d'Aragon alors que celle-ci se rend en Bretagne. Les hommes d'armes de Gilles de Rais et de Jean de Craon dépouillent le convoi de nombreux chevaux et bagages.

#### Levée du siège de Lagny

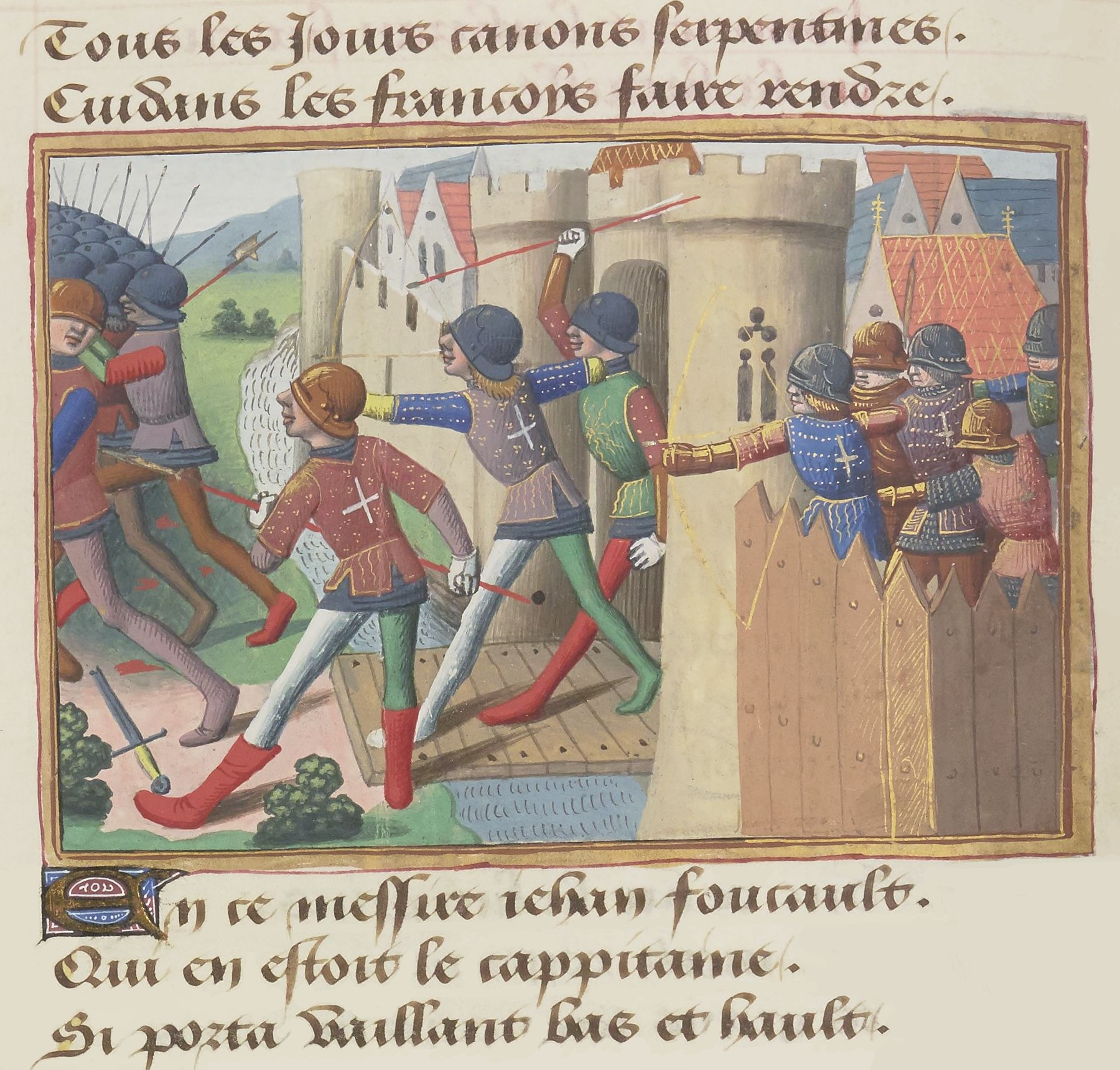
Levée du siège de Lagny (août 1432). Enluminure des Vigiles de Charles VII, Paris, BnF, fin du XVe siècle.

Par ailleurs, la guerre contre la maison de Lancastre se poursuit autour de Paris. En août 1432, Gilles de Rais contribue à la levée du siège de Lagny par les Anglais, sans doute l'un de ses plus notoires faits d'armes avec la levée du siège d'Orléans,. Assisté du capitaine mercenaire Rodrigue de Villandrando, le seigneur de Machecoul traverse la Marne « en amont, avant La Ferté-sous-Jouarre » tandis que d'autres troupes françaises menées par Raoul de Gaucourt et le bâtard d'Orléans parviennent à pénétrer dans Lagny par un endroit mal surveillé. La médiéviste Françoise Michaud-Fréjaville note que par ce « double mouvement de troupes », la ville « fut délivrée pratiquement sans livrer bataille. […] Devant la menace, les Anglais abandonnèrent les bastilles et le pont qu'ils tenaient en aval de Lagny, laissant sur place une bonne partie de leur équipement. » À propos de cet épisode militaire, l'historienne renvoie au « récit, pas toujours très sûr », du chroniqueur Jean Chartier.
En outre, la chronique de Chartier mentionne la présence de Gilles de Sillé, cousin de Gilles de Rais, au sein des troupes françaises menant des escarmouches lors des lendemains de la levée du siège de Lagny. D'après Jean Chartier, Gilles de Sillé est fait prisonnier à cette occasion, à moins que le chroniqueur ne le confonde avec Michel de Sillé, autre membre de cette vieille maison du Maine rattachée par des liens de parenté à Gilles de Rais. Huit années plus tard, durant le procès du maréchal, les témoignages des familles des enfants disparus ainsi que les aveux des accusés éclabousseront sérieusement Gilles de Sillé, alors en fuite. De plus, d'après certains témoins du procès, une rumeur aurait été diffusée par des serviteurs de Michel de Sillé pour tenter d'expliquer les disparitions d'enfants : les Anglais auraient censément exigé vingt-quatre jeunes otages dans le cadre de la rançon « dudit sire Michel », prétexte jugé « absurde » et « invraisemblable » par les médiévistes Noël Valois et Olivier Bouzy en vertu des usages relatifs aux prisonniers de guerre en ce temps-là,.

#### Réduction des engagements militaires

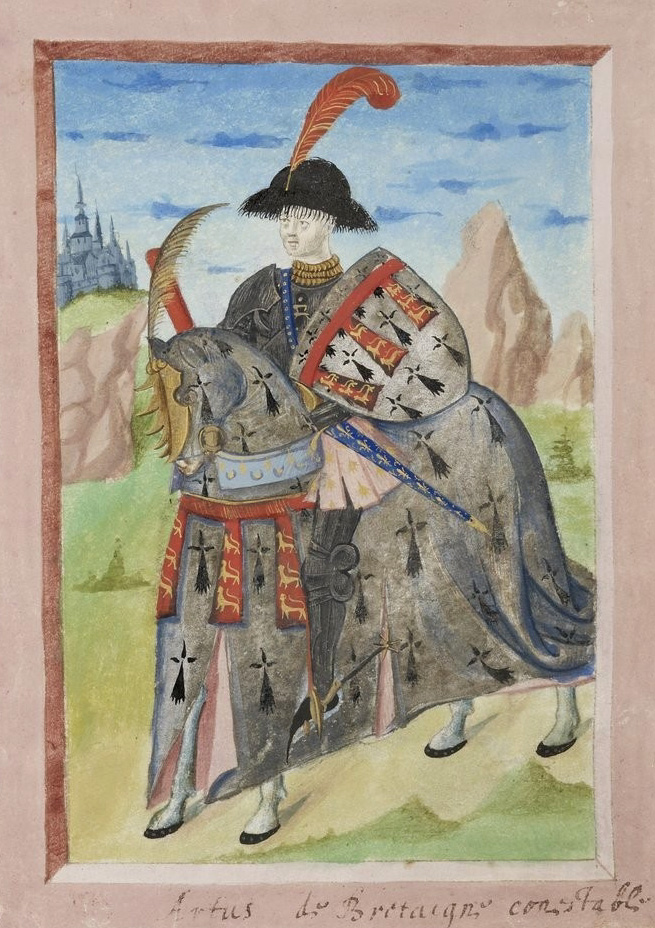
Le connétable Arthur de Richemont, enluminure sur parchemin, Armorial de Gilles Le Bouvier, ms. 4985,, XVe siècle, BnF.

Jean de Craon, le grand-père de Gilles de Rais, meurt au mois de novembre 1432.
Un énième complot est ourdi contre Georges de la Trémoille, vraisemblablement sous les auspices du connétable de Richemont et de Yolande d'Aragon. Fin juin 1433, à Chinon, le grand chambellan est assailli dans sa chambre par Pierre d'Amboise (seigneur de Chaumont et cousin de l'ancien conjuré Louis d'Amboise), Jean de Bueil, Prigent de Coëtivy et Pierre de Brézé. Conduit par Jean de Bueil au château de Montrésor, La Trémoille s'engage à libérer Louis d'Amboise et à payer une rançon de 6 000 écus à son geôlier. Lors des états généraux tenus à Tours en septembre 1433, Charles VII entérine la chute de son ancien grand chambellan. La maison d'Anjou retrouve toute son influence à la cour, le jeune Charles d'Anjou devient l'homme clef du Conseil royal et les complices de l'enlèvement de La Trémoille — dont Jean de Bueil, ennemi de Gilles de Rais — acquièrent « grand gouvernement et autorité » auprès du souverain. Gilbert Motier de La Fayette reprend son titre de maréchal après l'avoir perdu en 1429 au profit de Gilles de Rais, destitution probablement voulue à l'époque par La Trémoille.
En février 1434, les Anglais menacent la ville de Sillé dans le Maine, siège du fief d'Anne de Sillé, veuve de Jean de Craon. En réaction, secondés par leur cousin Gilles de Rais, les chefs de la maison de Laval — les frères Guy XIV de Laval et André de Lohéac — prennent part à une expédition militaire commandée par le connétable Arthur de Richemont. L'avant-garde de l'armée est placée sous les ordres des maréchaux de Rieux et de Rais. Ce dernier, bien que doté de troupes fastueuses, apparaît isolé au sein des seigneurs présents — le connétable au premier chef ainsi que Prigent de Coëtivy, Jean de Bueil, Charles d'Anjou et le duc Jean d'Alençon — qui appartiennent majoritairement à la coalition d'ennemis de La Trémoille. La compagnie arrive devant Sillé, fait face aux Anglais mais les deux armées se séparent sans combattre,,,.
Vers le milieu de l'année 1434, en dépit de son éloignement forcé de la cour, La Trémoille exhorte toujours Gilles de Rais à poursuivre la guerre contre les Bourguignons. Or, vraisemblablement déjà ruiné par ses dépenses, le baron ne tente guère d'empêcher les troupes du duc Philippe de Bourgogne de s'emparer de Grancey. Après la chute de cette ville en août 1434, le roi Charles VII convoque son maréchal et menace de lui retirer sa charge ; celui-ci est probablement remplacé de fait par André de Laval-Lohéac. Par la suite, en 1435, La Trémoille se serait vu reprocher de manipuler Gilles de Rais, ce à quoi le grand chambellan disgracié aurait répondu qu'« il était bon de l'avancer à estre méchant », mot cynique qui exprimerait l'emprise exercée par l'« ambitieux intrigant » sur son cousin prodigue et ingénu, considéré apparemment comme un simple instrument dénué de sens politique,.
Le 2 juillet 1435, Charles VII proclame la mise sous interdit de Gilles de Rais consécutivement aux plaintes formulées par la famille de celui-ci,,, à savoir son frère René et les Laval : Anne, André et Louis.

### Dilapidation du patrimoine

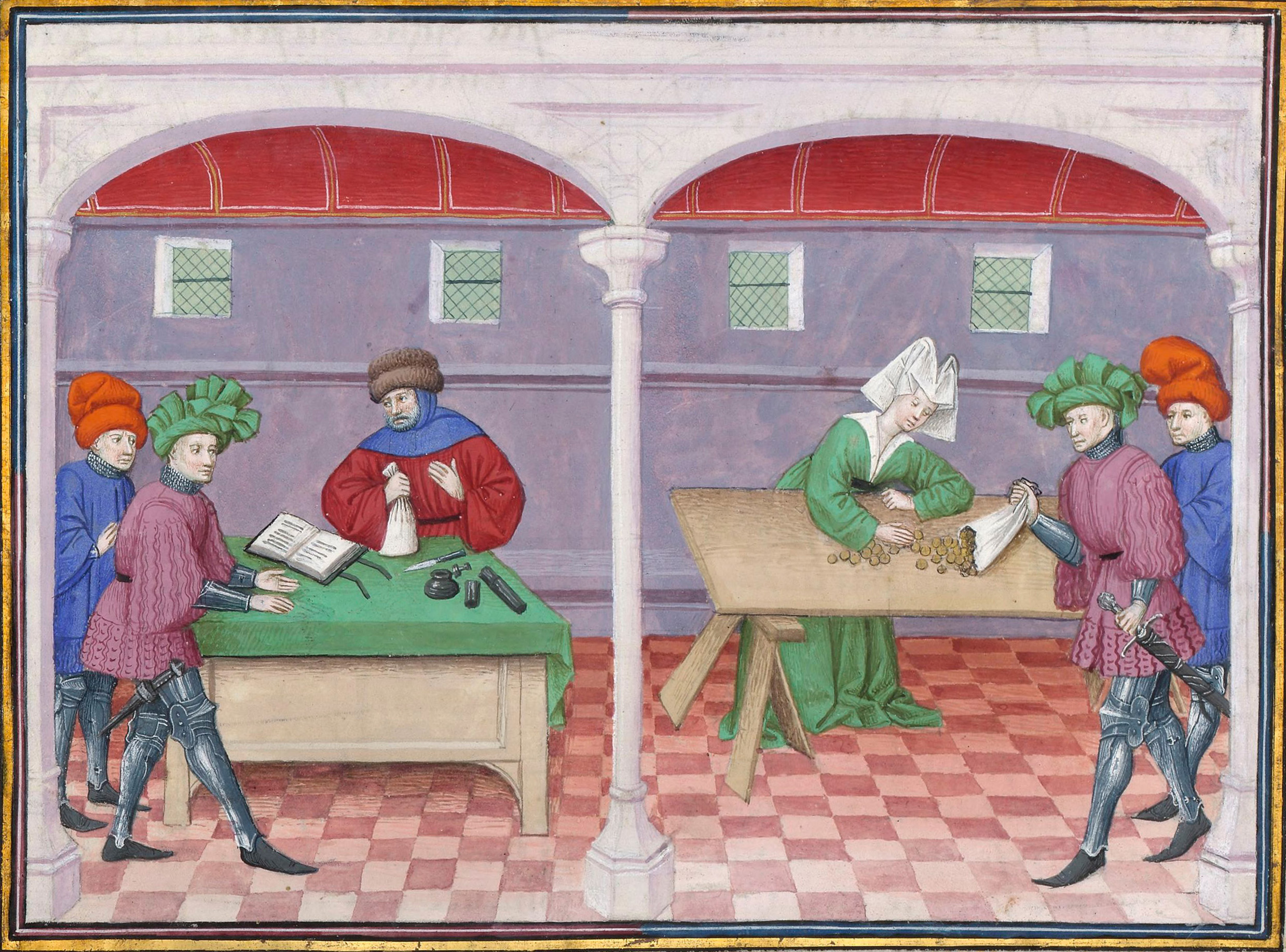
Enluminure représentant des nobles déposant ou retirant une bourse de pièces d'or chez un banquier. À droite, la femme du banquier compte les pièces. Bibliothèque de l'Arsenal, ms. 5070,, XVe siècle.

Les informations relatives à la dilapidation des biens de Gilles de Rais proviennent en majeure partie d'un mémoire de 70 folios, rédigé vers 1461-1462 à la demande de ses héritiers. Il s'agit d'une version augmentée d'un premier mémoire à l'origine de la mise sous interdit du maréchal en 1435. Les médiévistes ne s'accordent pas tous quant à la fiabilité de cette source. Jacques Heers en minore la portée, estimant le document trop à charge puisque sa finalité vise à annuler les ventes passées des biens fonciers de Gilles de Rais en arguant la folle prodigalité de ce dernier. « À la fois tendancieux et instructif » selon Philippe Contamine, le mémoire n'en est pas moins exploité de manière critique par les historiens. En sus des actes des procès, Matei Cazacu regarde ce texte comme « le plus important document connu à ce jour sur Gilles de Rais (…), formidable effort de reconstitution des écarts d'une vie et d'une personnalité. »

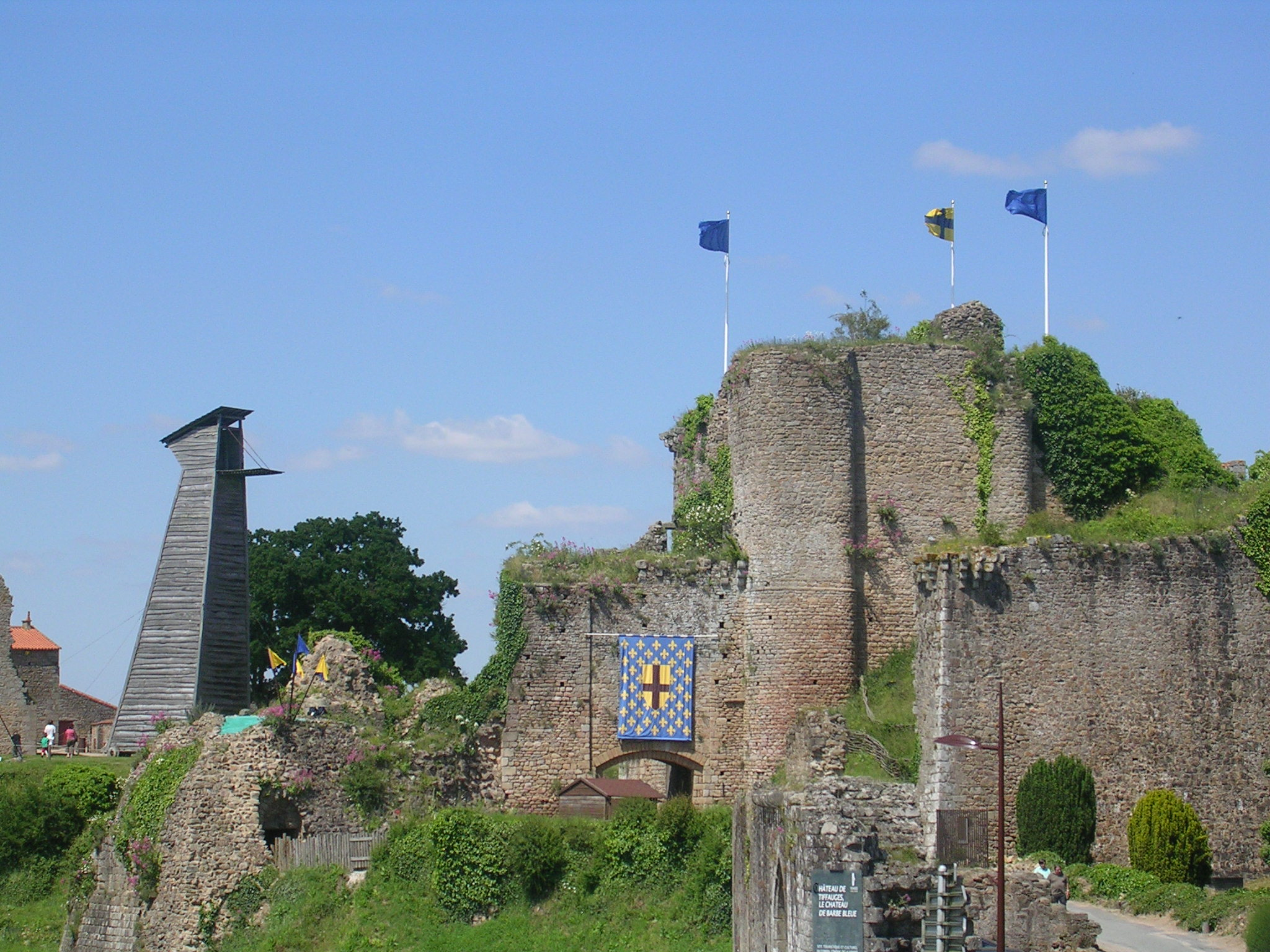
Vestiges du château de Tiffauges.

Par ailleurs, les pièces comptables relatives à la gestion du patrimoine et aux dépenses du baron de Rais ne subsistent guère qu'à l'état d'épaves. Ces lacunes documentaires compliquent toute étude comparative qui permettrait de vérifier précisément les accusations lancées par les héritiers. Partant, l'historien François Macé remarque que leur mémoire a beau être « toujours la base indispensable à toute description de [la] fortune [de Gilles de Rais] (…), de nombreux auteurs se contentent de reprendre ce document » sans se référer aux études de l'abbé Bourdeaut et de René Blanchard qui fournissent « les matériaux d'une analyse plus poussée. » François Macé lui-même présente « une seigneurie nantaise au XVe siècle » en se basant sur des comptes postérieurs à la mort du maréchal de Rais ou antérieurs à sa majorité. Admettant par conséquent que son étude est « loin, très loin d'épuiser les problèmes liés à la fortune de Gilles de Rais », le chercheur considère la possibilité d'étudier l'évolution de la seigneurie tout au long du XVe siècle grâce à des éléments trouvés dans d'autres propriétés du baron. Cependant, l'historien demeure « conscient que les interrogations restent toujours aussi nombreuses. »

Étudiant une autre source primaire, à savoir le minutier du clerc Jean de Recouin, notaire-juré du Châtelet d'Orléans durant les années 1430, la chercheuse Élodie Martin constate que l'état de conservation des premières et dernières pages du registre rend impossible la lecture des actes correspondants. Qui plus est, elle signale des pages découpées ou manquantes, presque toutes relatives à Gilles de Rais, notant que ces pertes remontent déjà au XIXe siècle. Ce constat effectué, elle dénombre finalement quatre-vingt-dix-huit actes se rapportant aux dépenses effectuées durant le séjour de Gilles à Orléans, de septembre 1434 à août 1435. Élodie Martin ajoute : 
« Bossard estime, suivant en cela les héritiers, que les factures étaient surestimées, mais des comparaisons demeurent difficilement faisables. L'analyse précise [des] opérations orléanaises [de Gilles de Rais] reste à faire. »

#### Dépenses militaires
Dans le mémoire rédigé vers 1461-1462, les héritiers de Gilles de Rais incriminent ses « folles dépenses », commises dès qu'il eut atteint l'âge de 20 ans, avant même le décès de son aïeul Jean de Craon. Le document mentionne ainsi l'entretien d'une troupe de deux cents hommes à cheval comme l'une des prodigalités du maréchal défunt, sans trop insister sur ce point,. Matei Cazacu pense que ce laconisme s'explique par la prudence des héritiers, désireux de ne pas heurter Charles VII en formulant trop de reproches visant les dépenses militaires de Gilles, gages de sa participation à la guerre menée contre les Anglo-Bourguignons. Compte tenu de l'impécuniosité du Trésor royal à l'époque, le souverain était d'autant plus enclin à accepter l'engagement d'un sire de Rais capable d'assumer les frais d'entretien de ses troupes, notamment en avril 1429 lors de la constitution de l'escorte du convoi d'armes et de vivres destinés à Orléans assiégée,.
Selon l'abbé Arthur Bourdeaut, les premières aliénations des domaines de Gilles de Rais concordent avec ses premières campagnes militaires. Après quelques ventes négligeables, le baron cède Blaison pour 5 000 écus à son conseiller martial Guillaume de la Jumellière, seigneur de Martigné-Briant. La transaction est conclue en 1429, année de lourdes dépenses occasionnées par les expéditions guerrières consécutives à la levée du siège d'Orléans. La perte de Blaison, terre patrimoniale du père de Gilles, suscite la colère de Jean de Craon.

#### Dépenses somptuaires

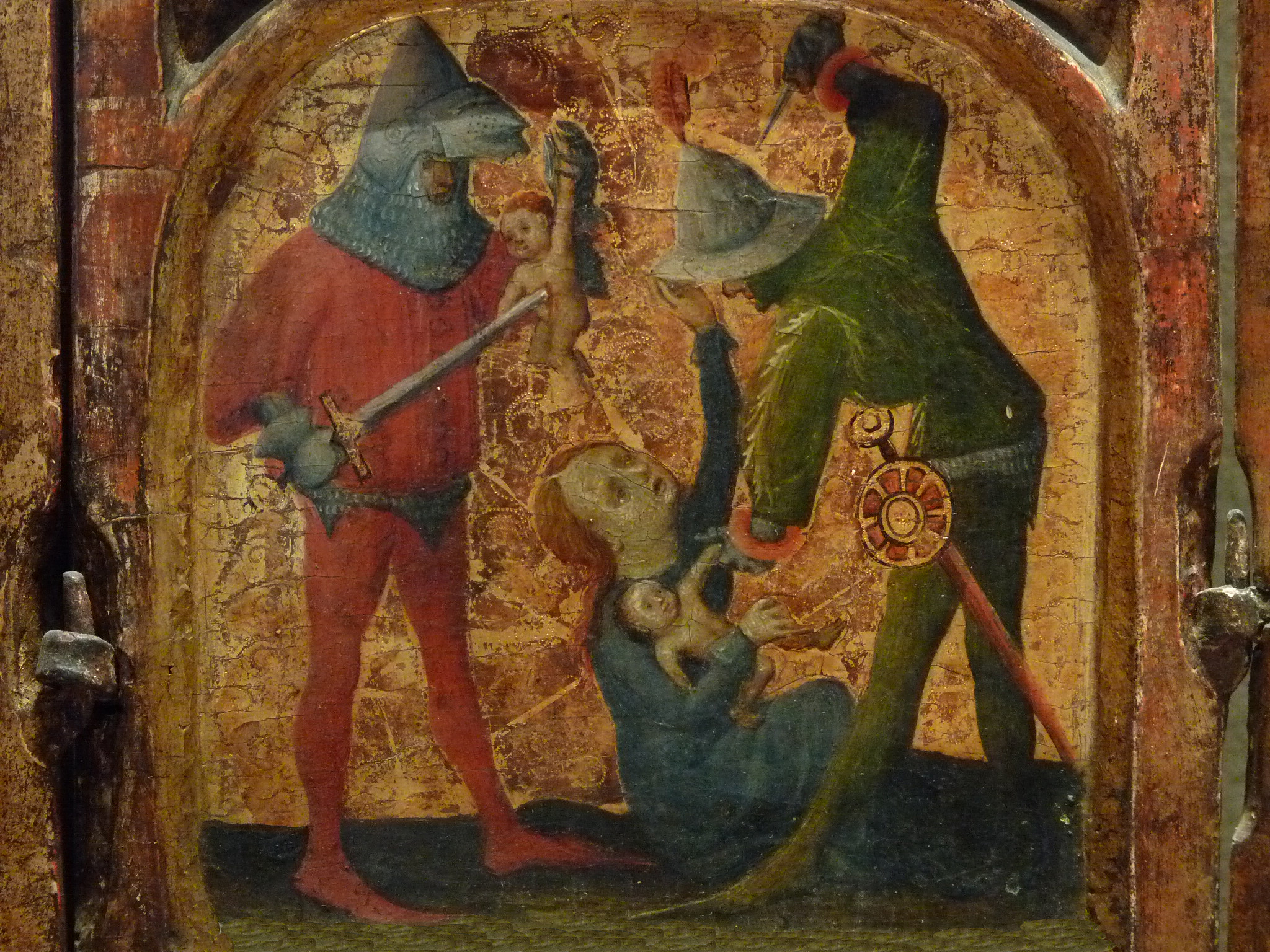
Représentation du massacre des Innocents, XVe siècle, Paris, musée du Louvre.

Rais est également accusé de traîner à sa suite plus de cinquante individus, chapelains, enfants de chœur, musiciens, pages et serviteurs. Dédiée aux Saints Innocents, sa chapelle est tapissée de drap d'or et de soie. Les ornements, les vases sacrés sont d'or et enrichis de pierreries. Il a aussi un jeu d'orgues qu'il fait toujours porter devant lui. Ses chapelains, habillés d'écarlate doublé de menu vair et de petit gris, portent les titres de doyen, de chantre, d'archidiacre, et même d'évêque, et il a de plus député au pape pour obtenir la permission de se faire précéder par un porte-croix.

#### Dépenses festives

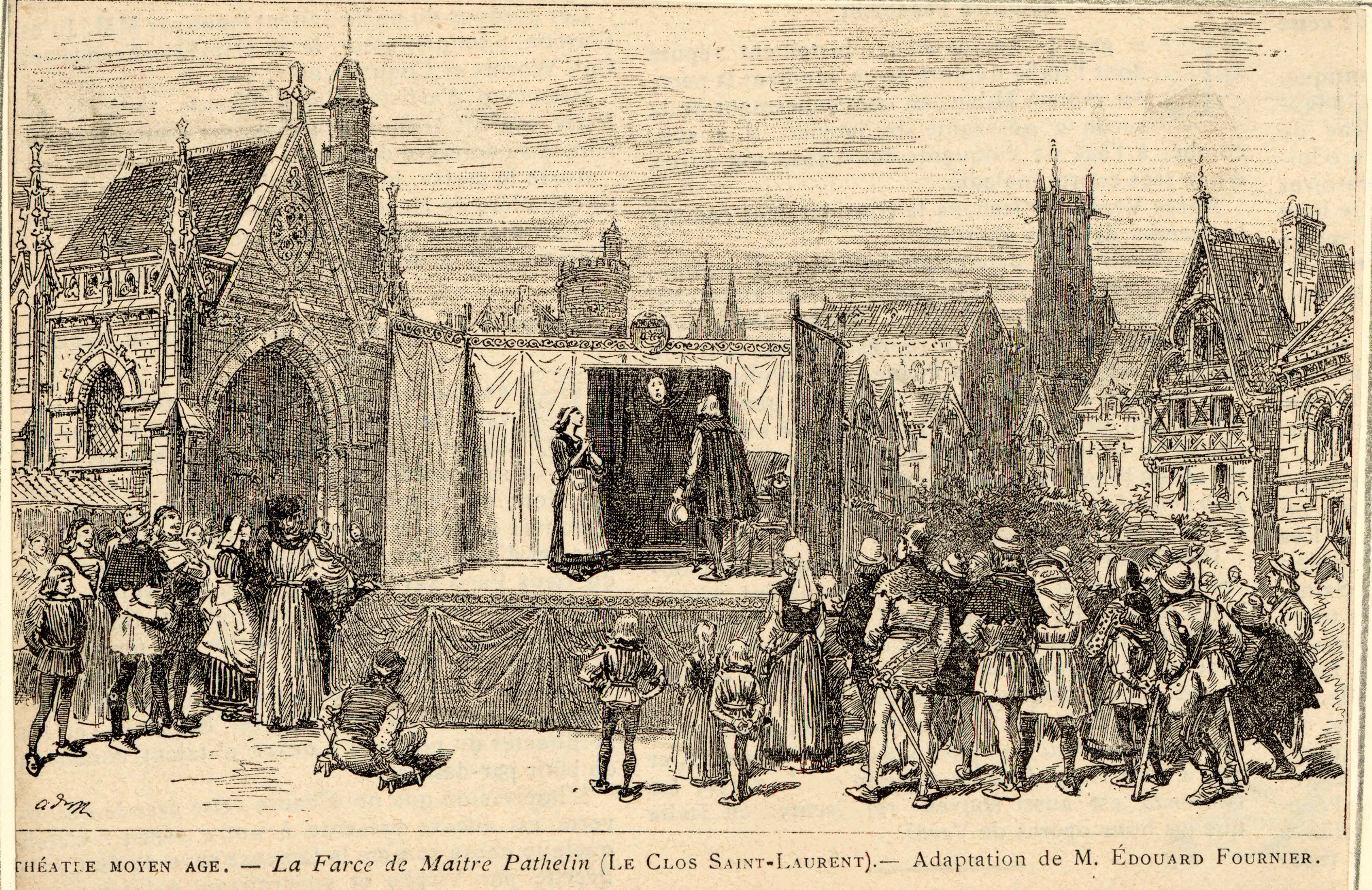
Représentation d'une farce médiévale.
Gravure du XIXe siècle.

Le mémoire des héritiers accuse le maréchal de donner à grands frais des divertissements, et notamment des représentations théâtrales :
« Item, faisait foire jeux, farces, morisques, jouer mystères à la Pentecôte et à l’Ascension, sur de hauts eschaffaux, sous lesquels estoit hypocras et autres forts vins comme en une cave. Qu'il se tenait en villes comme Angers, Orléans et autres, auquel lieu Orléans il demeura un an sans cause et y dépensa quatre-vingts à cent mille écus, empruntant de qui lui voulait prêter, engageant les bagues et joyaux pour moins qu'ils ne valaient, puis les rachetant bien cher, vendant et engageant ses terres, et donnant blancs signés et procure sans en prendre connaissance,,,. »

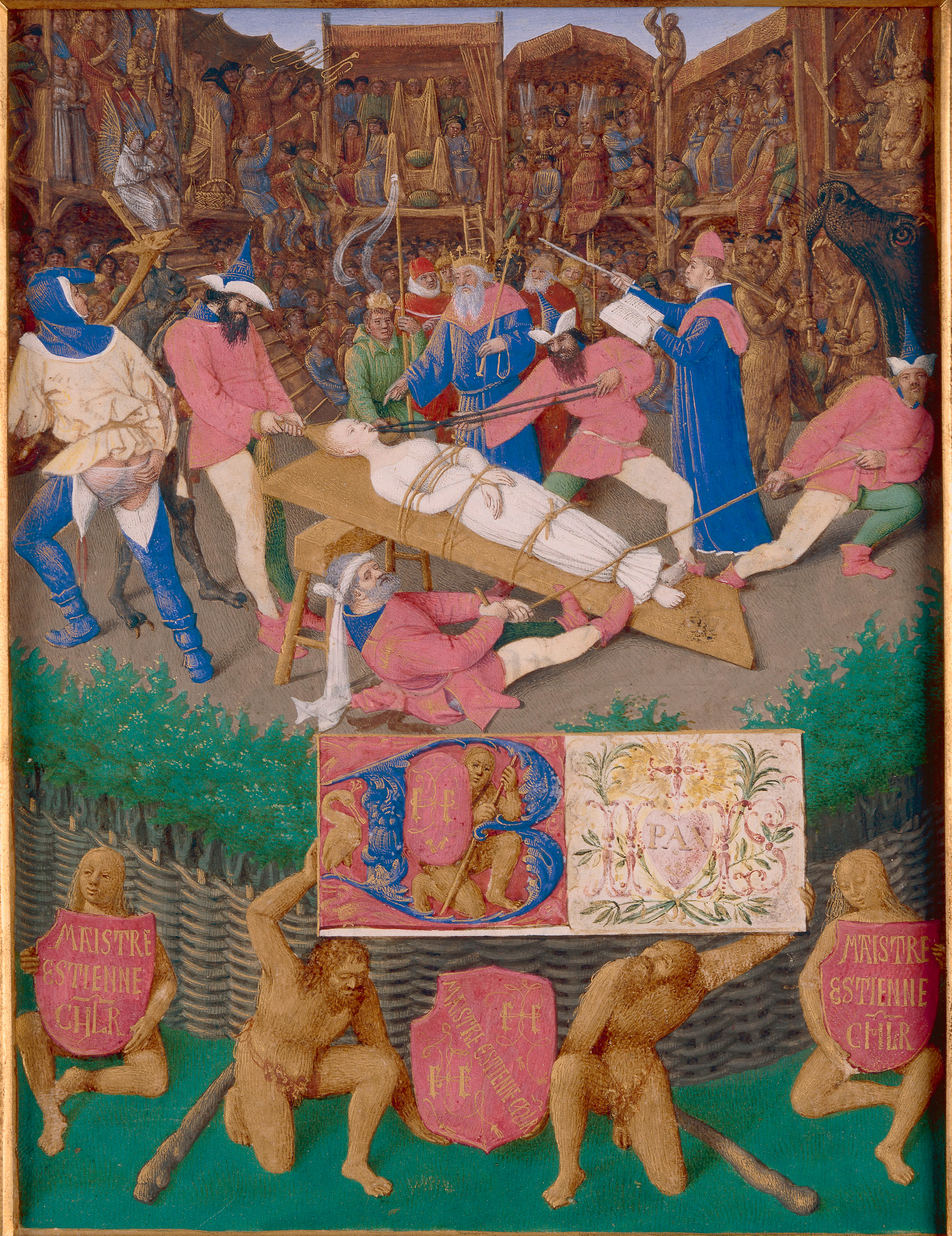
Heures d'Étienne Chevalier enluminées par Jean Fouquet, musée Condé, Chantilly, XVe siècle.
Côtoyant certains comédiens dans les échafauds, des spectateurs assistent à un mystère consacré au martyre de sainte Apolline.

Probablement célébrés dès 1429, les commémorations orléanaises de la levée du siège comportent des mises en scène, entre autres spectacles. Or, dix ans après l'intervention de Jeanne d'Arc, un registre des comptes de la ville d'Orléans pour l'année 1439 mentionne que la cité ligérienne acquiert pour sept livres tournois « un estendard et bannière qui furent à Monseigneur de Reys [Rais] pour faire la manière de l'assault comment les Tourelles furent prinses sur les Anglois le huitième jour de may. » En outre, le minutier du notaire-juré Jean de Recouin atteste du séjour de Gilles de Rais à Orléans de septembre 1434 à août 1435, confirmant ainsi partiellement certaines indications — géographique et temporelle — du mémoire des héritiers. Partant, plusieurs chercheurs — du philologue romaniste François Guessard en 1862 au chartiste Matei Cazacu en 2005 — déduisent qu'un spectacle monumental aurait été joué dans la ville : le Mystère du siège d'Orléans,, œuvre dont ils attribuent tour à tour la commande ou le parrainage, voire la composition partielle, à Gilles de Rais,,,,,,. Celui-ci a été décrit à l'avenant comme un interprète (de son propre rôle ou d'un autre) durant la représentation du mystère,,. Ces diverses thèses n'en demeurent pas moins contestées,,,.
Dans le Mystère du siège d'Orléans, le personnage du « mareschal de Rais », également dénommé « le sire de Rais » ou simplement « Rais », ne tient qu'un rôle « mineur » si l'on jauge les neuf répliques (76 vers) du personnage au regard des 20 538 vers que compte l'œuvre,,. Auteur d'études sur le théâtre médiéval, Michel Rousse suggère que « Rais » pourrait symboliser, par sa seule présence, l'armée royale combattant aux côtés de Jeanne d'Arc. Toutefois, cette interprétation d'une valeur « symbolique » du personnage est contredite par Vincent Petitjean, docteur en littérature comparée, pour qui le « sire de Rais » n'a pas d'« importance particulière » dans la pièce puisqu'il y « occupe essentiellement une fonction de « passeur » » chargé de convoyer la Pucelle à Orléans. De même, pour le médiéviste Jean-Christophe Cassard, les personnages des « capitaines jouent les utilités, (...) ils accompagnent la progression de la pièce : ils sont là pour opiner au cours des conseils de guerre en appuyant le choix majoritaire (c’est l'essentiel de la tâche dévolue au maréchal de Rays quand il s'agit d'établir l'itinéraire de l'armée de secours vers Orléans (...), une discrétion qui ne va pas dans le sens de l'hypothèse voulant voir dans Gilles de Rais le mécène à l’origine de l'écriture d’au moins cette version du mystère !). »
Gérard Gros, professeur de Lettres médiévales, conjecture que la ville d'Orléans aurait cessé de mettre en scène l'œuvre théâtrale après l'année 1440 en raison de la réputation infamante acquise par le maréchal à la suite de sa pendaison. Pour la même raison, Gros estime que le texte définitif du mystère — établi postérieurement à l'année 1440, selon toute vraisemblance — minimiserait le rôle actif joué par Gilles de Rais lors de la levée du siège en 1429. A contrario, Vicki L. Hamblin, professeur de français à l'université Western Washington, considère que le personnage du « sire de Rais » se conforme de manière adéquate au rôle historique de son modèle : ainsi, il accompagne Jeanne d'Arc de Blois à Orléans et participe à la délivrance de la ville, d'où il ressort que « le fatiste qui reprenait la narration des chroniques et les témoignages des procès de la Pucelle ne se préoccupait pas du sort de cet individu. » De surcroît, Vicki L. Hamblin avance que le Mystère du siège d'Orléans ne semble ni être antérieur à 1450, ni avoir été joué sur scène,. Le médiéviste Philippe Contamine envisage que certaines composantes de cette œuvre puissent vraisemblablement « remont[er] à la décennie 1430 » avant d'avoir été intégrées « à partir du milieu du XVe siècle dans des développements plus amples », aboutissant vers 1500 au texte final, « le seul connu. »

Somme toute, Contamine résume de la sorte les questions soulevées par les diverses sources :
« Gilles de Rais exerça-t-il ses fonctions de généreux mécène précisément à Orléans, lors de son séjour ? Parmi les mystères et moralités joués et mis en scène à son initiative et à ses frais, y eut-il un mystère relatif à l'histoire de Jeanne d'Arc et du siège d'Orléans ? La mention du compte de la ville en 1435 a-t-elle un lien quelconque avec cet éventuel mystère ? Enfin, le Mystère du siège d'Orléans est-il le même, en tout ou en partie, que celui qui aurait été commandité par Gilles ? À la première question, on peut répondre que, s'il est un lieu où Gilles put monter ses spectacles, compte tenu de ce que nous savons de ses déplacements et de ses séjours dans la décennie 1430, c'est bien Orléans. En revanche, aucun élément positif ne permet de dire que le siège d'Orléans ait suscité une œuvre théâtrale de sa part, rien ne permet de mettre en rapport les mentions du compte de 1435 et l'activité de Gilles. »

#### Aliénation des domaines
Tout cela occasionne des frais énormes qui l'obligent, en 1434, à vendre au duc Jean V de Bretagne les places de Mauléon, de Saint-Étienne-de-Mer-Morte, du Loroux-Bottereau, de Pornic et de Champtocé-sur-Loire.
De façon à pourvoir à ses dépenses somptuaires, Gilles de Rais aliène une partie de ses terres. Parmi les acheteurs, on compte les bourgeois d'Angers et « les manieurs d'argent de la cour bretonne », l'évêque-chancelier Jean de Malestroit et Geoffroy Le Ferron, futur trésorier général.
Les difficultés financières du baron de Rais prennent un tour dramatique. Face à cela, sa famille (son frère cadet René de La Suze en tête) lui intente un procès afin d'interdire à quiconque d'acheter des terres lui appartenant. Elle obtient un arrêt du parlement de Paris qui défend au maréchal d'aliéner ses domaines. Le roi ne voulant pas approuver les ventes déjà faites, le duc Jean V de Bretagne s'oppose à la publication de ces défenses et refuse d'en donner de semblables dans ses États.
René de La Suze, frère de Gilles, et ses cousins André de Lohéac et Guy XIV de Laval, irrités de ce refus, s'efforcent de conserver ces places dans leur famille et résistent au duc Jean V ; mais ce dernier les reprend et enlève à son gendre Guy XIV de Laval, cousin de Gilles, la lieutenance générale de Bretagne pour la confier à Gilles de Rais lui-même, avec lequel il consomme tous ses marchés en 1437.
En 1438, le baron de Rais intervient, en tant que lieutenant général du duché, contre Jean de Hardepenne, sire de Montaignu et de Belleville. Ce dernier est apparenté aux Penthièvre, ennemis jurés du duc Jean V.

### Crimes

#### Coup de force de Saint-Étienne-de-Mer-Morte

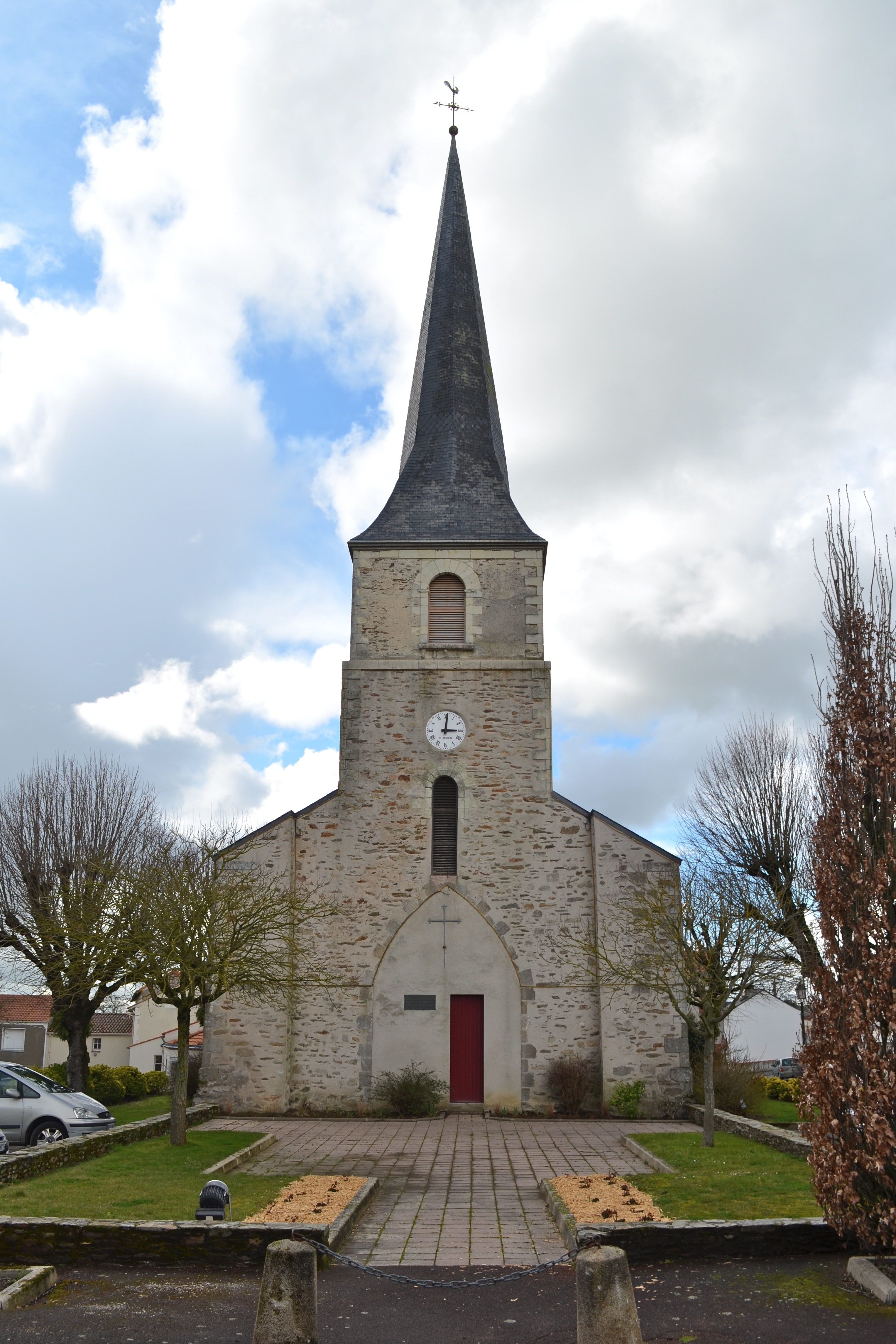
Le clocher isolé, dernier vestige de l'église romane de Saint-Étienne-de-Mer-Morte.

Après avoir confié la châtellenie de Saint-Étienne-de-Mer-Morte à son frère René de la Suze en 1434, Gilles de Rais se ravise et récupère le château par un coup de force. Le maréchal conserve son bien en s'accordant avec son cadet à Nantes le 15 janvier 1439.
Gilles aliène de nouveau Saint-Étienne-de-Mer-Morte à la suite d'une transaction avec Geoffroy Le Ferron, trésorier et homme de confiance du duc Jean V de Bretagne. L'officier ducal confie l'administration de la châtellenie à son frère Jean Le Ferron, clerc tonsuré de haut rang. Cependant, le baron de Rais tente derechef de se réapproprier le château, cette fois pour le revendre à son cousin, le sire de Vieillevigne. Jean Le Ferron s'y oppose.

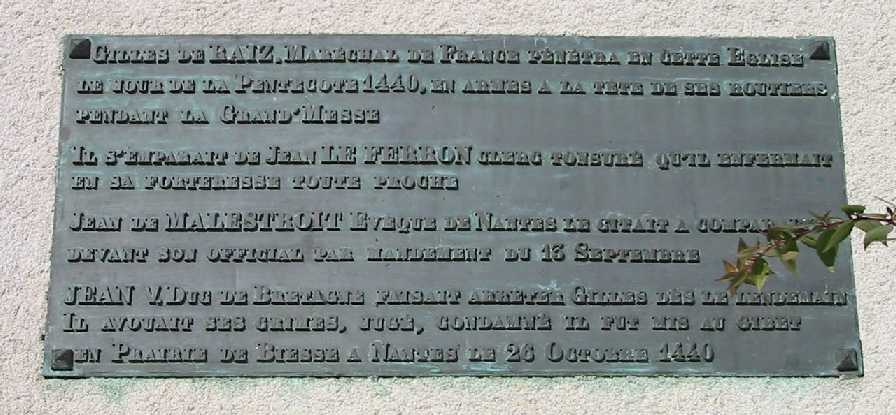
Plaque du clocher de Saint-Étienne-de-Mer-Morte, commémorant l'attentat commis par Gilles de Rais le 15 ou le 16 mai 1440.

En représailles, le jour de la Pentecôte ou au lendemain de cette fête religieuse, le 15 ou le 16 mai 1440, Gilles de Rais place en embuscade une troupe de cinquante à soixante hommes dans un bois voisin de Saint-Étienne-de-Mer-Morte. Le maréchal pénètre en armes dans l'église paroissiale et interrompt la grand-messe de l'officiant Jean Le Ferron, injuriant ce dernier et menaçant de le tuer avec une guisarme s'il ne sort pas du sanctuaire. Effrayé, le clerc tonsuré s'exécute en emboîtant le pas du marquis Lenano de Ceva, capitaine piémontais au service de Gilles. Après avoir ouvert les portes du château de Saint-Étienne-de-Mer-Morte à ses agresseurs, Jean Le Ferron y est incarcéré. Par la suite, le baron fait également malmener ou arrêter d'autres agents ducaux comme Jean Rousseau, sergent général du duché de Bretagne,,,.
De la sorte, Gilles de Rais porte simultanément atteinte aux majestés divine et ducale. D'une part, il commet un sacrilège en violant les immunités ecclésiastiques. D'autre part, il porte la main sur des serviteurs ducaux à Saint-Étienne-de-Mer-Morte, localité sise dans le diocèse même de l'évêque de Nantes, Jean de Malestroit. Ce « personnage considérable » exerce la charge de chancelier de Bretagne, ce qui l'apparente à une sorte de Premier ministre en tant que chef de la justice, superviseur des finances, de la diplomatie et de la direction du personnel, en somme « le responsable réel de l'orientation politique du duché. »
Le duc Jean V condamne son vassal à rendre la place forte à Jean Le Ferron sous peine d'avoir à payer une amende de 50 000 écus d'or,. Gilles de Rais fait alors conduire ses prisonniers à Tiffauges, forteresse sise hors de la juridiction bretonne car relevant du comté de Poitou. En juillet 1440, le baron de Rais se rend à Josselin afin d'y rencontrer son suzerain Jean V de Bretagne mais la teneur de leurs propos demeure inconnue. À en croire la déposition ultérieure de Francesco Prelati, recueillie le 16 octobre 1440 au cours du procès de son maître, Gilles de Rais aurait souhaité garantir préalablement sa propre liberté avant de risquer une entrevue avec le duc Jean V. Ainsi, le seigneur de Tiffauges aurait prié son comparse italien d'évoquer à plusieurs reprises le « diable nommé Barron » dans une prairie près de Josselin pour interroger l'esprit malin sur les intentions ducales.

#### Enquêtes ecclésiastique et séculière

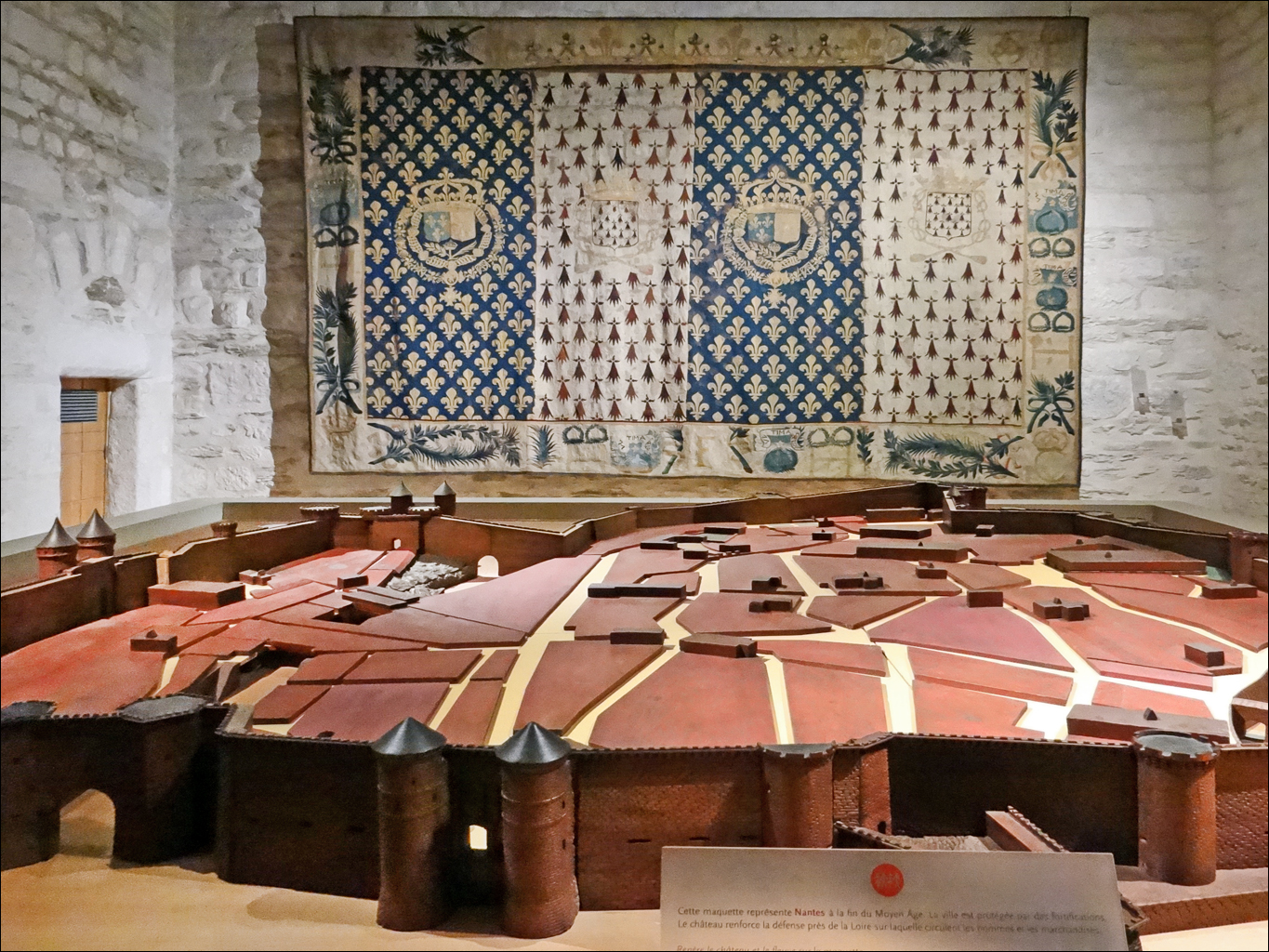
Maquette représentant Nantes enserrée dans ses fortifications à la fin du Moyen Âge, musée d'histoire de Nantes.

Probablement peu de temps après l'attentat de Saint-Étienne-de-Mer-Morte, une enquête secrète — l’inquisitio infamiae — est ouverte par la justice ecclésiastique. Cette procédure inquisitoire débute par une phase d'information visant à recueillir des témoignages sur la fama d'un individu, autrement dit sur sa réputation établie par la rumeur, dans un cadre juridique. Par conséquent, Jean de Malestroit accomplit une visite pastorale dans son diocèse de Nantes, à commencer par la paroisse Notre-Dame où se trouve l'hôtel de la Suze, lieu de résidence de Gilles de Rais. L'évêque cherche ainsi à se renseigner à propos des bruits infamants qui courent sur des disparitions d'enfants aux alentours des demeures du baron.
Les résultats de l'enquête ecclésiastique sont publiés le 29 juillet 1440 sous forme de lettres patentes par Malestroit : Rais est accusé par la rumeur publique de viols et meurtres commis sur de nombreux enfants ainsi que d'invocations et pactes démoniaques. Parallèlement, la justice séculière procède à l'audition des mêmes témoins dans le cadre de l'enquête conduite par le clerc Jean de Touscheronde au nom de Pierre de L'Hôpital, juge universel de Bretagne.

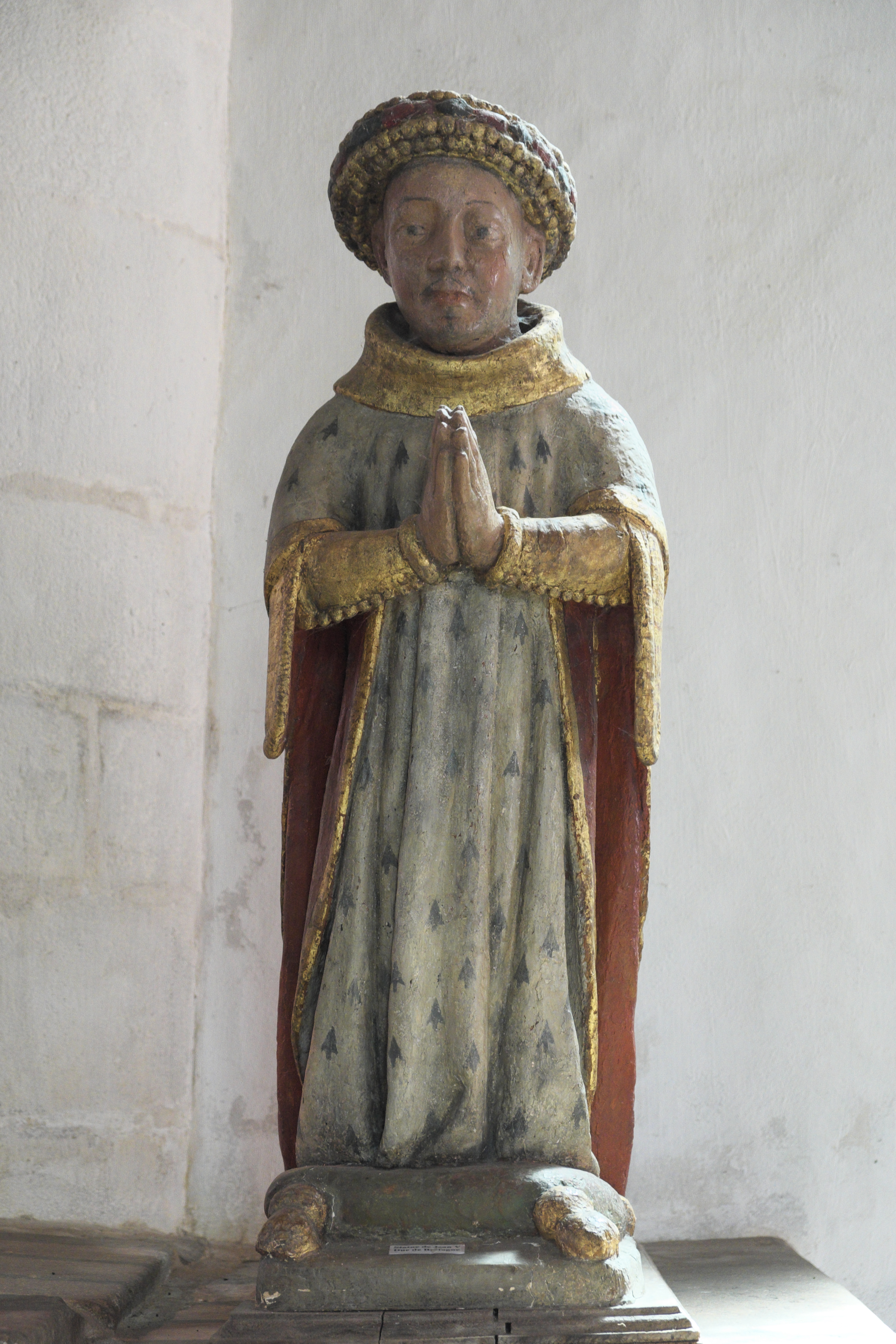
Statue de bois polychrome représentant un duc de Bretagne traditionnellement identifié à Jean V de Bretagne, chapelle Saint-Fiacre du Faouët, vers 1400.

Le 24 août 1440, le duc Jean V de Bretagne s'entretient à Vannes avec son frère, le connétable de France Arthur de Richemont. Compromis dans la Praguerie contre le roi Charles VII au printemps 1440, Jean V souhaite obtenir de Richemont, grand officier royal, une promesse d'assistance mutuelle. Pour ce faire, le duc octroie notamment au connétable la terre de Bourgneuf-en-Retz, bien de Gilles de Rais,. Richemont retourne ensuite dans le domaine royal et s'empare de Tiffauges, libérant l'otage Jean Le Ferron.
Le sire de Rais est cité à comparaître devant le tribunal ecclésiastique de Nantes, sous les accusations de « meurtres d'enfants, de sodomie, d'invocations de démons, d'offense à la Majesté divine et d'hérésie ». Deux jours plus tard, le 15 septembre 1440, le baron est arrêté en son château de Machecoul par Jean Labbé, capitaine d'armes au service du duc de Bretagne,. Parmi les prévenus figurent le clerc Francesco Prelati, le prêtre Eustache Blanchet, les serviteurs Henriet Griart et Étienne Corillaut, dit « Poitou » ainsi que Tiphaine Branchu et Perrine Martin, dite « la Meffraye », deux femmes accusées d'être des pourvoyeuses d'enfants. Probablement déjà en fuite, Gilles de Sillé et Roger de Briqueville ne sont pas appréhendés.
Le maréchal est emprisonné dans le château de Nantes.

#### Procès

##### Premières audiences

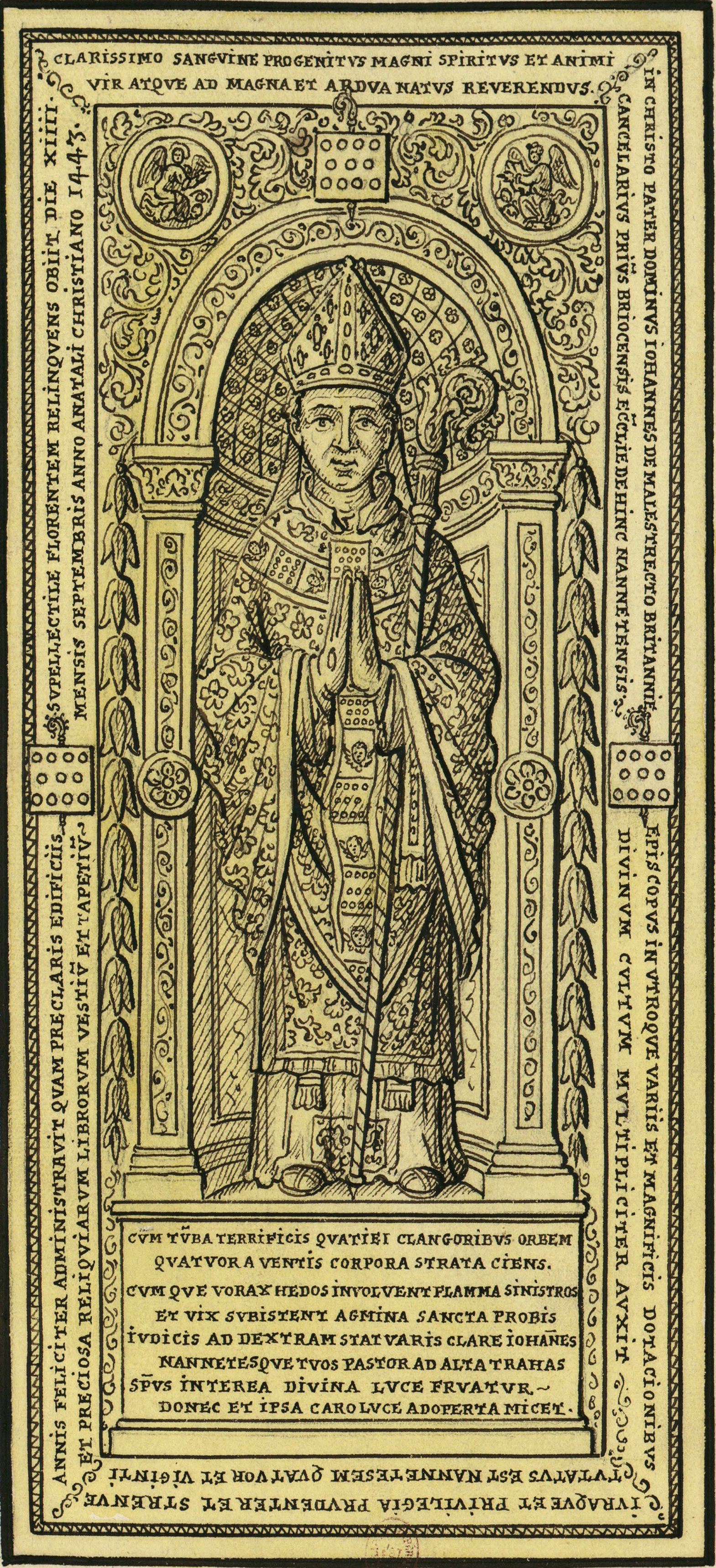
Dessin de la tombe de Jean de Malestroit en cuivre jaune devant le crucifix au milieu de la nef de l'église cathédrale de Saint-Pierre de Nantes. Anonyme (Louis Boudan ?), 1695, BnF.

À la suite de son arrestation le 15 septembre 1440, Gilles de Rais comparaît à une date inconnue devant la cour séculière de Nantes, présidée par Pierre de L'Hôpital, président et juge universel de Bretagne, grand officier du duc Jean V et chef de l'ordre judiciaire après le chancelier de Bretagne. Le baron doit répondre des chefs d'accusation relatifs aux assassinats d'enfants et à l'attentat de l'église de Saint-Étienne-de-Mer-Morte suivi de l'occupation du château du même lieu. Cependant, la relation officieuse de cette première audience ne mentionne que la réponse de Gilles aux juges civils à propos de l'affaire de Saint-Étienne-de-Mer-Morte, sans aucune référence aux meurtres. Le 18 septembre, dans le cadre du procès séculier, le clerc Jean de Touscheronde commence à recueillir les témoignages des parents des enfants disparus.
Le 19 septembre 1440, dans la grande salle supérieure du château de la Tour Neuve, Gilles de Rais comparaît pour la première fois devant l'officialité de Nantes, autrement dit le tribunal ecclésiastique présidé par Jean de Malestroit, tout à la fois évêque de Nantes, président de la Chambre des comptes de Bretagne et chancelier de Bretagne. Cette dernière charge fait de Malestroit « le supérieur hiérarchique de toute l'administration judiciaire, y compris celui de Pierre de L'Hôpital, président et juge universel. »
Le « promoteur [autrement dit le procureur] aux causes de la foi » Guillaume Chapeillon accuse le baron d'avoir commis l'« hérésie doctrinale ». Il l'assigne donc à comparaître le 28 du mois devant le représentant de l'Inquisition pour la ville et le diocèse de Nantes : le dominicain Jean Blouyn, vicaire de l'inquisiteur du royaume de France Guillaume Merici. Traditionnellement vouée à combattre l'hérésie, l'Inquisition — juridiction déléguée par le pape — ne se substitue pas au pouvoir des évêques, princes et rois ; lors d'un procès visant la défense de l'orthodoxie, la présence d'un inquisiteur aux côtés de l'évêque reste habituelle et appropriée, sinon indispensable. À cette époque, l'activité de l'Inquisition demeure faible en Bretagne et la voix de l'inquisiteur ne semble pas prépondérante dans l'instruction du procès ecclésiastique de Gilles de Rais. Cependant, il s'agit bien d'un tribunal inquisitorial en l'occurrence.
Durant la première audience, la justice épiscopale n'évoque apparemment pas les chefs d'accusation relatifs aux meurtres d'enfants, à l'instar de la cour séculière. Quoi qu'il en soit, Gilles de Rais consent à comparaître devant ses deux juges, l'évêque-chancelier et le vice-inquisiteur, à la date convenue par le tribunal de l'Église.
Par conséquent, Jacques Chiffoleau, historien de la religion et des institutions médiévales, estime :
« que l'on devrait parler des procès. Si l'évêque de Nantes engage l'affaire par l'intermédiaire de son juge — l'official — il s'adjoint bientôt le représentant de l'Inquisiteur de France — ce qui transforme la cause et lui donne les traits d'une procédure inquisitoriale typique —, et il est relayé ou doublé par le juge du duc, pour un jugement typiquement séculier, laïc. Ce caractère double ou triple du procès pose le problème, capital à l'époque de Jean V et de Charles VII, des rapports entre le religieux et le politique, de la nature théologico-politique du pouvoir. »
Selon la conceptualisation de la souveraineté au XVe siècle, la tenue de ces « procès jumeaux, jumelés, presque mixtes » suivant une procédure extraordinaire se justifie par la double nature — temporelle et éternelle — d'un « crime irrémissible » de lèse-majesté ducale et divine.

##### Témoignages des parents

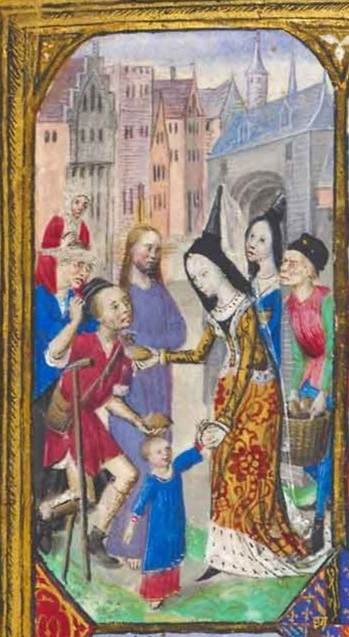
Une princesse distribuant du pain aux pauvres, dont un jeune garçon (Bruxelles, KBR, ms. 9296,, vers 1468). D'après les aveux des serviteurs de Gilles de Rais, ce même type d'œuvres charitables permet au baron ou à ses complices de choisir des victimes parmi les enfants demandant l'aumône à proximité ou à l'intérieur de ses châteaux,.

La cour ecclésiastique consacre finalement la séance du 28 septembre 1440 à écouter dix plaignants hors de la présence de Gilles de Rais, la comparution du baron étant ajournée au 8 octobre. Parallèlement, du 27 septembre au 8 octobre, Jean de Touscheronde poursuit l'audition de nombreux parents d'enfants disparus, dans le cadre de l'enquête civile. Parmi la trentaine de parents qui déposent à Nantes, huit résident dans la capitale ducale, neuf proviennent de ses environs, sept arrivent de Machecoul tandis que nous ignorons l'origine de trois d'entre eux. Ils sont généralement accompagnés par des témoins de moralité dont le nombre varie suivant le rang social du plaignant. Ces témoins confirment que la plainte relative à la disparition d'enfants « n'est pas fallacieuse, et sont prêts à supporter avec le plaignant toutes les conséquences qu'entraînerait un faux témoignage », précise Olivier Bouzy.
La fama de l'accusé, telle que certains parents la rapportent, peut se fonder sur des on-dit véhiculant partiellement des éléments mythologiques comme les « attributs de l'ogre », selon Jacques Chiffoleau. Un cordonnier machecoulais du nom d'André Barbe, témoin du procès civil, déclare ainsi que lors d'un de ses voyages, il s'était arrêté récemment à Saint-Jean-d'Angély où il lia conversation avec des habitants locaux qui lui demandèrent d'où il venait. En entendant le nom de Machecoul, les Angériens s'exclamèrent « qu'on y mangeoit les petits enfants. » Ces réactions attestent que « même de son vivant, Gilles de Rais était assimilé à un ogre », d'après Matei Cazacu. Situant le voyage angérien d'André Barbe « sans doute au début ou pendant l'été 1440, peut-être même après l'arrestation du sire de Rais », Jacques Chiffoleau soulève de la sorte des interrogations relatives à la datation et aux conditions présidant à la naissance de la rumeur craintive qui associe le seigneur de Machecoul et ses gens aux disparitions — voire aux meurtres — d'enfants, conformément à d'autres témoignages concordants.
Les témoignages des parents peuvent se répartir en trois catégories. En premier lieu, certaines dépositions évasives concernent des disparitions inexpliquées, sans aucun élément concret permettant d'impliquer le seigneur de Machecoul. Par ailleurs, d'autres plaintes établissent que des enfants se sont volatilisés autour des résidences de Gilles de Rais, là encore sans prouver son implication. Enfin, des témoignages mettent explicitement en cause l'accusé ou son entourage, notamment Gilles de Sillé, sans les accuser spécifiquement de viols ou meurtres pédophiles. Ces dépositions-là dépassent donc le statut de rumeur puisqu'elles citent nominalement des enfants et adolescents disparus après avoir été engagés comme serviteurs dans les demeures du baron de Rais, contrairement aux plaintes relatives à des disparitions qui relèvent « presque du mythe » en raison des circonstances indéterminées et de l'anonymat des enfants, souligne Jacques Chiffoleau. Olivier Bouzy établit que le témoignage des parents et des accusés « permet d'identifier quarante enfants disparus, dont vingt-trois sont directement mis en rapport avec le seigneur de Rais. »

##### Accumulation des charges

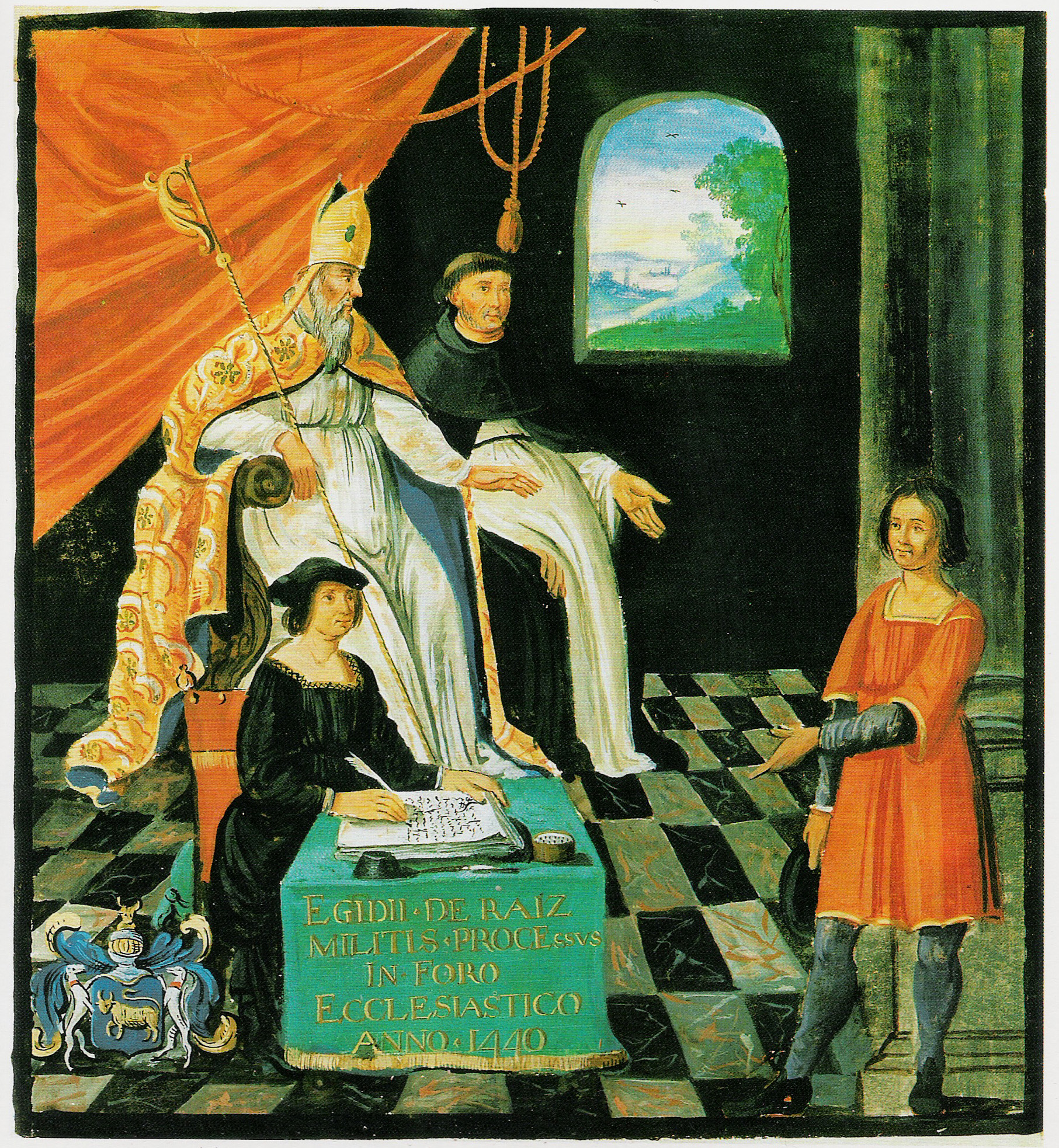
Miniature représentant le procès de Gilles de Rais (XVIIe siècle). Armes de la famille Bouhier, manuscrit à peinture, latin 17663, Paris, BnF.

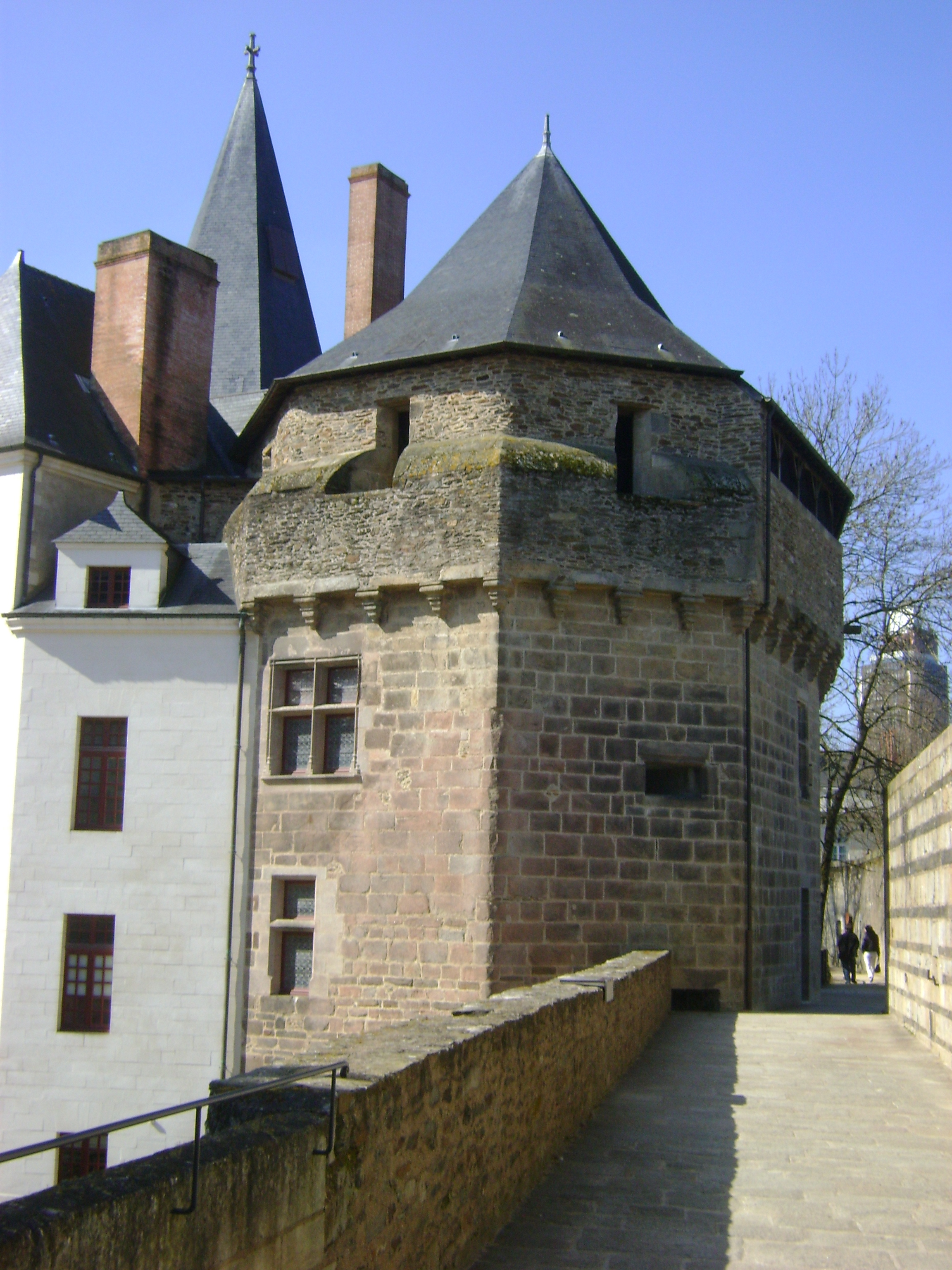
Tour dite du Vieux Donjon, Château des ducs de Bretagne, Nantes.

Le samedi 8 octobre 1440, dans la salle basse du château de la Tour Neuve, les dix plaignants de la séance du 28 septembre sont entendus de nouveau par la cour ecclésiastique. Le même jour, dans une grande salle supérieure du château, le seigneur de Tiffauges comparaît de nouveau devant cette même cour, composée cette fois de l'évêque Malestroit et de l'inquisiteur dominicain Jean Blouyn, assistés de notaires publics et de scribes. Le « président de Bretagne » Pierre de L'Hôpital, responsable de la cour séculière, est également présent. Le « promoteur aux causes de la foi » Guillaume Chapeillon expose oralement les articles de l'accusation, dévoilant l'ensemble des délits et crimes reprochés à Gilles de Rais.
Le médiéviste Jacques Chiffoleau rappelle que « (…) les accusations lancées contre le maréchal forment en réalité un triptyque obligé dont l'origine est très ancienne et qui unit très étroitement :
1º) la rébellion, c'est-à-dire le refus intériorisé de l'ordre légitime ;
2º) le pacte avec le diable, qui donne des pouvoirs magiques ;
3º) les actes contre nature, [telle] la sodomie ».
Face aux accusations, le sire de Rais souhaite récuser ses juges. Jean de Malestroit et le frère Blouyn rejettent aussitôt son appel, considéré comme « frivole », au motif qu'il n'est pas présenté par écrit. Le baron nie « la vérité desdits articles » et conteste qu'il y ait matière à procès, tout en s'affirmant comme « vrai chrétien ». Le promoteur jure alors de dire la vérité puis il prie Gilles de prêter le même serment, en vain. Malestroit et Blouyn somment Gilles de jurer, le menaçant d'excommunication, mais l'accusé persiste dans son refus et ses dénégations. En réaction, l'évêque de Nantes et le vicaire de l'inquisiteur assignent le promoteur Guillaume Chapeillon et le maréchal de Rais à comparaître le mardi 11 octobre. Le jour dit, Malestroit et Blouyn ajournent la comparution de Gilles de Rais au surlendemain. Ils entendent de nouveau, en la salle basse du château de la Tour Neuve, les plaintes et les lamentations des parents des victimes, qui supplient l'évêque et le vice-inquisiteur « de pourvoir à la justice nécessaire et opportune. »
Le jeudi 13 octobre à 9 heures du matin, en la grande salle supérieure du château, en présence de Malestroit, Blouyn, L'Hôpital et de personnalités nantaises, le promoteur Guillaume Chapeillon lit l'acte d'accusation de quarante-neuf articles devant Gilles de Rais. Interrogé à ce sujet par l'évêque et le vice-inquisiteur, le seigneur de Tiffauges refuse de reconnaître l'autorité de ses juges et les traite de « simoniaques » et de « ribauds », ce qui entraîne en réaction son excommunication.
Lors de la reprise du procès le samedi 15 octobre, « un renversement décisif se produit » puisque Gilles reconnaît Malestroit et Blouyn comme ses « juges compétents », avoue avoir « commis et méchamment perpétré les crimes et délits énoncés dans leur juridiction » puis demande en pleurant le pardon de l'évêque, du vice-inquisiteur et des autres ecclésiastiques pour les paroles offensantes tenues à leur encontre, ce que ses juges lui accordent.

##### Excommunication et aveux

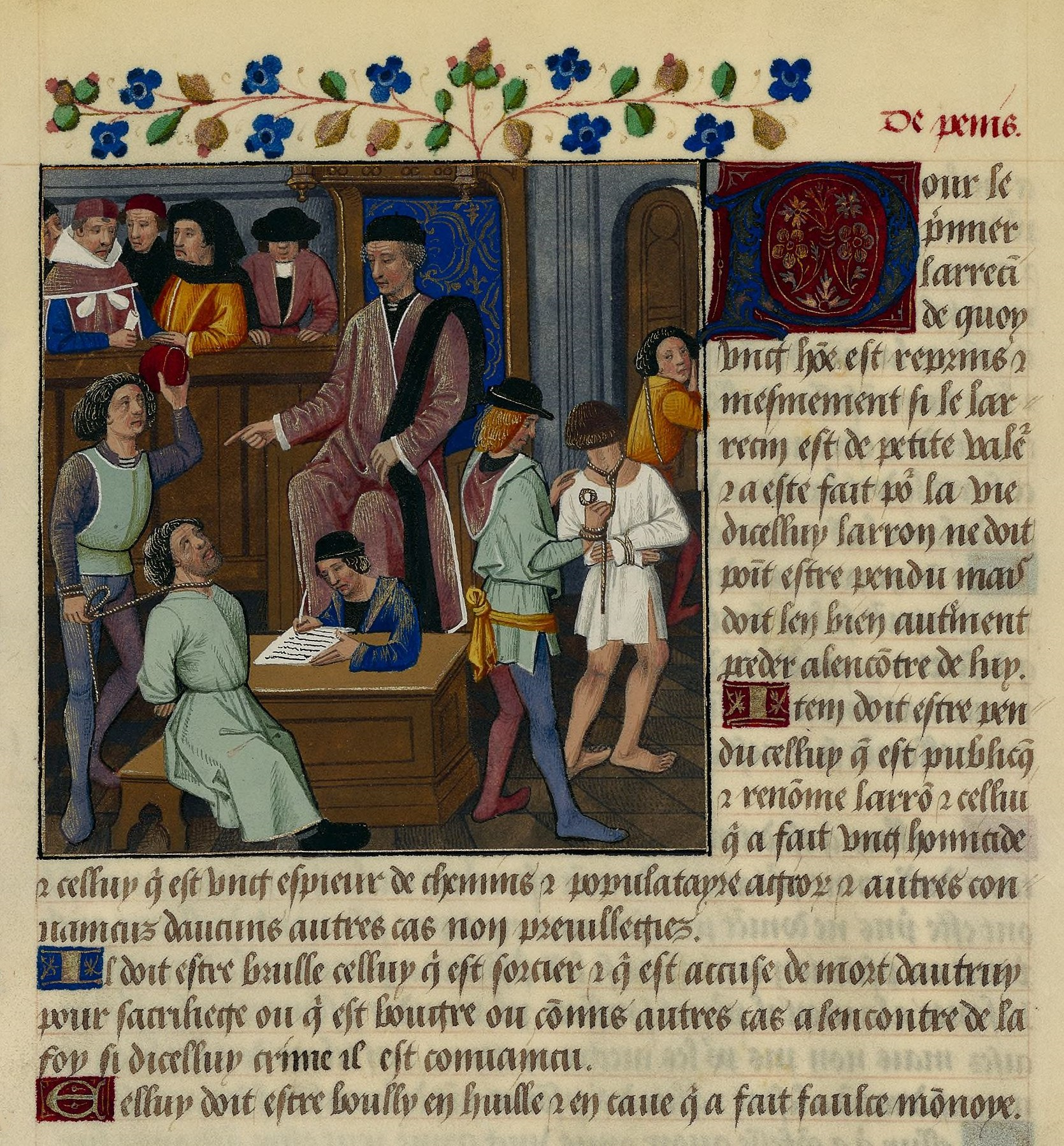
Scène judiciaire de la fin du XVe siècle. Enluminure ornant un manuscrit du Style du droit français de Jean Masuyer, vers 1483-1485, ms. Français 4367,, Paris, BnF.

Sa première « confession » (terme désignant l'aveu au Moyen Âge), dite « confession hors jugement » est prononcée « volontairement, librement et douloureusement » le 21 octobre 1440 dans la « chambre haute » du château nantais de la Tour Neuve, où il est emprisonné. L'accusé répète, en l'assortissant de nouvelles précisions, cette confession à l'audience du 22 octobre.
Selon Olivier Bouzy, « Rais et ses complices ont identifié douze victimes (viol et meurtre) âgées de sept à dix-huit ans, et avoué le sacrifice au diable d'un bébé de six mois. »

###### Alchimie et évocations diaboliques

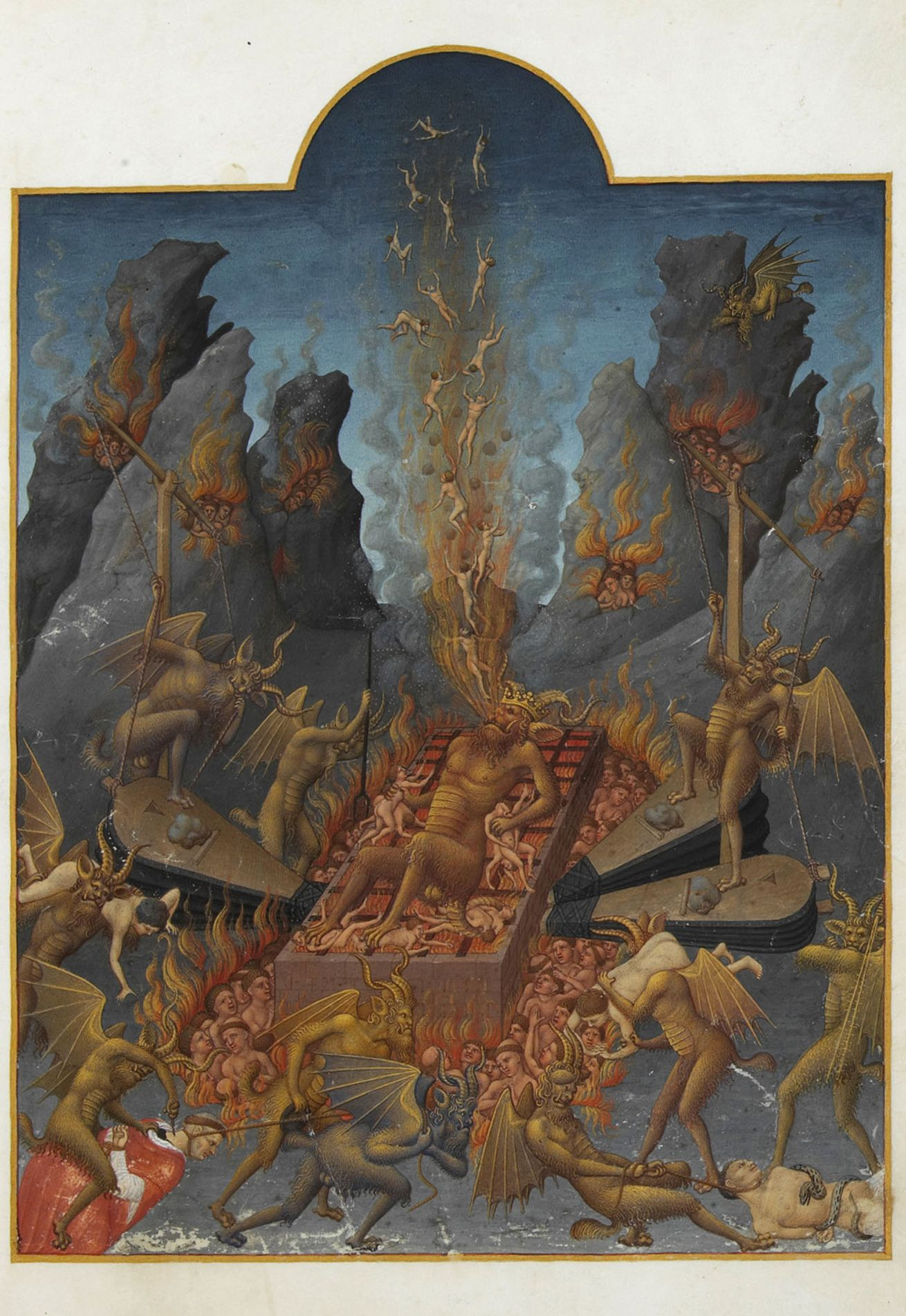
L'Enfer, enluminure ornant Les Très Riches Heures du duc de Berry, Chantilly, musée Condé,, vers 1411-1416.

Les 16 et 17 octobre 1440, Eustache Blanchet, prêtre d'origine malouine et Francesco (François) Prelati, clerc toscan originaire de Montecatini Terme près de Pistoie, comparaissent devant la cour ecclésiastique. Ces deux serviteurs du sire de Rais affirment que leur maître s'adonnait à l'alchimie en vue de trouver la pierre philosophale. À cet effet, le baron envoyait quérir dans le royaume de France et à l'étranger « des maistres qui se entremetoient de l'art d'arquemie », accusation qui sera ultérieurement reprise par les héritiers de Gilles dans le mémoire visant à démontrer sa prodigalité. Blanchet aurait ainsi recruté Prelati en 1438, lors d'un voyage à Florence.
Outre les expériences alchimiques, Prelati déclare avoir tenté d'invoquer un démon familier nommé « Barron » au château de Tiffauges, en présence de Gilles de Rais. Le clerc prétend également avoir interrogé Barron dans une prairie près de Josselin, par conséquent non loin du château où se tint l'entrevue de juillet 1440 entre le duc Jean V de Bretagne et Gilles de Rais.
Suivant les « schèmes interprétatifs » des juges, ces propos incriminent le seigneur de Tiffauges en associant étroitement « sa rébellion à l'égard de Dieu et du duc » et ses rapports avec le diable. Puisque des invocations démoniaques visant à accroître le pouvoir et la richesse du maréchal auraient été perpétrées, a fortiori à proximité de Jean V, ces « actes indicibles » menaceraient directement le pouvoir ducal en sus d'offenser gravement le Créateur. À ces deux accusations principales s'adjoint une troisième, les « attentats contre la nature », autrement dit la sodomie et les meurtres commis par Gilles de Rais. Ainsi se construit « un système très cohérent », mais en partie mythologique, selon le médiéviste Jacques Chiffoleau,.

##### Jugement et exécution de la peine

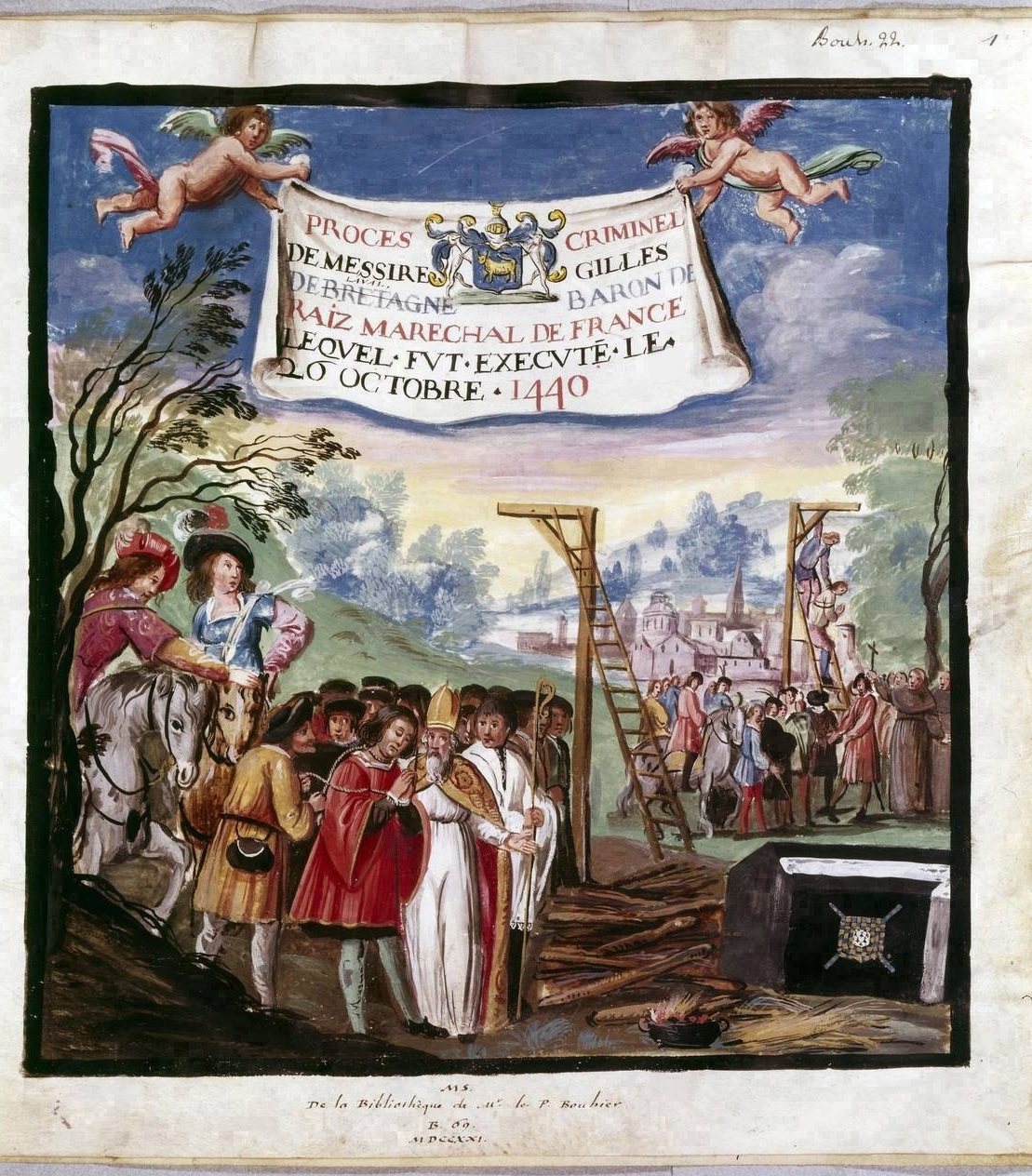
Exécution de Gilles de Rais, gibet et bûcher (XVIe siècle ?). Manuscrit à peinture aux armes de la famille Bouhier, Paris, BnF, département des manuscrits, Ms. Français 23836.

La condamnation est prononcée le 25 octobre 1440 par la cour ecclésiastique dans la grande salle supérieure du château de la Tour neuve, en présence de Gilles de Rais. Ce dernier est ensuite conduit, le même jour, au château du Bouffay pour entendre le jugement du tribunal séculier présidé par le juge universel de Bretagne, Pierre de L'Hôpital. Gilles de Rais a été excommunié pour « apostasie hérétique […] invocation des démons […] crime et vice contre nature avec des enfants de l'un et de l'autre sexe selon la pratique sodomite. » La sentence de la cour ecclésiastique attribue à Gilles de Rais le meurtre de « cent quarante enfants, ou plus » tandis que la sentence de la cour séculière n'arrête pas de nombre exact en mentionnant l'assassinat de « plusieurs petits enfants ». Gilles de Rais et ses deux valets sont condamnés à être pendus, puis brûlés. À sa demande, Pierre de l'Hôpital lui accorde trois faveurs : le jour de l'exécution, les familles des victimes pourront organiser une procession, il sera exécuté avant ses complices et son corps ne sera pas entièrement brûlé pour être inhumé en terre d'église au monastère de Notre-Dame des Carmes de Nantes.

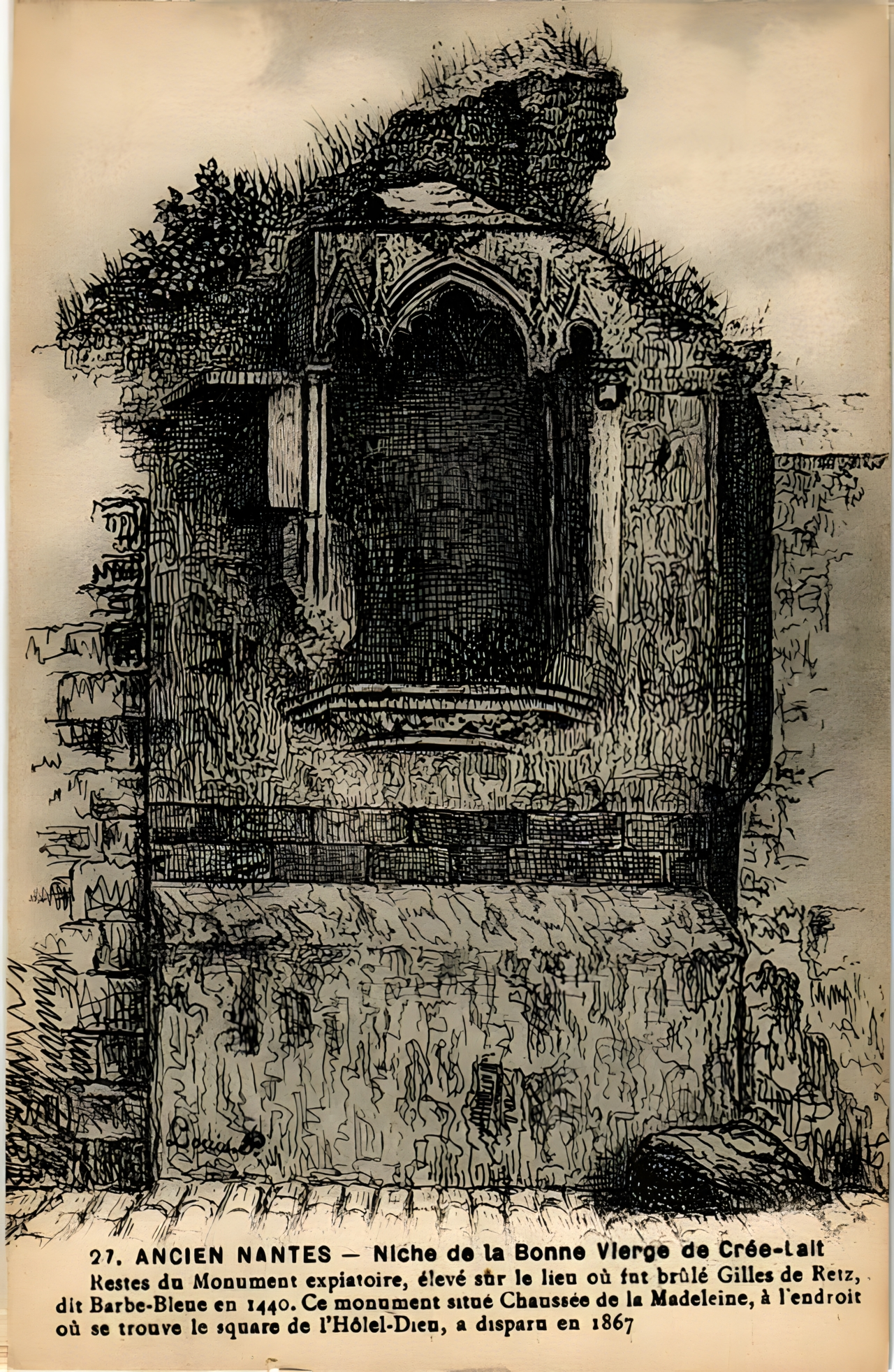
Niche de Notre-Dame de Crée-Lait, vieux Nantes, carte postale.

Le lendemain matin, le mercredi 26 octobre, après une messe à la cathédrale Saint-Pierre-et-Saint-Paul de Nantes, l'exécution est accomplie en « prairie de Biesse », partie amont de l'île de Grande Biesse. Tandis que ses valets, Poitou et Henriet, sont laissés sur le bûcher, le corps de Gilles de Rais en est retiré, avant d'être trop abîmé par les flammes,,.
Conformément à la requête qu'il avait formulée et qu'on lui avait accordée avant son exécution, son corps est enseveli dans l'église du couvent des Carmes, à Nantes. Ce couvent et le monument funéraire dédié à sa mémoire seront détruits durant la Révolution française, et son corps sans doute jeté dans la Loire[réf. nécessaire].
Afin de commémorer le supplice, un monument expiatoire — croix de pierre ou calvaire — est construit chaussée de la Madeleine près de l'actuel Hôtel-Dieu de Nantes (sis sur la place Alexis-Ricordeau, et non sur le lieu d'exécution lui-même qui se déroula sur la rive opposée de la Loire). Ce monument devient un lieu de pèlerinage pour femmes enceintes,,,. Les vestiges de ce petit monument dit de « Notre-Dame-de-Crée-Lait » sont actuellement conservés au musée archéologique de Nantes,.

#### Sort des acolytes

##### Francesco Prelati et Eustache Blanchet

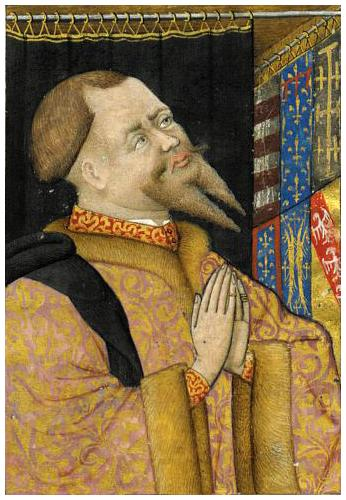
Portrait de René d'Anjou en prière.
Heures de René d'Anjou, Angers, 1437 ? (Mss, ms. Latin 1156 A,, BnF, Paris).

Condamné à la prison perpétuelle, Francesco Prelati réussit probablement à s'évader puis trouve refuge hors de la juridiction du duché de Bretagne, plus précisément à la cour du duc René d'Anjou. Ce prince, fils de Yolande d'Aragon, est devenu le roi titulaire de Sicile et le nouveau dirigeant de la maison d'Anjou consécutivement à la mort de son frère aîné Louis III. Par le truchement d'un confesseur du « bon roi René », dont la cour fastueuse et raffinée accueille nombre d'artistes et de poètes, le jeune clerc italien obtient une audience auprès du prince. Prelati parvient à valoriser ses soi-disant talents d'alchimiste, vraisemblablement grâce à des tours de prestidigitateur permettant de brandir au moment opportun un lingot d'argent dissimulé dans le creuset du « Grand œuvre », tant et si bien que l'escroc est nommé capitaine du château de La Roche-sur-Yon par le duc René,. Adoptant désormais l'identité de François de Montcatin (d'après le nom francisé de sa commune natale), l'aventurier toscan profite de sa nouvelle position pour assouvir sa vengeance sur Geoffroy Le Ferron, devenu entretemps trésorier de France.

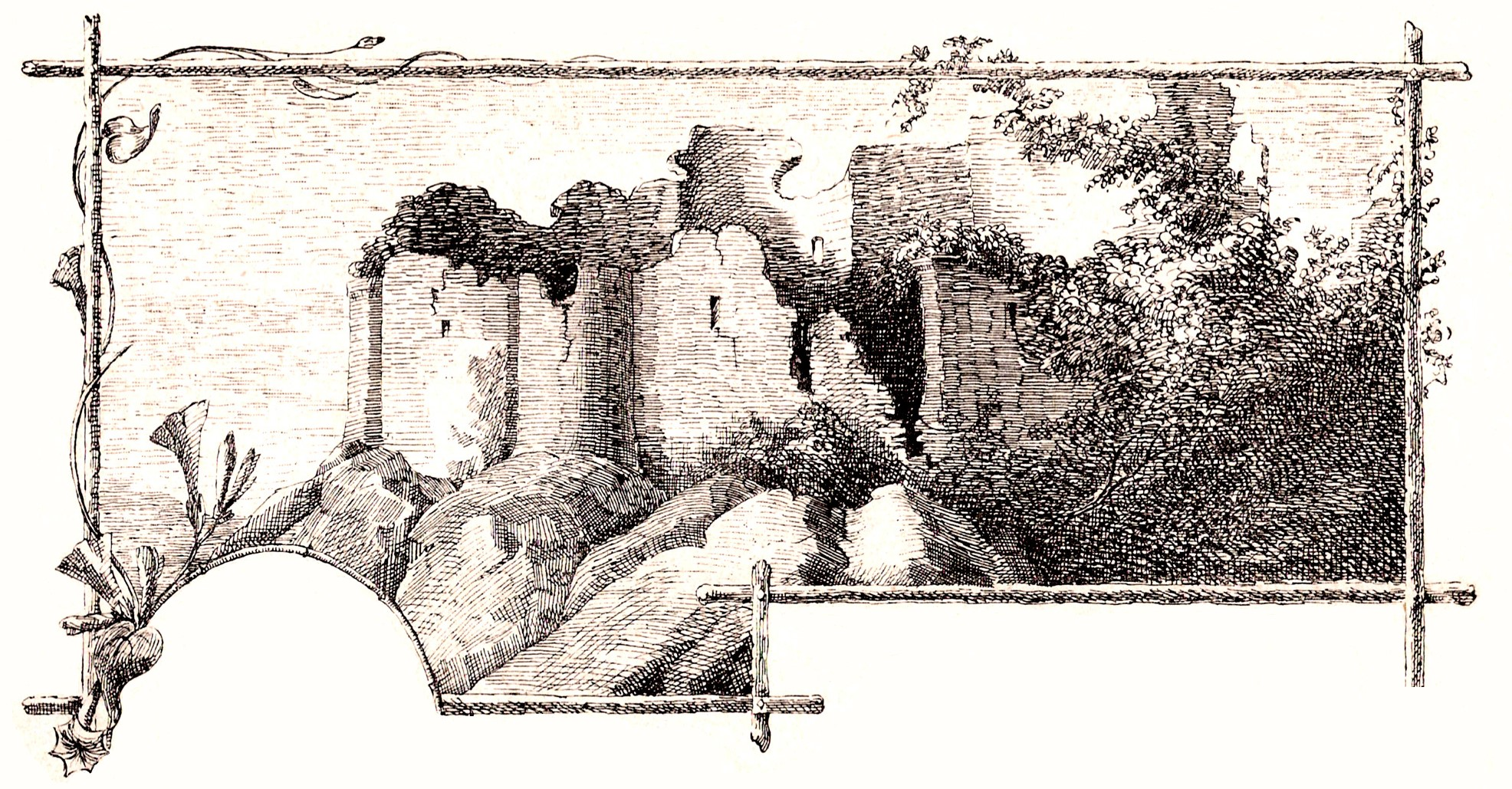
Ruines du château de La Roche-sur-Yon, d'après une esquisse datant du XIXe siècle.

En se rendant à Taillebourg auprès de l'amiral Prigent de Coëtivy — époux de la fille de Gilles de Rais —, Geoffroy Le Ferron passe à La Roche-sur-Yon le 7 décembre 1444. Invité au château par le capitaine-alchimiste, il y est injurié par le prêtre Eustache Blanchet avant d'être emprisonné arbitrairement sur ordre de Prelati, qui lui reproche sa propre incarcération nantaise du temps du procès de Gilles de Rais. Afin d'extorquer une énorme rançon au trésorier, les deux anciens serviteurs du maréchal lui font subir de mauvais traitements durant deux mois et demi. Entre autres tortures morales et physiques, Francesco Prelati et Eustache Blanchet tentent d'effrayer Le Ferron en feignant de découvrir parmi ses papiers une lettre factice qui le compromet dans une trahison imaginaire de Prigent de Coëtivy.
Informés de la situation, des officiers de René d'Anjou exigent que Prelati amène Le Ferron devant le conseil ducal. Le capitaine fait mine d'obtempérer avant de reconduire le trésorier de France dans son cachot. Douze jours plus tard, le chevalier Guy d'Aussigny, seigneur de Trèves et lieutenant du roi « ès pays de Poitou, Saintonge, gouvernement de La Rochelle et Angoumois », se présente avec une compagnie de cinquante hommes de guerre devant la forteresse yonnaise. Refusant de délivrer Geoffroy Le Ferron, Francesco Prelati s'oppose à la reddition de la place et effectue une sortie avec sa propre troupe, provoquant un accrochage qui se solde par la mort d'un soldat de Guy d'Aussigny.
Peu après, deux officiers de René d'Anjou essayent derechef d'obtenir de Francesco Prelati qu'il leur livre Geoffroy Le Ferron. Le capitaine italien finit par y consentir après versement de la rançon du trésorier de France. Ce dernier est transféré à Angers, où il dépose vainement une plainte auprès de la chambre des comptes d'Anjou. Le Ferron parvient à être conduit sous escorte auprès du roi René d'Anjou à Nancy mais il demeure un temps en détention dans cette ville, où séjourne alors le roi de France. Charles VII a vent de l'affaire, ce qui entraîne la saisine du parlement de Paris. Le Conseil royal rend finalement un arrêt qui condamne à mort Francesco Prelati et l'écuyer Jacques Chabot, son principal complice. Vers la fin de mars 1446 ou au début du mois suivant, l'ex-invocateur de démons monte sur le bûcher en expiation de ses crimes,.
Renvoyé devant la cour du parlement avec plusieurs autres comparses de Prelati, Eustache Blanchet fait constamment défaut de janvier 1448 à mars 1451. Le 18 mai 1453, le parlement rend son arrêt définitif, condamnant le prêtre et ses acolytes à restituer les biens de Geoffroy Le Ferron, à faire amende honorable au roi et au trésorier de France, au paiement d'une amende ainsi qu'au bannissement perpétuel et à la confiscation de leurs biens.

### Revendications de la succession et extinction de la maison de Retz

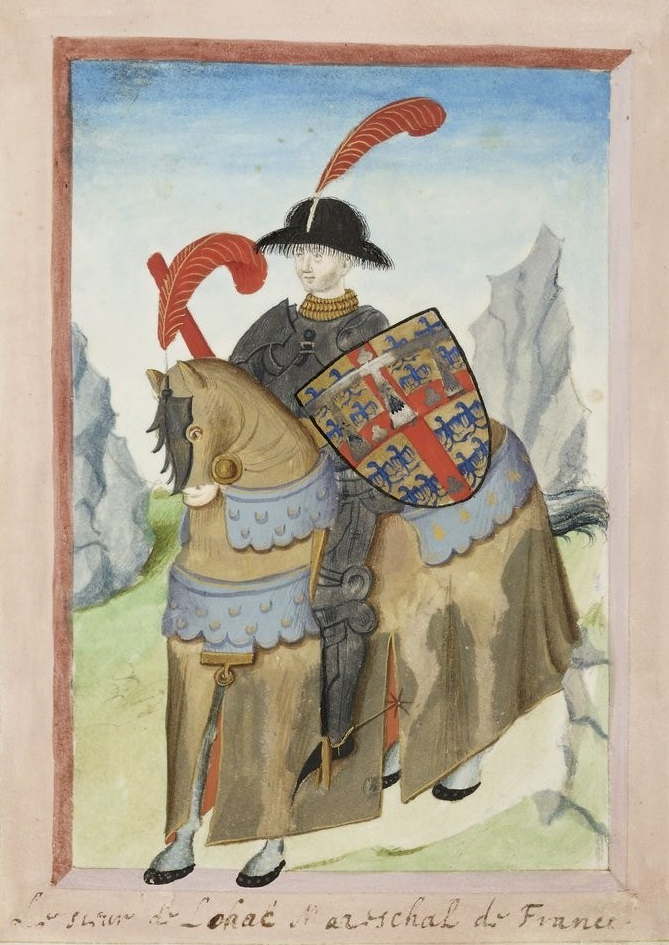
André de Lohéac, second époux de Marie de Rais.
Enluminure sur parchemin, Armorial de Gilles Le Bouvier, ms. 4985,, XVe siècle, BnF.

Les contestations des héritiers de Gilles de Rais à l'encontre des saisies opérées par le duc de Bretagne expliquent probablement la composition actuelle des archives du procès séculier du maréchal de France. Ainsi, Olivier Bouzy remarque que certaines copies du procès civil parvenues jusqu'à nous se rapportent sans doute à des « résumé[s] composé[s] de morceaux choisis » car établis à des fins judiciaires en vue de contestations portant sur des fiefs et des douaires.
Peu de temps après la pendaison de son époux, Catherine de Thouars se remarie le 14 janvier 1441 avec Jean II de Vendôme, vidame de Chartres. Celui-ci adopte dès lors le titre de seigneur de Pouzauges. Le 19 avril 1441, il prête serment de fidélité au duc Jean V de Bretagne, qui le nomme chambellan. Catherine de Thouars meurt le 2 décembre 1462,.
Gilles de Rais ne laisse qu'une fille comme unique héritière : Marie de Montmorency-Laval dite « Marie de Rais », qui lui succède à la tête de la baronnie de Retz. Marie de Rais se marie deux fois : le 5 juillet 1444 avec Prigent VII de Coëtivy (1399 – 20 juillet 1450), amiral de France, gouverneur de La Rochelle, puis en 1451 avec André de Montfort-Laval dit « André de Lohéac » (1408 – 29 décembre 1486), seigneur de Lohéac et de Montjean, amiral de France, puis maréchal de France (et cousin de Gilles de Rais). De ses deux unions, Marie de Rais n'aura aucun enfant.
C'est ensuite son oncle René de La Suze, frère cadet de Gilles de Rais, qui hérite de la baronnie de Retz. Marié à Anne de Champagne(-au-Maine), René en a une fille : Jeanne de Montmorency-Laval dite « Jeanne de Rais », qui lui succède. Jeanne se marie le 13 avril 1457 à François de Chauvigny (1430 – 15 mars 1491), vicomte de Brosse.
Par la suite, la baronnie de Retz quitte la famille de Montmorency-Laval pour passer à la famille de Chauvigny (André de Chauvigny, fils de François de Chauvigny et de Jeanne de Rais), puis aux familles de Tournemine, d'Annebault, de Clermont(-Tonnerre), de Gondi, de Blanchefort-Créquy, de Neufville-Villeroy et de Brie-Serrant, jusqu'à la Révolution française.

## Postérité

### Portraits hypothétiques

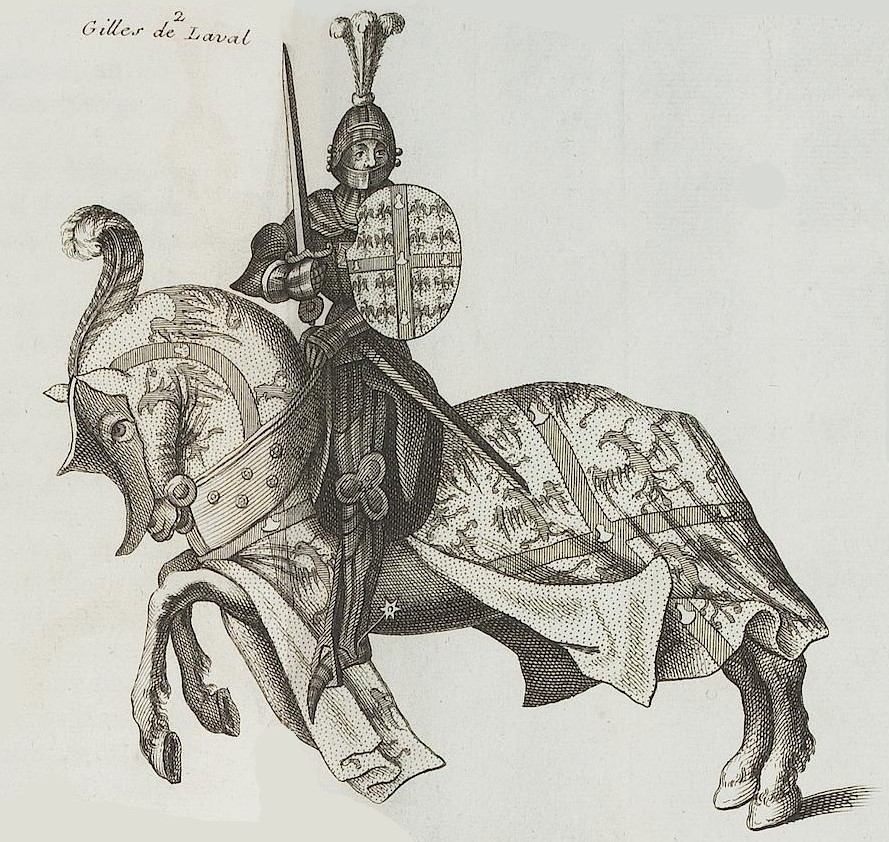
Censée représenter Gilles de Rais,, cette gravure du XVIIIe siècle se contente de reproduire une enluminure peinte au XVe siècle, représentation de type abstrait des comtes de Laval, image d'ordre héraldique plutôt que portrait individuel.

Il n'existe ni description, ni portrait de Gilles de Rais réalisé de son vivant qui soit parvenu jusqu'à nous. Toutes les enluminures, gravures et toiles qui le représentent sont posthumes et imaginaires,,,. Selon la traduction par Georges Bataille et Pierre Klossowski de la « confession en jugement » incluse dans les actes en latin des procès, le seigneur de Tiffauges déclare qu'il a « toujours été de nature délicate » durant sa jeunesse. L'écrivain Michel Hérubel entend ces propos au sens de complexion physique, mais le chartiste Matei Cazacu signale que la traduction de Bataille et Klossowski est quelque peu hâtive, l'adjectif delicatus pouvant également signifier « mignon, recherché, luxueux, efféminé, galant, licencieux. »
La première description du sire de Tiffauges, « homme de bon entendement, belle personne et de bonne façon », apparaît tardivement, en 1582, dans l’Histoire de Bretaigne du juriste breton Bertrand d'Argentré. L'essayiste Michel Meurger remarque que « le Gilles de Rais judiciaire, homme sans visage, insaisissable à la psychologie historique, acquiert un corps et un esprit » pour la première fois dans cet ouvrage, point de départ du jeu des filiations d'un siècle à l'autre.

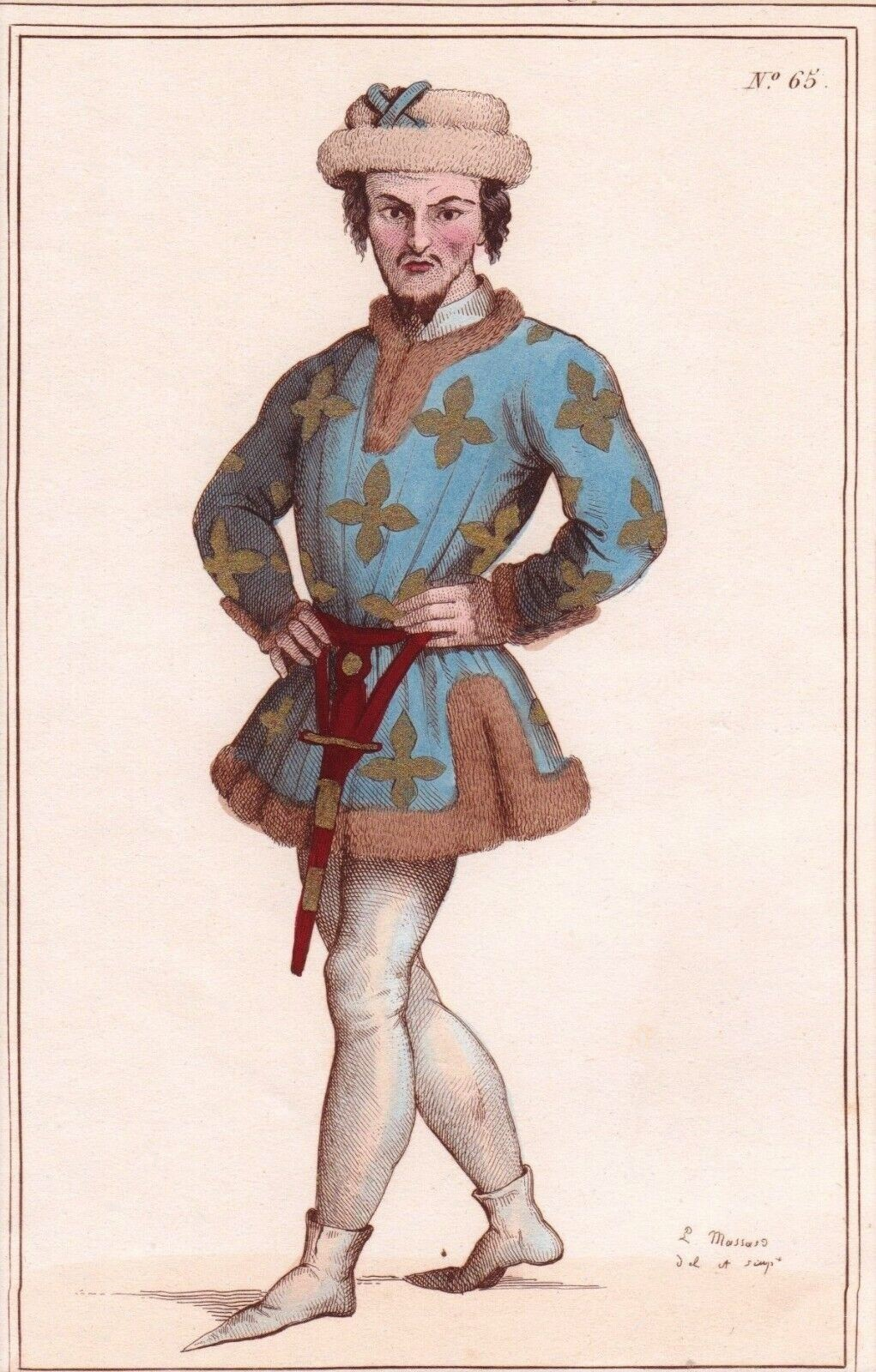
Gilles de Laval Seigneur de Retz, planche en couleurs de Léopold Massard dans l'ouvrage de Paul Lacroix, Costumes historiques de la France d'après les monuments les plus authentiques...,, 1852.

En 1841, dans le cinquième tome de son Histoire de France, Jules Michelet consacre à Gilles de Rais quatre pages qui font date,. Il y cite intégralement le signalement apocryphe composé par Bertrand d'Argentré mais sans mentionner nominalement ce dernier. En se référant plutôt à quelque tradition imprécise, Michelet popularise l'image d'un seigneur intelligent et de noble prestance, aux traits séduisants : « C'était, dit-on, un seigneur « de bon entendement, belle personne et de bonne façon »,. » Vingt-deux ans plus tard, dans le second tome de son Histoire de Charles VII, roi de France, et de son époque... (1863), l'archiviste paléographe Auguste Vallet de Viriville enrichit de nouveaux détails imaginaires la description de Gilles de Rais : « C'était un beau jeune homme, gracieux, pétulant, d'un esprit vif et enjoué, mais faible et frivole,. »
Parallèlement aux historiens qui accréditent ainsi un portrait chimérique, la littérature complète le tableau. Dans ses Curiosités de l'histoire de France (1858), le polygraphe Paul Lacroix offre à ses lecteurs une description physique et psychologique détaillée de Gilles de Rais, copieusement agrémentée d'adjonctions fictionnelles présentées comme des informations historiques extraites des archives. Friand de ce type de canulars littéraires, le « Bibliophile Jacob » n'influence pas seulement ses collègues romanciers puisque ses fabulations contaminent également le diagnostic de psychiatres comme Richard von Krafft-Ebing, Albert Moll et Julien Chevalier aussi bien que diverses biographies du maréchal.

### Interprétations psychopathologiques

#### Théories médico-morales fin de siècle

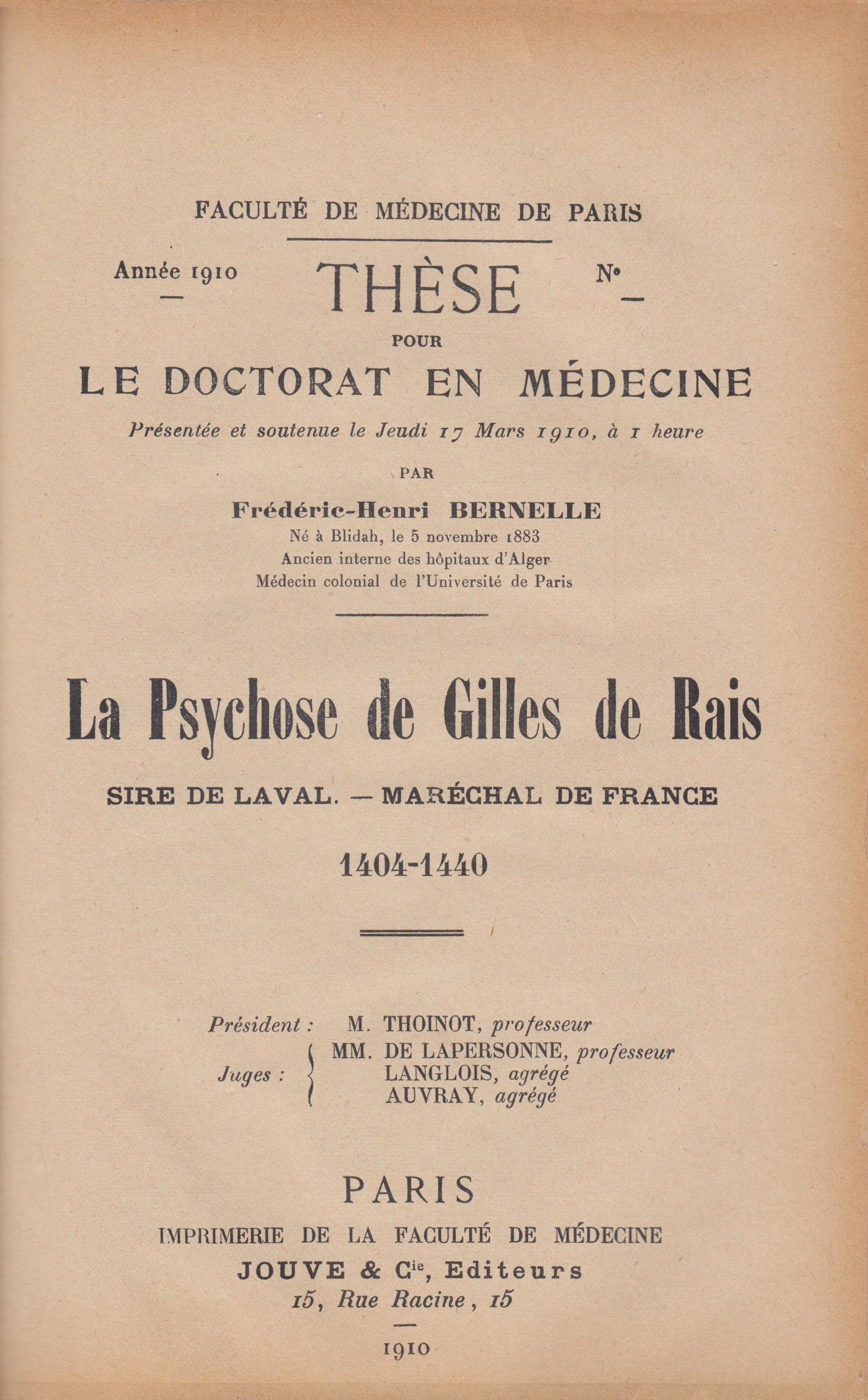
Édition d'une thèse de médecine psychiatrique consacrée à Gilles de Rais, 1910.

Au cours du XIXe siècle, Gilles de Rais est parfois qualifié de « vampire », au sens de « nécrophile ». À l'époque, le premier terme tend à occulter le second en raison « d'un contexte culturel spécifique marqué par l'influence du fait-divers, par une fascination pour la déviance criminelle ou sexuelle, et par des sensibilités enclines au macabre et au fantastique », précise la chercheuse Amandine Malivin. Par la suite, entre 1870 et 1900 environ, la psychopathologie sexuelle connaît un développement considérable en Europe à travers un foisonnement éditorial d'études s'évertuant à classifier cliniquement toutes les formes — bénignes ou criminelles — de « perversions sexuelles. » La médiéviste Zrinka Stahuljak observe que les préoccupations relatives à « la criminalité, la responsabilité criminelle et le droit pénal [mettent alors] en lumière les liens entre folie et crime. » L'étude la plus célèbre de cette période demeure l'ouvrage du psychiatre germano-autrichien Richard von Krafft-Ebing, Psychopathia sexualis (1886), dont le chapitre consacré au sadisme évoque Gilles de Rais,,, texte marquant fortement l'historiographie du personnage.

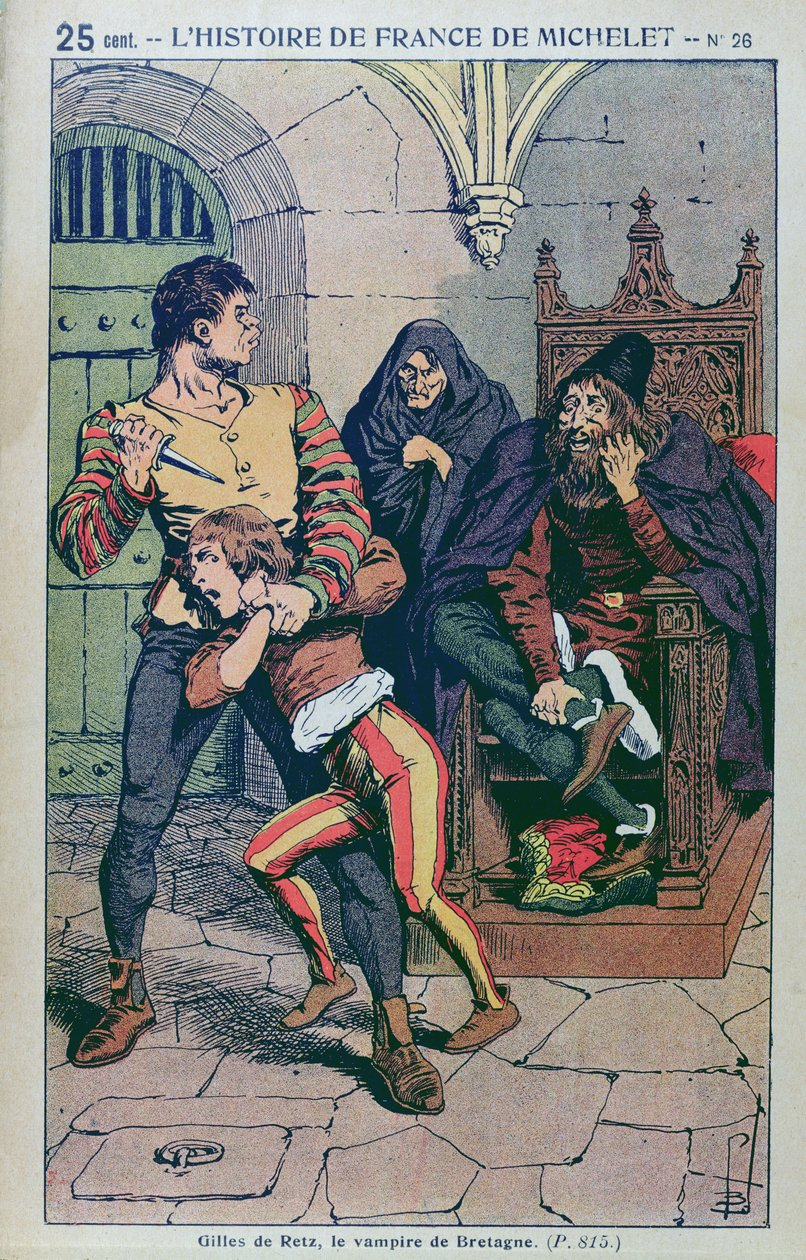
Gilles de Rais, le vampire de Bretagne, en compagnie de la Meffraye et d'un serviteur égorgeur d'enfants. Illustration de Louis Bombled, vers 1900.

Vers la fin du XIXe siècle, ces recensements médicaux de cruautés, d'obsessions maniaques et de perversions contribuent au renouvellement de la perception des récidives et, au-delà, à la création d'une nouvelle catégorie criminelle annonciatrice de la dénomination « tueur en série ». En ce temps-là, le criminologue français Alexandre Lacassagne distingue d'ores et déjà différentes catégories de sadiques dans son ouvrage Vacher l'éventreur et les crimes sadiques (1899), en particulier les « grands sadiques » qui commettent des « crimes à répétition », tels Gilles de Rais, Jack l'Éventreur et Joseph Vacher,,. De surcroît, le seigneur meurtrier et sodomite de Tiffauges devient cliniquement un « dégénéré criminel » symptomatique d'une « décadence » de la noblesse médiévale française, classe sociale prétendument flétrie par le « vice » qui aurait été importé lors des incursions normandes et des croisades, d'après les désuètes conceptions médico-morales du dernier quart du XIXe siècle. Dans la mesure où l'école médico-légale française plaide à l'époque pour la possibilité d'une « régénérescence physique et morale » de l'espèce humaine grâce à l'hygiène publique et l'eugénisme, le baron de Rais et la paysanne Jeanne d'Arc sont diagnostiqués rétrospectivement comme les figures hallucinées respectives du crime nobiliaire dépravé et du génie populaire revitalisant. Ce contraste pathologique est censé illustrer la théorie de la dégénérescence qui prétend alors enserrer le peuple français au sein d'un cycle temporel de dégénérescence et régénérescence de la nation, reflet des craintes « fin de siècle » relatives au déclin et à la chute des civilisations.
L'historien Angus McLaren (en) note que la littérature médicale précitée se révèle fréquemment indigente sur le plan scientifique. Ainsi, il n'est pas rare que Gilles de Rais et le cannibale Antoine Léger côtoient indistinctement d'autres sadiques et meurtriers sexuels dans des compilations sommaires et fétichistes de cas cliniques résumés en courtes biographies moralisatrices.

#### Confusions littéraires

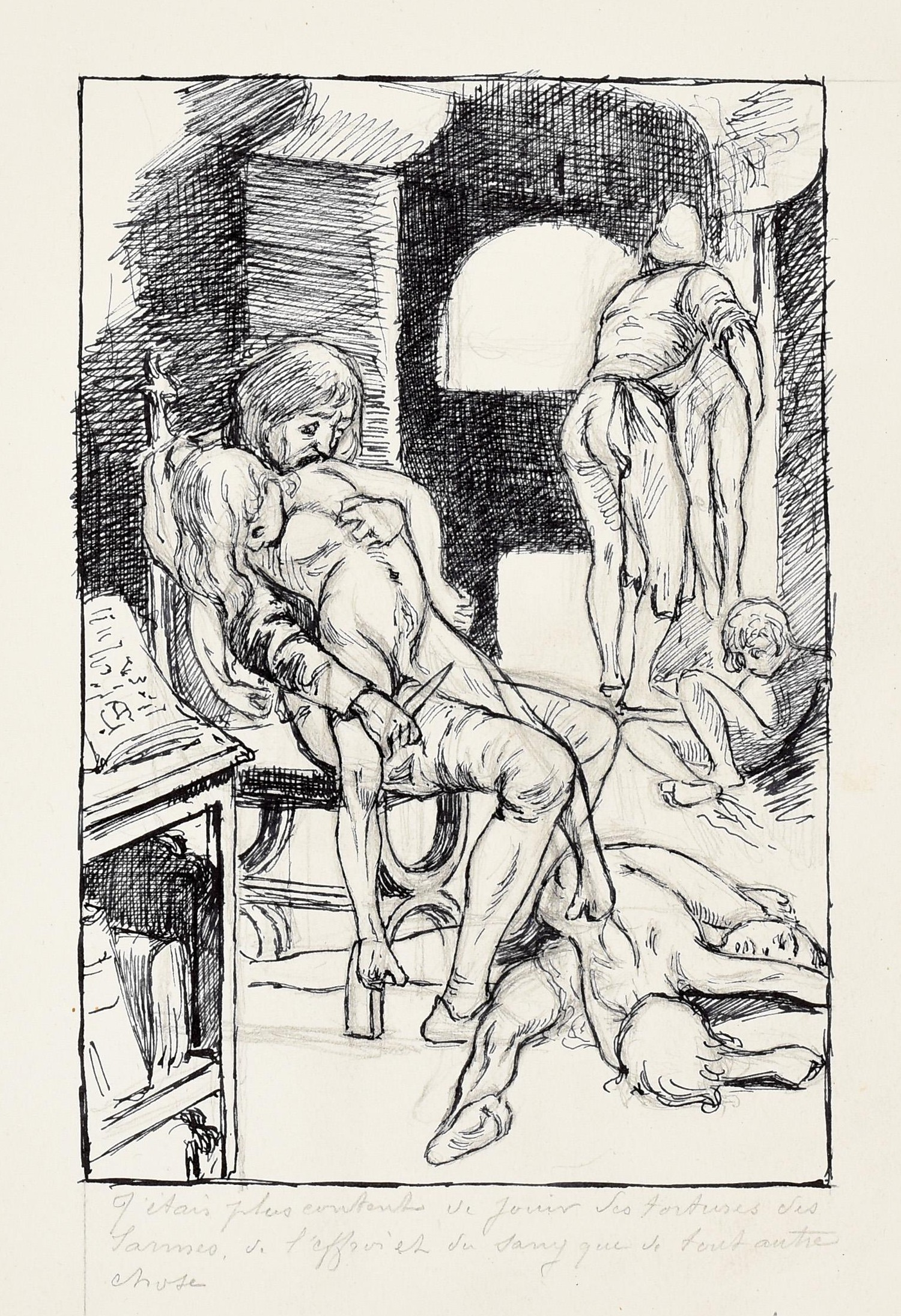
J'étais plus content de jouir des tortures, des larmes, de l'effroi et du sang que de tout autre chose. Illustration de Martin van Maële pour le roman Là-bas de Joris-Karl Huysmans.

Qui est plus est, pour établir le diagnostic rétrospectif du baron de Rais comme exemple type de « fou moral » souffrant d'« altération du sens moral », le corps médical finiséculaire puise sans recul dans les Curiosités de l'histoire de France (1858) de Paul Lacroix, alias le « Bibliophile Jacob ». Bien que ce volume soit parsemé d'inventions fantaisistes, il est perçu comme une source historique fiable par Krafft-Ebing, Albert Moll et Léon-Henri Thoinot, entre autres médecins. Ceux-ci croient notamment trouver « la cause déterminante qui avait déclenché le sadisme de Gilles » dans un ouvrage de Suétone rehaussé de miniatures licencieuses dépeignant les folies orgiaques d'empereurs romains décadents. Or ce manuscrit, prétendument détenu par le maréchal, sort tout droit de l'imagination du « Bibliophile Jacob ». Par conséquent, « la fiction aida Gilles à passer du discours historique au discours médical », pointe Zrinka Stahuljak. La médiéviste ajoute que « la réussite du canular littéraire de Lacroix échappa à l'examen de l'archéologie pathologique et s'infiltra dans le discours médical » car cet écrit apocryphe fournissait opportunément à ces savants une « explication scientifique de [la] conduite » du maréchal.
Dans « des excès de rhétorique et de fiction » stimulés par les fantasmes et les mystifications autour de sa sexualité, la médecine de l'époque a donc « participé à la réification de la légende ultra-romantique de Gilles » en tant que personnage hors-mesure, « dégénéré supérieur » magnifié par Joris-Karl Huysmans dans le champ littéraire en érudit faustien, artiste, mystique flamboyant et grand sadique. Vulgarisée durant les années 1880 et 1890, la notion de sadisme permettait alors à certains auteurs d'exprimer, à travers le prisme des belles-lettres, « un mépris élitiste envers les classes moyennes et la société de masse. » La figure du pervers se voyait donc personnifiée dans la littérature par des nobles libertins et raffinés comme Sade et Des Esseintes, auxquels venait s'adjoindre Gilles de Rais. Mais dans la réalité, les individus médicalement caractérisés comme criminels sadiques, tel Joseph Vacher, se rencontraient généralement dans les classes populaires si redoutées en ce temps-là par les romanciers du mouvement décadent, relève ironiquement Angus McLaren (en), qui conclut que « les “véritables” sadiques, loin de correspondre à l'image [fictionnelle] de puissants surhommes sexuels, étaient les esclaves de leur propre comportement compulsif. ».

#### Profil de tueur en série

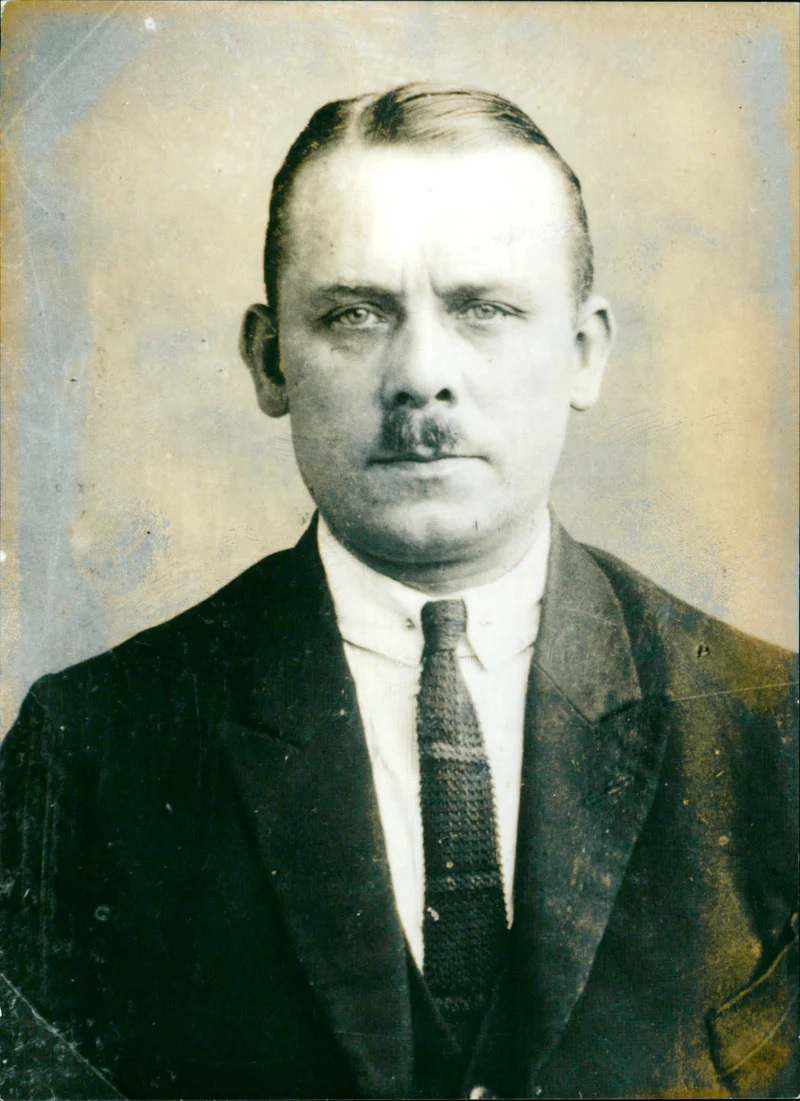
Meurtrier de plusieurs jeunes hommes sous la république de Weimar, le tueur en série Fritz Haarmann, dit « le Boucher de Hanovre », a été comparé à Gilles de Rais par l'historien Émile Gabory, puis par Georges Bataille.

Le rapprochement entre le cas de Gilles de Rais et la catégorie criminelle des tueurs en série sert occasionnellement à réfuter la thèse de l'innocence du pendu de la Biesse grâce à la mention d'assassins supposément comparables. En particulier, le chartiste Matei Cazacu reconnaît certaines caractéristiques de ces meurtriers multirécidivistes contemporains chez le seigneur de Tiffauges : âge moyen du criminel au commencement des assassinats (vers 27-31 ans), prédilection pour un même type de victimes (principalement des jeunes garçons), « actes illicites » perpétrés durant son enfance et son adolescence, agressivité et propension à la violence à l'encontre des adultes, ritualisation du crime par des mises en scène et des tortures récurrentes — commises personnellement ou par ses serviteurs — sur des personnes réduites à l'état d'objet (brève pendaison de sa victime avant de la décrocher en adoptant une attitude faussement rassurante ; cou rompu à coup de bâton ; incision de la gorge ou d'autres parties du corps ; démembrement ou décapitation avec un glaive « vulgairement appelé “braquemart” » ; viols post-mortem ou ante-mortem sur des enfants agonisants ; jouissance à la vue des organes internes après éventration ; contemplation de tête coupée).
Pour tenter de dresser un profil détaillé du maréchal comme tueur psychopathe, Matei Cazacu applique également la « grille de lecture utilisée par les profileurs du FBI » dans un rapport de 1990 ainsi que la classification proposée par le docteur Michel Bénézech, psychiatre et professeur de médecine légale à l'université de Bordeaux, en assumant l'anachronisme de la sorte : « Les techniques modernes, quand elles existent et permettent d'apporter quelque chose, ne doivent pas être négligées. » Le chartiste reconnaît que son approche a été contestée mais il se défend toutefois de confondre les mentalités médiévales et contemporaines. Au demeurant, Cazacu admet que « les abîmes de la psyché humaine restent toujours insondables et (...) Gilles de Rais a définitivement emporté son secret dans la tombe. » En outre, Claude Gauvard énonce que « l'historien n'est pas (...) un psychanalyste, même si les enseignements de la psychanalyse peuvent l'aider à comprendre le contenu des aveux et leur part de délire psychotique. »

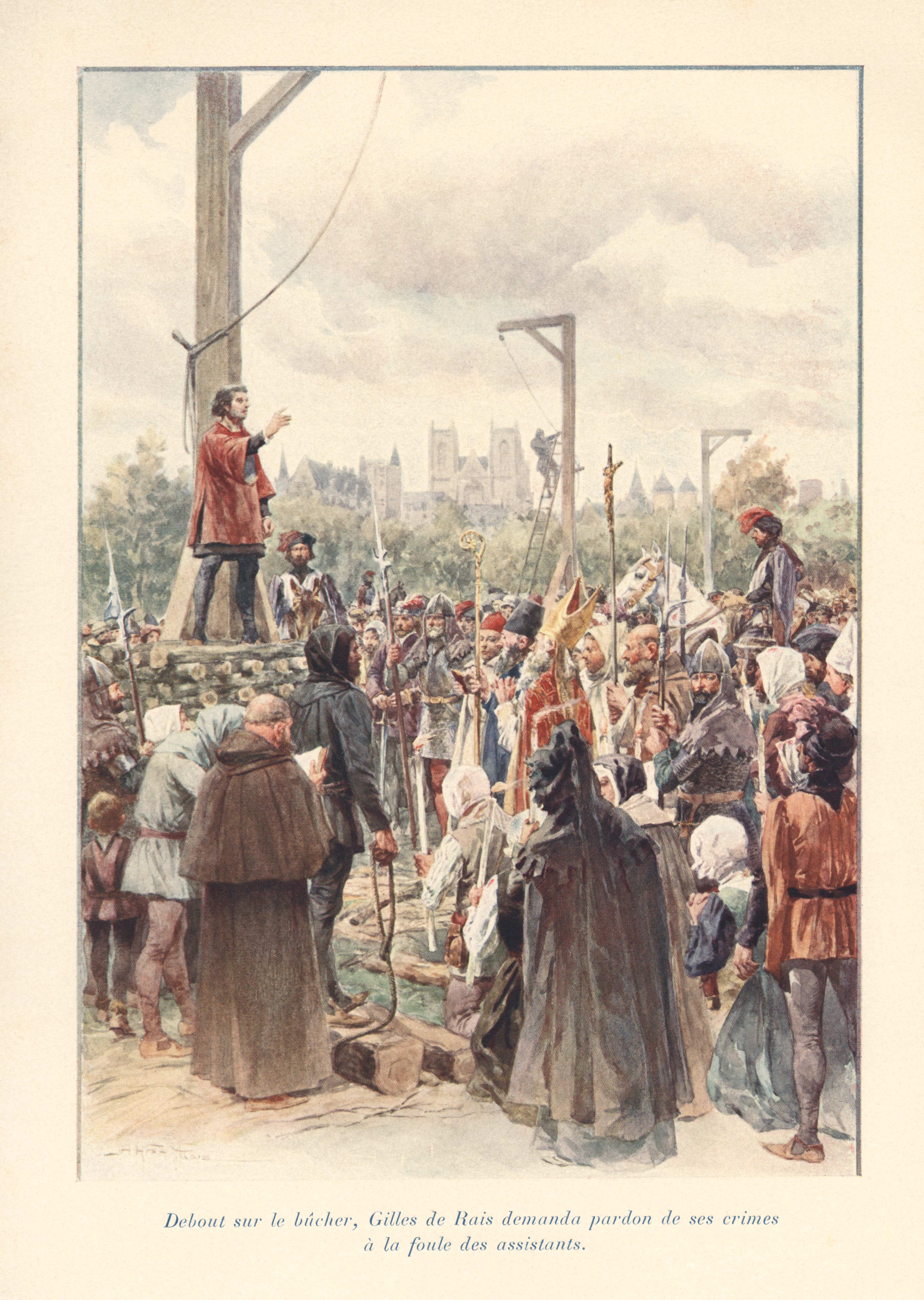
Gilles de Rais sur le bûcher, d'après une aquarelle d'Alfred Paris, 1913.

En revanche, Jacques Chiffoleau estime qu'« à tout jamais [...], la psychologie de Gilles de Rais nous est fermée. À partir des maigres traces dont on dispose, on ne saura jamais, s'il fut en position d'être ou de ne pas être un serial killer » malgré le caractère réaliste et détaillé de ses aveux paraissant « témoigner de ce mélange entre psychose et perversion narcissique qui est le propre de nos tueurs en série contemporains. » Les similitudes manifestes (« l'assouvissement sexuel sur les corps mutilés, leur manipulation, l'indifférence souveraine du meurtrier à l'égard de ses victimes et la manifestation d'une sorte de toute-puissance meurtrière ») ne doivent pas faire oublier pour autant le contexte particulier de la procédure inquisitoire présidant à l'élaboration des comptes rendus d'interrogatoires.
De surcroît, Chiffoleau précise que « la description d'une “structure perverse” quasi intemporelle » n'entretient qu'un « lointain rapport avec la triple accusation médiévale de rébellion, de pacte avec le Diable et de rapports contre-nature. » Le baron de Rais en vient parfois à être perçu comme l'archétype d'une figure médiatique contemporaine de la dangerosité, caractérisée par l'historienne Anne-Claude Ambroise-Rendu comme celle du « pédophile confondu avec l'assassin violeur, un Gilles de Rais réactualisé sous la double forme du prédateur et du déséquilibré. » Or une telle interprétation néglige les données historiques nécessaires pour décrypter les actes du procès du seigneur de Tiffauges, fait remarquer Chiffoleau : l'histoire de Gilles de Rais, riche d'enseignements sur « la justice politique et [les] constructions institutionnelles du XVe siècle », ne nous informe guère sur la pédophilie et les meurtres en série au Moyen Âge tardif. L'essayiste Michel Meurger souscrit à cette analyse en remettant en question « les démarches de légitimation » qui conduisent certains auteurs « à user de rétrospection pour assurer que les forfaits de criminels modernes éclaireraient cette cause pré-moderne. »
Il n'en demeure pas moins que Jacques Chiffoleau admet lui-même sa perplexité devant certains aveux des serviteurs du maréchal qui décrivent des rituels meurtriers et orgastiques n'offrant aucun équivalent dans les autres interrogatoires inquisitoriaux compulsés par le médiéviste,. En l'occurrence, les pièces des procès ne recourent pas à la figure mythique de l'ogre mangeur d'enfants mais consignent des assassinats et jouissances sadiques jamais couchés sur le papier avant la littérature sadienne au XVIIIe siècle, la Psychopathia Sexualis de Krafft-Ebing au XIXe siècle ou les travaux de Sigmund Freud.

### Gilles de Rais et le mythe de Barbe-Bleue

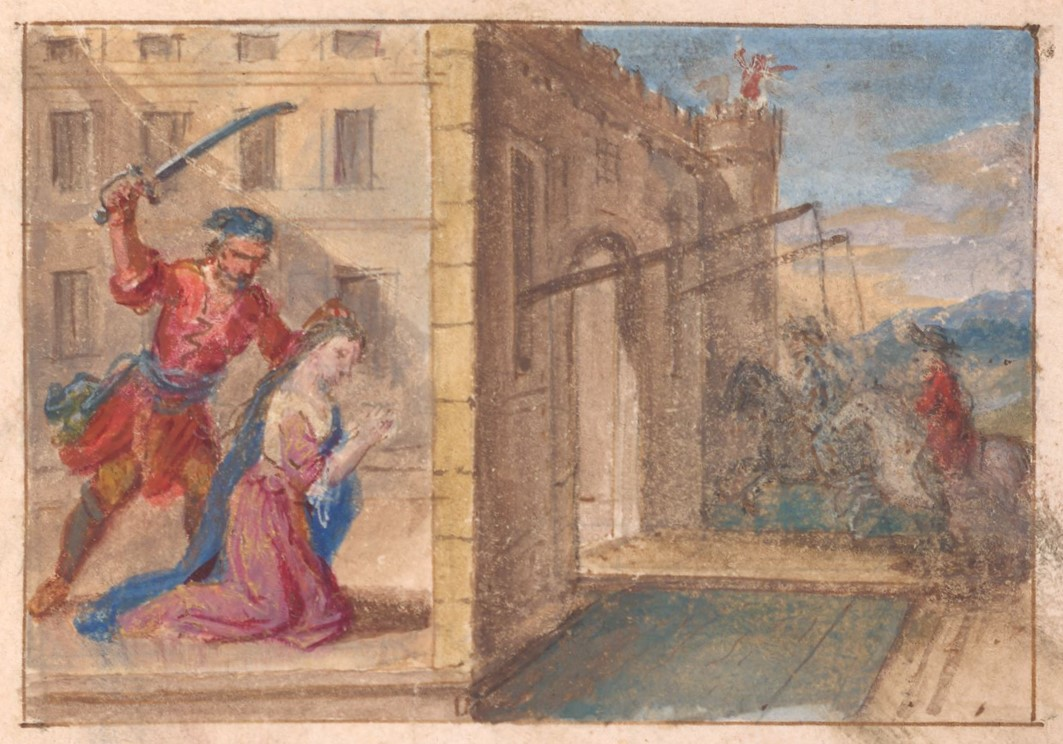
Barbe bleue s'apprête à égorger son épouse.
Gouache ornant un manuscrit des Contes de ma mère l'Oye de Charles Perrault, 1695.

D'après Matei Cazacu, l'histoire du pendu de Nantes constitue peut-être l'une des influences de La Barbe bleue, conte de Charles Perrault inclus dans le recueil Les Contes de ma mère l'Oye (1697), mais l'hypothèse semble trop incertaine aux yeux de Vincent Petitjean, docteur en littérature comparée. De toute façon, la figure mythique de Barbe-Bleue semble tardivement amalgamée à la légende historique du maréchal de Rais, bien après la publication du texte littéraire de Perrault.
Ainsi, à partir du premier quart du XIXe siècle, des relations de voyage, des récits folkloriques locaux,, et des animations touristiques rapportent ou entretiennent une confusion populaire entre Gilles de Rais et le fictif égorgeur d'épouses, malgré les profondes différences entre la personnalité historique et le personnage du conte. Le terrible mari à la barbe azurée se voit parfois associé à la mémoire de certaines ruines castrales de la France de l'Ouest, généralement d'anciennes propriétés du baron de Rais qui « ont contribué, par leur simple existence, à la fixation des récits sur un support matériel, véritable lieu de mémoire », avance Matei Cazacu.
Selon cet historien, la mémoire collective aurait progressivement opéré, de génération en génération, un « glissement de sens » en intégrant Gilles de Rais dans la catégorie de l'assassin de femmes, et ce en raison de la difficulté à transmettre le souvenir d'agressions sexuelles commises sur des enfants.

### Débats relatifs à la culpabilité

#### Dans le sillage du siècle des Lumières

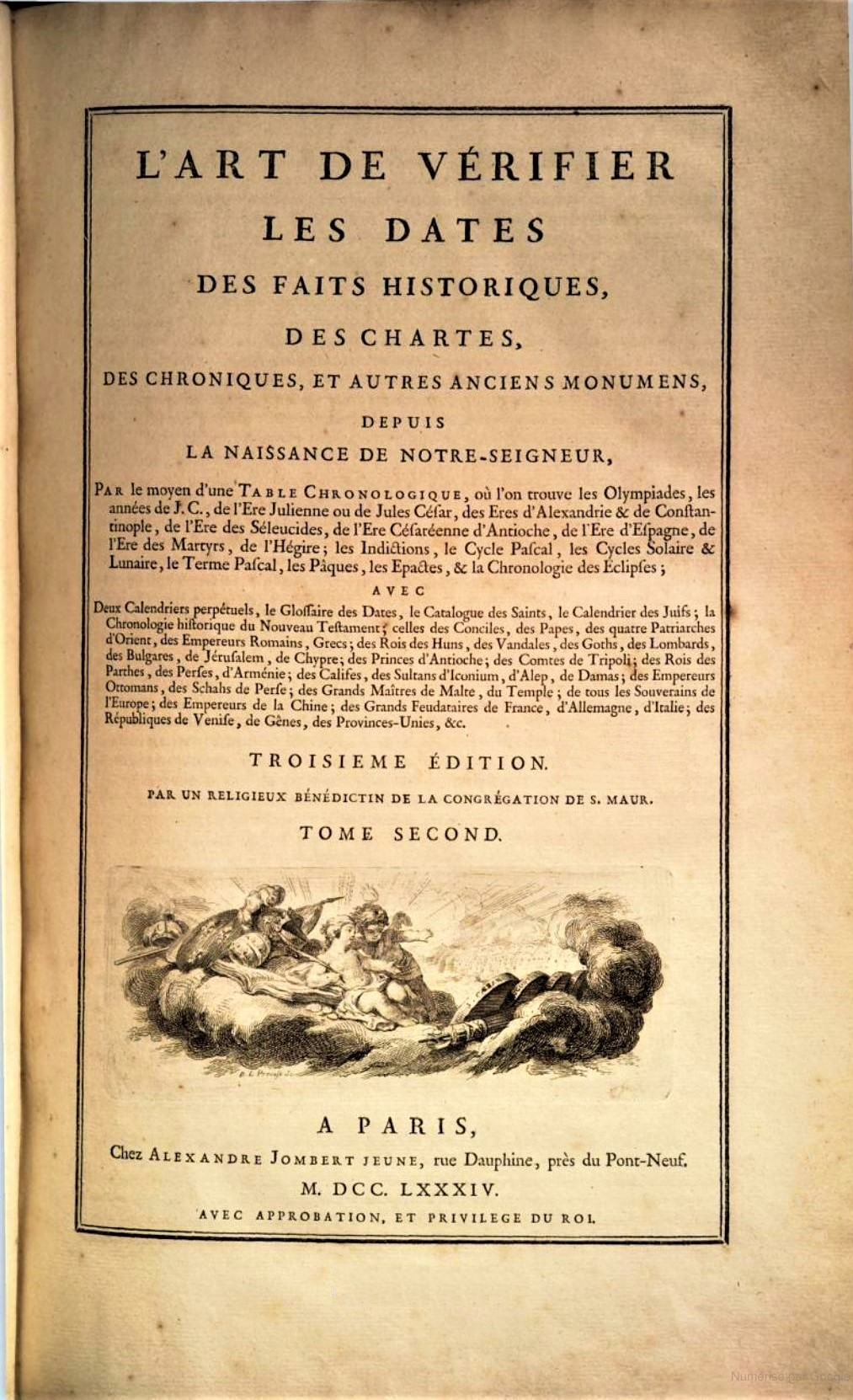
L'art de vérifier les dates des faits historiques…, 1784.

Dans son Essai sur les mœurs et l'esprit des nations (1756), Voltaire évoque laconiquement Gilles de Rais comme un supplicié ayant été « accusé de magie, et d'avoir égorgé des enfants pour faire avec leur sang de prétendus enchantements. » Sur la base de ce passage succinct, le philosophe a été présenté par certains partisans de l'innocence de Gilles comme leur plus fameux précurseur,. Bien qu'il émette des réserves quant à la culpabilité du seigneur de Tiffauges, Voltaire évite toutefois de se prononcer définitivement sur la question. Sa brève mention du procès d'octobre 1440, parmi d'autres procès médiévaux d'hérésie et de sorcellerie, lui permet essentiellement de vilipender le « fanatisme composé de superstition et d'ignorance », travers qu'il juge de tous temps mais caractérisant particulièrement sa conception d'un Moyen Âge obscurantiste en contraste avec les Lumières.
Dans un court passage de leur ouvrage L'art de vérifier les dates des faits historiques, des chartes, des chroniques et autres anciens monuments, depuis la naissance de Notre-Seigneur… (1784), des bénédictins de la congrégation de Saint-Maur semblent rejoindre l'opinion du philosophe en proposant également la superstition comme cause plausible du supplice de Gilles de Rais. Les érudits religieux assurent dans un premier temps que le maréchal « se déshonorait en Bretagne par des actions infâmes qui excitaient le cri du public contre lui. » Mais, abandonnant ensuite le ton affirmatif, ils emploient des termes similaires à la prose voltairienne lorsqu'ils évoquent le cortège de « prétendus devins et magiciens » possiblement à l'origine des « horreurs » imputées au seigneur de Tiffauges, « horreurs dont il n'était peut-être point coupable,. »
Entre 1902 et 1912, l'innocence de Gilles de Rais est proclamée par Salomon Reinach, archéologue et philologue. Il développe sa thèse « dans un contexte particulier, où les débats sur la question religieuse, le souvenir de l'Affaire Dreyfus, et l’assurance de l’esprit scientifique poussent à une « réhabilitation » dans l’air du temps », explique l'historien Pierre Savy. Reinach utilise la presse pour faire connaître ses vues au grand public. Dans le journal Le Signal du 2 octobre 1902, il fait paraître une « Lettre sur Gilles de Rais, innocent », qu'il signe « Un amateur d'histoire vraie ». Dans L'Éclair du 16 janvier 1905, il publie un « Exposé de la question Gilles de Rais ». Ses affirmations sont « sévèrement » critiquées par l'historien Noël Valois en 1912,.
En 1921, le poète et écrivain Fernand Fleuret, suit les traces de Reinach en adoptant la même interprétation anticléricale dans la tradition voltairienne. Pour dénoncer à son tour l'Inquisition et défendre l'innocence de Rais, il adopte le pseudonyme « Docteur Ludovico Hernandez » afin de conférer une crédibilité scientifique à son essai.

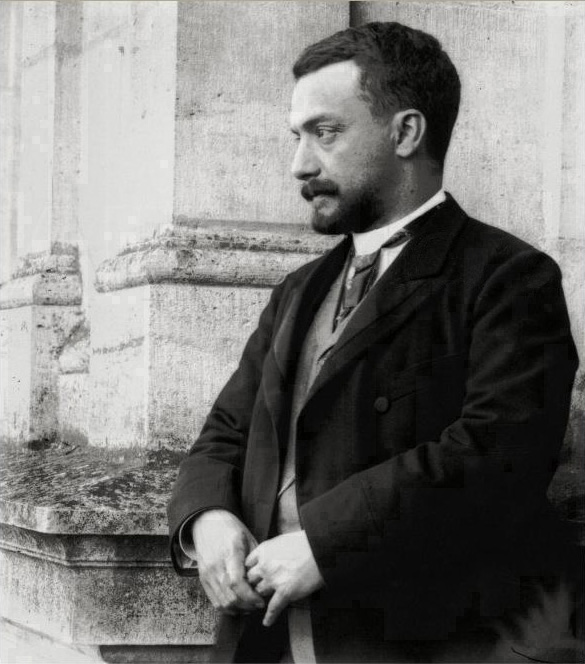
Salomon Reinach, vers 1900.
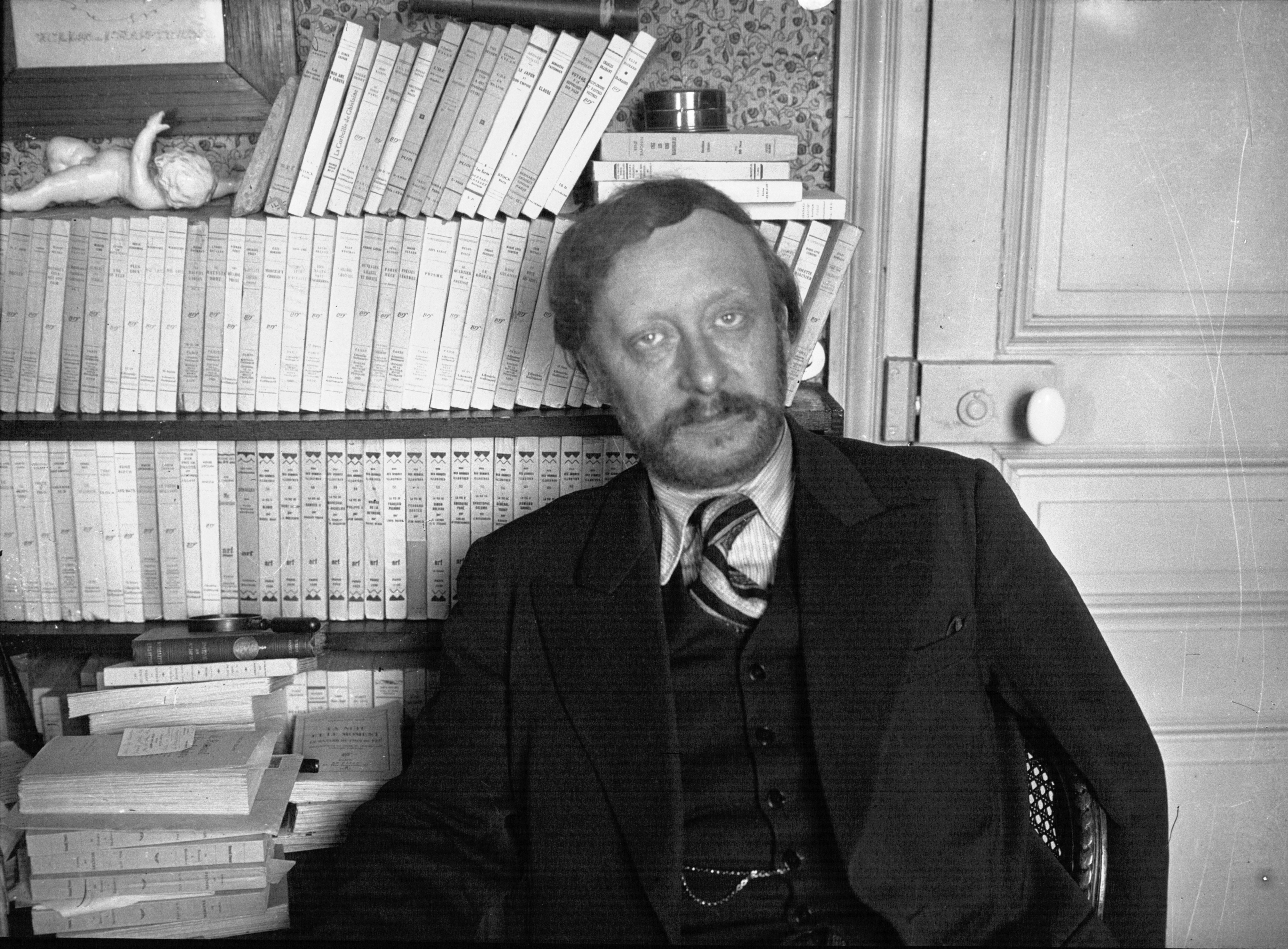
Fernand Fleuret en 1935.

#### Interprétations de Georges Bataille

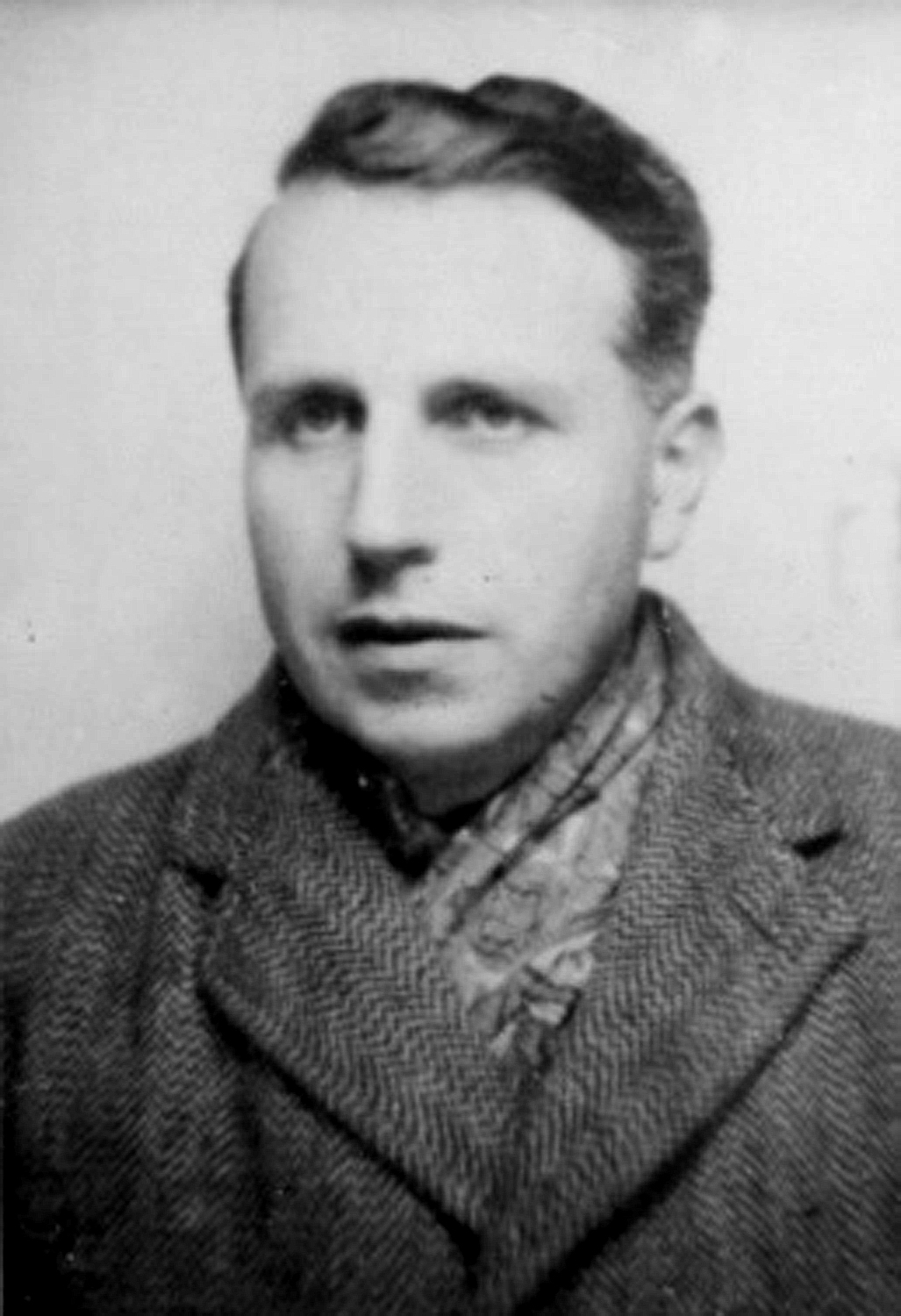
Georges Bataille.

En 1959, l'essayiste Georges Bataille co-dirige avec Pierre Klossowski une traduction en français moderne des actes des procès ecclésiastique et séculier, publiée au Club français du livre ; l'ouvrage comporte également une introduction et une longue annexe dans lesquelles Bataille retrace la vie du baron, en dressant le profil d'un « monstre sacré » que « la guerre a habitué à la volupté du sang », un « niais » sans frein moral ou limites de puissance, animé par un « monstrueux complexe d'Érostrate ».
Bataille soutient que les crimes sexuels du sire de Rais sont « indubitables » car « les juges du XVe siècle n'auraient pas pu échafauder une intrigue aussi complexe et exacte dans sa perversité », résume l'historien Yves-Marie Bercé. Ainsi, selon Bataille, comprendre un tel comportement criminel, et donc être capable de l'affabuler, demeure impossible à l'époque médiévale sans le concours ultérieur de Sade et Freud, dont les œuvres « explorent ces abîmes » et « forcent l'humanité à reconnaître cette existence, à désigner, à nommer ces virtualités », ajoute Bercé. Cet historien avance que la démarche historique de Georges Bataille se double vraisemblablement d'un « travail d'exorcisme personnel » lié à sa propre hantise de la transgression et l'horreur.

#### Procès de «réhabilitation» en 1992

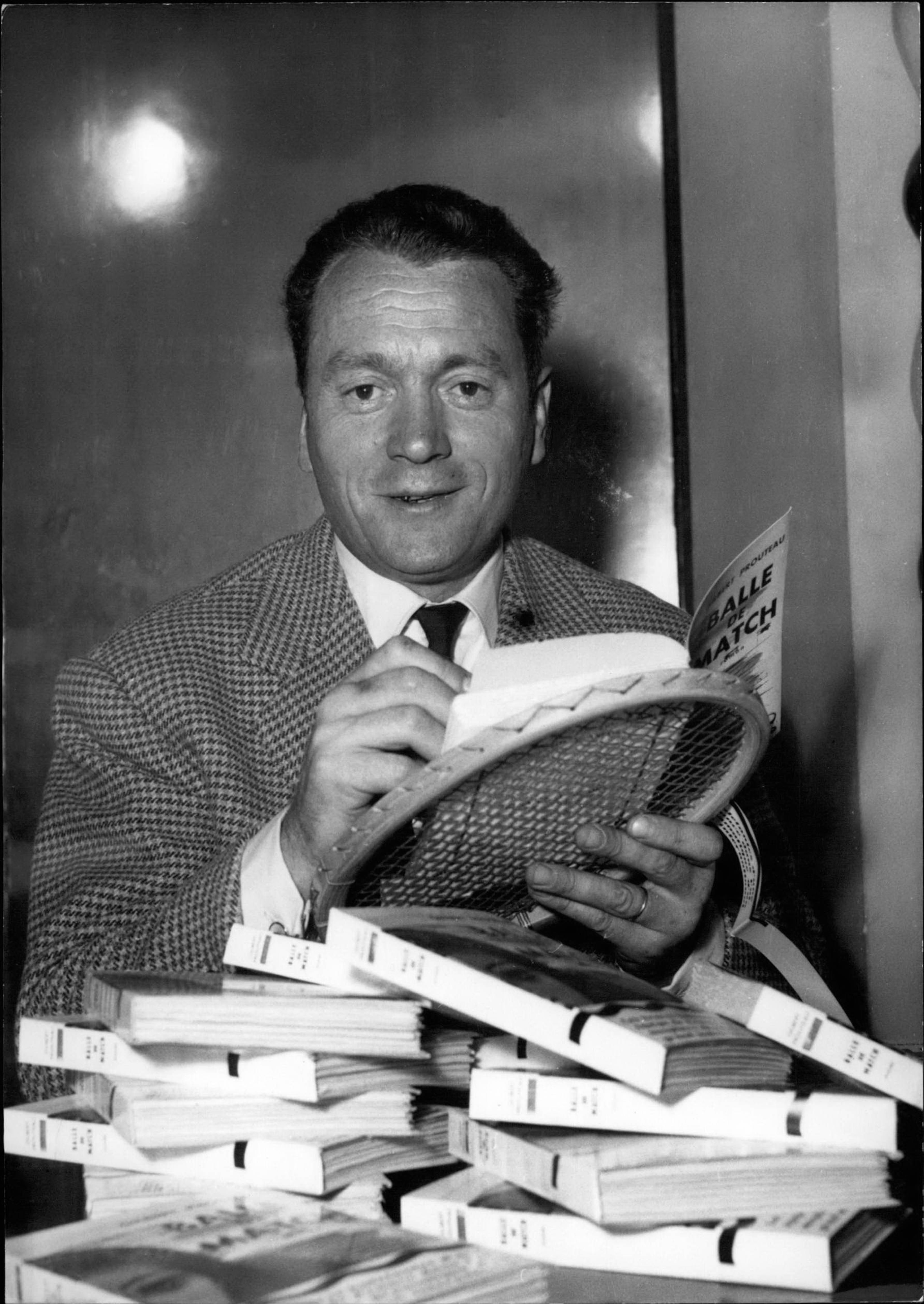
Gilbert Prouteau, ici photographié lors d'une séance de dédicace en 1954.

Le poète et écrivain Gilbert Prouteau publie en mai 1992 un ouvrage intitulé Gilles de Rais ou la Gueule du loup,, où il affirme avoir été sollicité à Nieul-sur-l'Autise par « un dignitaire de la « Région » » pour rédiger un livre dans le cadre de la préparation de « la route Gilles de Rais », un circuit touristique consacré aux châteaux du maréchal. L'ouvrage de commande est supposé étayer la démarche des promoteurs en « remett[ant] en cause la légende » et en « éclair[ant] les zones d'ombre du procès,. ». À l'en croire, le romancier « [met] une journée à découvrir la vérité [aux Archives] », mais laisse dormir son manuscrit pendant un an par crainte du refus d'un éditeur, avant de présenter le texte à l'avocat Jean-Yves Goëau-Brissonnière. Celui-ci accepte de devenir « le défenseur » de Gilles de Rais et de réunir une « cour arbitrale », collège composé de personnalités chargées de se livrer à une « révision » du procès tenu en 1440. Le texte romancé de Prouteau aurait servi d'inspiration au plaidoyer attribué à Goëau-Brissonnière, que l'avocat est censé avoir prononcé dans l'amphithéâtre de l'UNESCO en mai 1992.
Le roman de Prouteau ainsi que la plaidoirie sont inclus dans Gilles de Rais ou la Gueule du loup, juxtaposition de textes narratifs, d'extraits de minutes, de lettres romancées et d'un journal fictif tenu par un Gilles de Rais présenté comme un lettré féru d'alchimie, alcoolique et esthète apologiste de la pédophilie, sinon comme un meurtrier d'enfants,. Prouteau reprend la thèse de Salomon Reinach et Fernand Fleuret en faveur de l'innocence de Gilles de Rais, à savoir une machination judiciaire orchestrée par l'évêque-chancelier Jean de Malestroit,. Les contradicteurs de Reinach et Fleuret sont traités de « cuistres » et de « trissotins de l'histoire » tandis que les romanciers Jean-Marie Parent et Roger Facon sont qualifiés d'« historiens de grand talent » en raison de leur œuvre littéraire développant également la théorie du complot judiciaire ourdi à l'encontre du maréchal,.
La « cour arbitrale » se réunit le 9 novembre 1992 dans la salle Clemenceau du Palais du Luxembourg, une salle polyvalente aménagée en 1986 pour accueillir des commissions, colloques et conférences. Cette « cour » n'inclut aucun historien médiéviste et ne sollicite jamais l'avis d'experts de cette discipline historique,. Convié à s'exprimer quelques minutes, Michel Fleury, artisan menuisier « se disant historien amateur » et archiviste-bibliothécaire de la Société d'études et de recherches historiques sur le pays de Retz,, est fréquemment interrompu par l'avocat Henri Juramy, « président » de la « cour arbitrale, » La « révision » du procès aboutit à l'acquittement du seigneur de Tiffauges mais l'écrivain Alain Jost souligne que ce jugement ne peut prétendre à une valeur légale, « sa portée [étant] d'ordre moral, symbolique... et médiatique,. » Michel Fleury insiste sur le fait que le « jury d'honneur », autoproclamé, n'a aucun caractère officiel. Pour sa part, le médiéviste Jacques Heers blâme la couverture médiatique du « procès de révision » à cause de son manque de recul critique : bien que des périodiques qualifient ce « procès » de « parodie », « supercherie » et « pseudo-procès », d'autres journalistes reproduisent parfois, sans vérification préalable, certains propos entendus à la séance publique du 9 novembre 1992 ou imprimés dans Gilles de Rais ou la Gueule du loup, « erreurs et manipulations comprises, ».
| |  |  |
| À la tête de la Société des historiens médiévistes de l'enseignement supérieur public, Michel Balard et Jean Kerhervé critiquent les promoteurs de la démarche de réhabilitation qui recherchent « le sensationnel, le pathétique, le sulfureux » au détriment de l'histoire scientifique « moins spectaculaire (...) mais plus respectueuse des documents et plus avertie des possibilités et des limites de l'enquête historique. » |  |  |

La Société des historiens médiévistes de l'enseignement supérieur public (dont son président Michel Balard et son vice-président Jean Kerhervé) réagit à l'événement médiatique organisé par la « cour arbitrale » en faisant part de ses objections méthodologiques devant cette « histoire-spectacle,,,. » Jean Kerhervé et son confrère médiéviste Olivier Bouzy publient des comptes rendus critiques, respectivement dans le journal Le Peuple breton en novembre 1992 et dans le bulletin Connaissance de Jeanne d'Arc en janvier 1993 ; préalablement, le conseiller culturel Philippe Reliquet, auteur d'un ouvrage sur le baron de Rais, avait effectué une mise au point dans un courrier publié par Le Monde le 5 septembre 1992. Malgré les accusations de Prouteau visant les précédents chercheurs, coupables selon lui d'avoir manipulé ou mal interprété les sources, Jean Kerhervé remarque que l'écrivain lui-même ne paraît ni avoir étudié les sources primaires originales (rédigées en moyen français et essentiellement en latin) ni maîtriser les compétences paléographiques nécessaires au déchiffrement de la cursive gothique du XVe siècle. En outre, Prouteau est régulièrement pris en défaut sur ses connaissances en histoire de la religion, du droit et des institutions médiévales, notamment au sujet du duché de Bretagne. Olivier Bouzy relève plusieurs autres erreurs et approximations, voire des inventions forgées délibérément pour les besoins de la réhabilitation. Le biographe Alain Jost reproche à Gilles de Rais ou la Gueule du loup de « créer la confusion la plus totale entre les éléments historiques et l'imaginaire de l'auteur. » Rétrospectivement, pour Matei Cazacu, le syllogisme brandi pour disculper le seigneur de Tiffauges (« L'Inquisition a persécuté des innocents. Un des juges de Gilles de Rais était inquisiteur. Donc Gilles de Rais a été la victime innocente de l'Inquisition ») rappelle, par son absurdité, celui du logicien dans la pièce Rhinocéros d'Eugène Ionesco.
Auteur de canulars et « orfèvre de fausses citations », le poète Gilbert Prouteau a été qualifié de facétieux et de provocateur. Ainsi, selon Jean de Raigniac, président de la Société des écrivains de Vendée, le « procès de révision » tenu en 1992 aurait été une « farce monumentale (...) mont[ée] avec des comparses de haute volée », mystification dont Prouteau se serait amusé encore plusieurs années après les faits. Toutefois, Jean de Raigniac ajoute qu'« il est légitime de se poser la question sur les motivations réelles du procès de Gilles et sur la validité des pièces, mêmes officielles. »

#### Interprétations universitaires

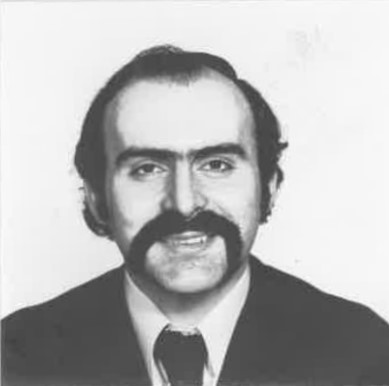
L'historien Matei Cazacu est convaincu de la culpabilité de Gilles de Rais.

Dans « leur très grande majorité », les historiens ont cru « à la vérité des crimes de Gilles de Rais », remarque Jacques Chiffoleau. À l'instar d'Olivier Bouzy et Jacques Heers,, Matei Cazacu se dit convaincu de la culpabilité du baron, car, selon l'archiviste paléographe, sa pratique de l'alchimie et du satanisme est avérée, outre le fait que soient connus les noms exacts de huit enfants violés et assassinés, leurs parents apportant des témoignages impliquant précisément l'entourage du seigneur de Tiffauges. De même, pour la médiéviste Valérie Toureille, les nombreux témoignages des parents interdisent de « tabler sur l'innocence de Gilles de Rais » malgré les intérêts matériels du duc Jean V et de l'évêque Jean de Malestroit. La médiéviste Claude Gauvard souligne également que « l'historien (...) n'est pas un juge. Il peut seulement relever certaines contradictions dans le procès, des transformations entre les dépositions initiales des témoins et les chefs d'accusation développés par les juges, mais il doit aussi affirmer que les faits sont têtus. Étant donné les premiers récits des témoins qui ont servi de base à l'enquête, les enlèvements d'enfants mâles ne sont pas une simple rumeur. En revanche, leur nombre relève sans doute du fantasme. » La médiéviste ajoute que « l'historien ne trempe pas non plus dans la thèse complotiste qui voudrait voir dans ces deux procès une machination » orchestrée par le duc Jean V et son chancelier Jean de Malestroit.

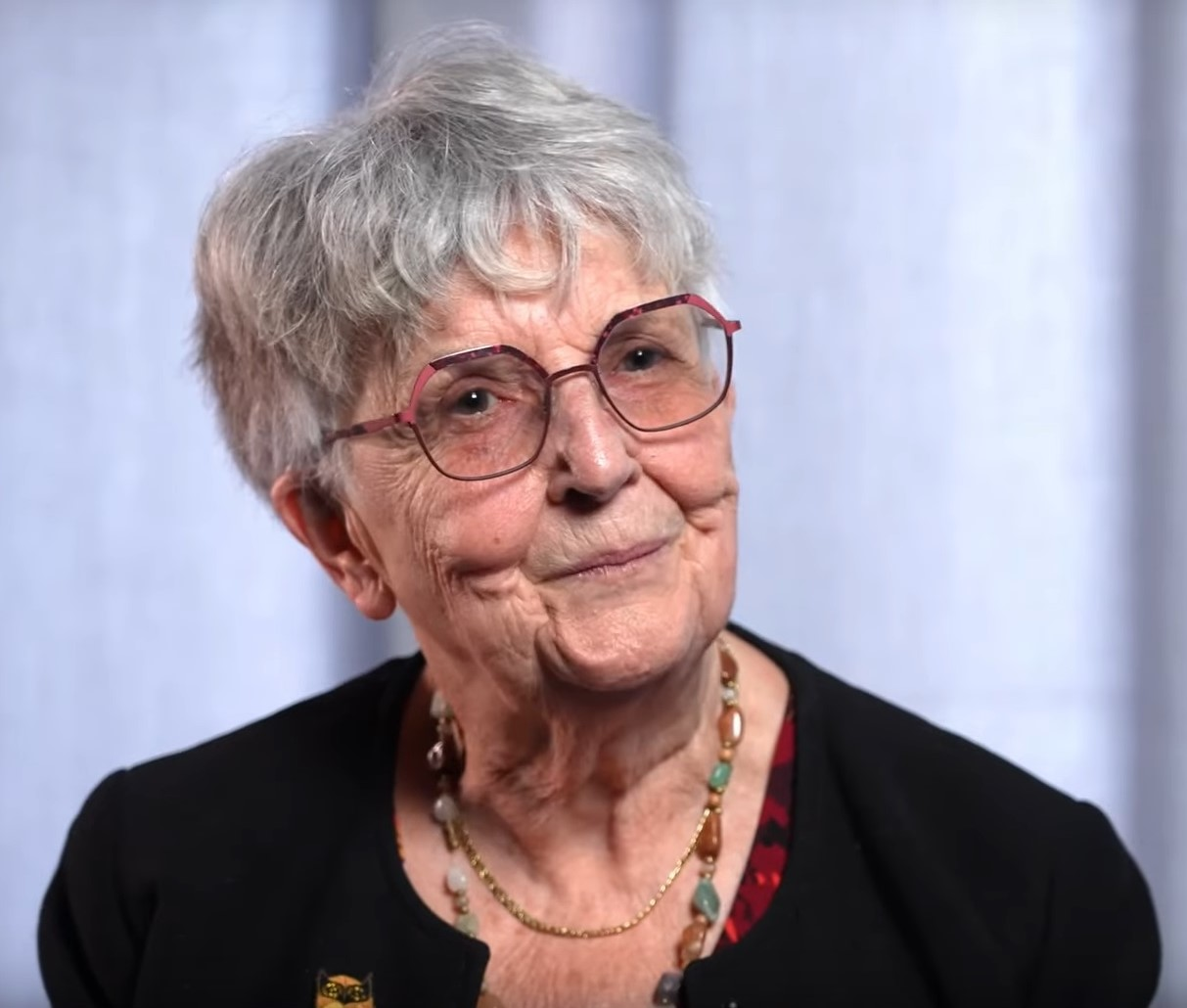
Comme son collègue Jacques Chiffoleau, la médiéviste Claude Gauvard propose d'éviter les écueils d'une lecture littérale des actes du double procès de 1440. Elle rejette néanmoins la thèse complotiste d'une procédure judiciaire montée de toutes pièces.

Bien que frappants de réalisme, les aveux de Gilles de Rais et de ses complices ne constituent pas un compte rendu sténographique fidèle, énonce Jacques Chiffoleau, mais une reconstruction écrite après coup selon la procédure inquisitoire médiévale qui recourt à des « interrogatoires très réglés, composés de questions élaborées à l'avance, [transcrivant les dépositions orales conformément] à l'écrit classificatoire et scolastique des notaires et des juges, l'usage éventuel de la torture pour aller jusqu'à une confession qui n'est le plus souvent qu'une homologation de ce que l'accusation propose. » Claude Gauvard fait pareillement valoir que les témoignages sont façonnés par les attentes des juges, dont l'imaginaire s'imprègne de la « crainte d'une épidémie démonologique » contemporaine des débuts médiévaux de la chasse aux sorcières. La médiéviste estime donc « difficile, voire impossible » de « faire la part de ce qui relève du fantasme » dans ces aveux puisque « la description des faits s'ancre insidieusement dans le réel. »
Cependant, Jacques Chiffoleau précise qu'en « insistant sur le poids de la procédure et sur les modèles très forts qui gouvernent alors les juges », il ne prétend pas — en tant qu'historien — délivrer une vérité judiciaire sur les procès. De surcroît, il reconnaît n'avoir jamais rencontré dans un autre interrogatoire conforme à la procédure inquisitoire, ni même dans aucun texte antérieur à l'œuvre écrite du marquis de Sade, l'équivalent de certains passages de la déposition d'Étienne Corrillaut en date du 17 octobre 1440. Ce serviteur du baron y détaille les rituels d'assassinat, : « Ledit Gilles de Rais quelque fois se vantait d'avoir une plus grande délectation à tuer et à égorger ou à faire tuer lesdits garçons et filles, à les voir languir et mourir, à couper leurs têtes et leurs membres et à voir le sang, que d'exercer la luxure sur eux. (...) Après l'incision de la veine du cou et de la gorge desdits enfants ou d'autres parties du corps et lorsque le sang coulait et aussi après la décapitation, pratiquée comme il est dit ci-dessus, il s'asseyait parfois sur leur ventre et se délectait à les voir mourir ainsi et il s'asseyait de biais pour mieux voir leur fin et leur mort,... »

### Rapports avec Jeanne d'Arc

#### Historiographie des relations entre Jeanne d'Arc et Gilles de Rais
Plusieurs chercheurs certifient que les textes du XVe siècle ne permettent pas d'établir une relation privilégiée entre les deux compagnons d'armes,,,,. Les sentiments de Jeanne d'Arc vis-à-vis de Gilles de Rais échappent totalement à l'histoire. Qui plus est, à supposer que la mort de la Pucelle représente une rupture dans la vie du maréchal, le choc pourrait être davantage « narcissique » que « sentimental » car la disparition de l'héroïne signerait la fin d'une épopée susceptible de combler ses aspirations à la gloire. En tout état de cause, aucune source ne corrobore la conjecture d'un Gilles de Rais désespéré par le bûcher de Rouen au point de se retirer dans ses terres de l'Ouest pour cultiver le souvenir de Jeanne d'Arc tout en sombrant parallèlement dans la dépression et la folie meurtrière. De telles extrapolations prennent appui sur quelques faits malaisés à déchiffrer.

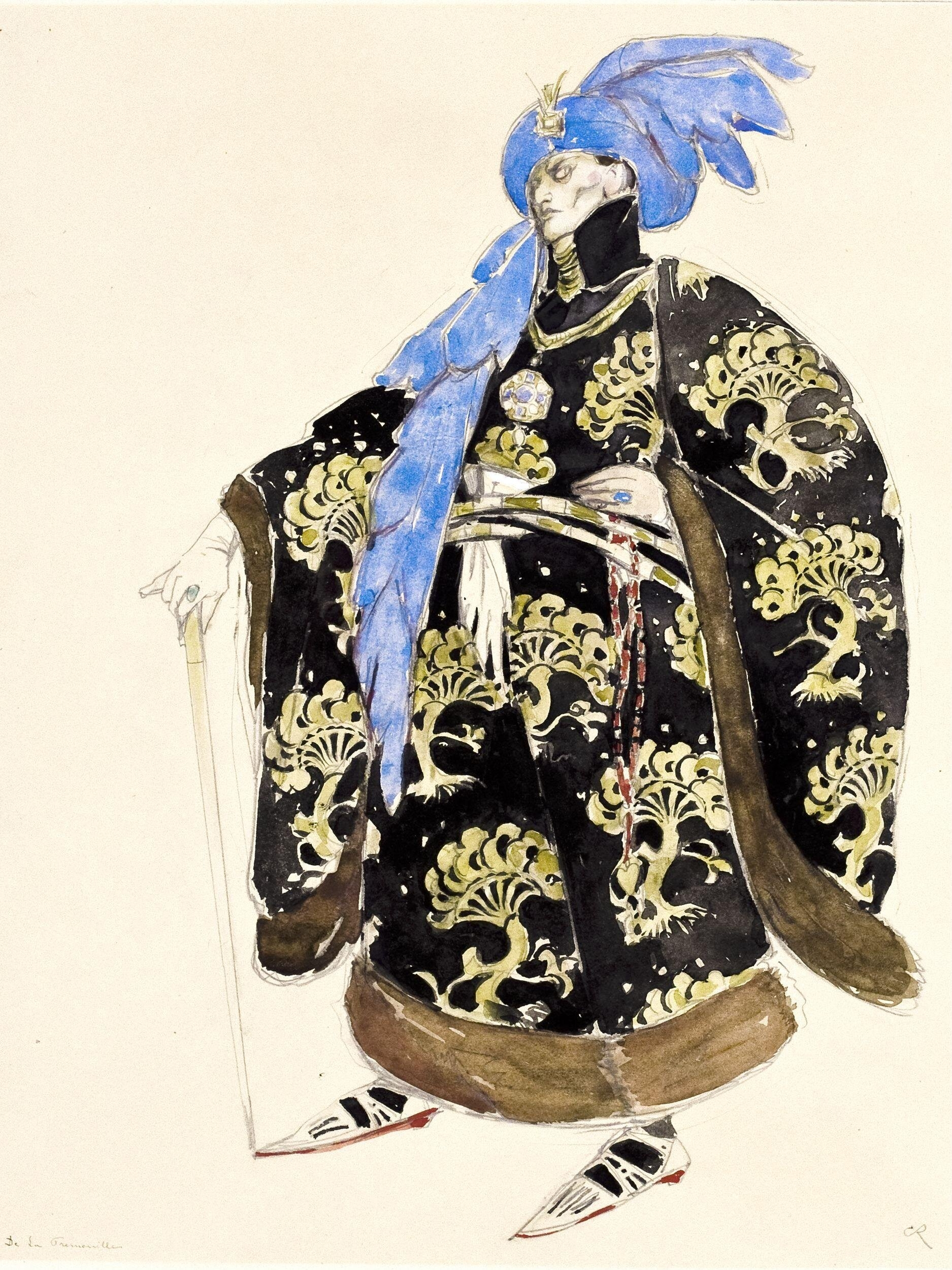
Vue d'artiste du grand chambellan Georges de La Trémoille.
Composition de Charles Ricketts pour l'édition originale de Sainte Jeanne, pièce de théâtre de George Bernard Shaw, 1924.

Les divergences d'interprétations relatives aux rapports entre la Pucelle et le seigneur de Tiffauges reflètent partiellement celles qui portent sur la relation entre le grand chambellan Georges Ier de La Trémoille et Jeanne d'Arc. Ainsi, au cours du XIXe siècle, le « renouveau historiographique » de la Pucelle s'accompagne de la dépréciation de ses ennemis et rivaux, réels ou supposés. La conception républicaine et anticléricale de « la fille du peuple, trahie par son roi et brûlée par l'Église », trouve notamment un écho chez l'historien populaire Henri Martin. Dans un volume de son Histoire de France... publié en 1855, Martin englobe Gilles de Rais dans son réquisitoire contre le roi Charles VII et ses conseillers censément déloyaux envers Jeanne d'Arc et sa mission. L'historien conclut que « l'on n'a point à craindre à calomnier le maréchal de Retz » en lui attribuant le fiasco du siège de Paris. En 1863, le chartiste Auguste Vallet de Viriville jauge défavorablement Gilles comme « l'homme de La Trémoille », placé sur ordre auprès de la Pucelle avant de délaisser celle-ci consécutivement à l'échec du siège. En 1955, Roland Villeneuve propose dans son essai la même lecture des événements. A contrario, l'abbé Eugène Bossard tente de dissocier le sire de Rais de Georges de La Trémoille, judas présumé de l'épopée johannique, pour magnifier Gilles en compagnon d'armes dévoué de l'héroïne, selon le schéma binaire d'une glorieuse tranche de vie contrastant avec une seconde partie biographique bien plus sombre,,,. Quant à l'abbé Arthur Bourdeaut, il dépeint également le seigneur de Tiffauges comme l'homme du grand chambellan mais sans imputer à l'un et à l'autre cousin de mauvaises intentions contre Jeanne d'Arc.

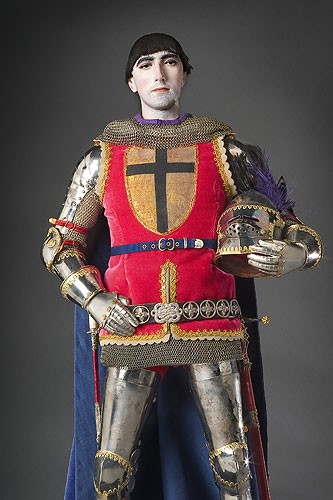
Gilles de Retz, sculpture de George S. Stuart, photographie de Peter d'Aprix.
Cette vue d'artiste figure un Gilles de Rais imberbe et arborant la coupe en sébile. Vêtu d'une armure recouverte d'une cotte d'armes, il tient sous le bras un bassinet à plumail.

L'essayiste Georges Bataille fait sienne l'opinion de son prédécesseur chartiste Vallet de Viriville en montrant Gilles de Rais comme le serviteur des « intérêts de La Trémoille », notamment lorsque le baron obéit à l'ordre de retraite qui met fin au siège de Paris le 9 septembre 1429. Georges Bataille représente de surcroît le seigneur de Tiffauges comme un « niais » aisément manipulé par ses serviteurs et, a fortiori, par Georges de La Trémoille, politique retors. Cette interprétation est reprise par l'historien Georges Peyronnet : « Gilles fut un instrument docile de cet ambitieux intrigant [La Trémoille]. (...) Gilles exécuta, sans faille, mais apparemment sans bien comprendre ce qu'on lui faisait faire, grisé sans doute par les victoires, l'auréole du sacre, le luxe et les honneurs. » Peyronnet se garde de dépeindre La Trémoille comme un adversaire de la Pucelle mais il affirme que le grand chambellan n'en encadre pas moins l'héroïne par deux de ses alliés, Gilles de Rais et le duc Jean d'Alençon. Par la suite, l'historien Jacques Heers réemploie la thèse d'une opposition curiale à Jeanne d'Arc, que mènerait au sein du Conseil royal « la faction » de La Trémoille et l'évêque Regnault de Chartres. En conséquence, Heers refuse de spéculer sur « les véritables sentiments, penchants et intentions du sire de Rais » vis-à-vis de la Pucelle puisque le seigneur de Tiffauges ne serait pas « en mesure de décider, (...) servant un protecteur bien plus puissant que lui. » Pour le chercheur, Gilles ne ferait que « [suivre] un ordre de départ cautionné par le roi » en abandonnant le siège de Paris, conformément à sa position subalterne. Cependant, une telle minimisation du rôle politique et militaire du maréchal est vivement contestée par l'historien chartiste Matei Cazacu.
En outre, les chroniques médiévales ont beau relater des dialogues entre Jeanne d'Arc et le bâtard d'Orléans, le duc d'Alençon et de nombreux autres contemporains, aucun texte ne rapporte un quelconque échange entre la Pucelle et Gilles de Rais. Partant, Olivier Bouzy estime probable que le seigneur de Tiffauges fasse preuve d'une « apparente réserve » lors de l'épopée johannique, bien qu'il soit « mentionné à la place qui lui est due » dans les relations de la levée du siège d'Orléans. D'autre part, d'après la chronique de Perceval de Cagny, Jeanne d'Arc souhaite avoir Gilles de Rais et Raoul de Gaucourt à ses côtés lors de l'assaut donné à la porte Saint-Honoré le 8 septembre 1429, fait d'armes dont l'échec signera la fin du siège de Paris. Le chartiste Jules Quicherat souligne que Perceval de Cagny demeure l'un des chroniqueurs les plus dignes de foi de la geste de la Pucelle mais l'essayiste Georges Bataille tempère l'information en considérant que Jeanne d'Arc, « en un moment qu'elle croit décisif », veut le maréchal près d'elle « ce qui, de toute façon, signifie qu'elle en apprécie la valeur militaire. » À l'opposé, le médiéviste Thomas A. Fudgé affirme s'appuyer sur les chroniqueurs Jean Chartier et Perceval de Cagny pour se figurer Jeanne blessée appelant Gilles à son secours avant d'être transportée à l'abri par celui-ci. Toutefois, Françoise Meltzer, professeur à l'université de Chicago, signale le caractère imprécis des chroniques qui narrent cette retraite.
Par ailleurs, la présence attestée de Gilles de Rais le 26 décembre 1430 à Louviers, ville sise à sept lieues (environ 28 kilomètres) de Rouen où Jeanne d'Arc était alors détenue prisonnière, a parfois été interprétée comme une velléité de libérer la Pucelle. Il ne s'agit que d'une hypothèse, et, au demeurant, une telle tentative ne semble pas avoir eu lieu.

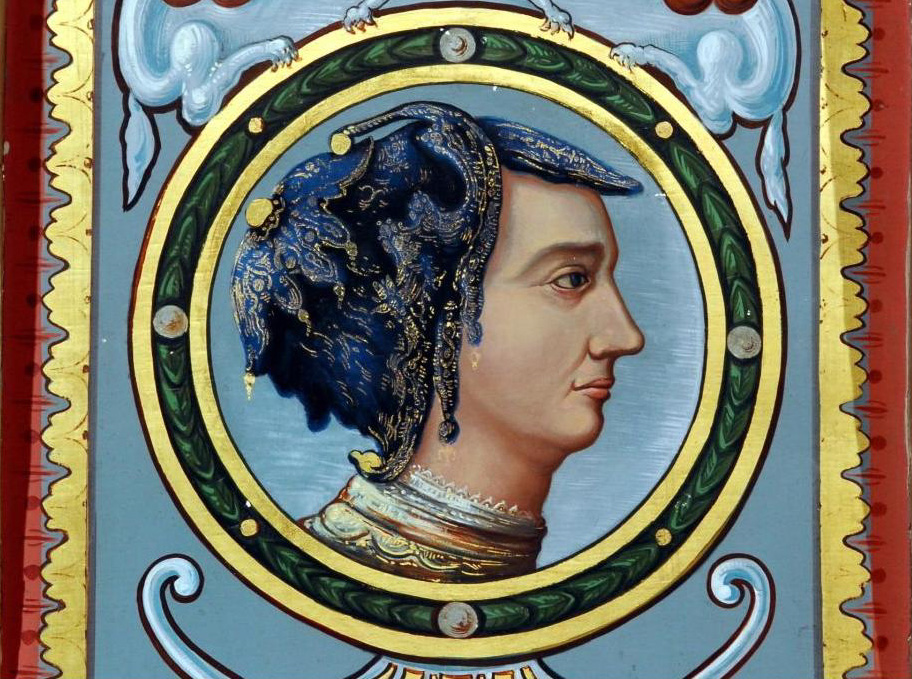
Vue d'artiste de Jeanne des Armoises (médaillon vraisemblablement peint au XIX, château de Jaulny).

Quant à l'épisode des relations de Gilles de Rais avec Jeanne (ou Claude) des Armoises, une aventurière usurpant l'identité de Jeanne d'Arc, il demeure « mal documenté et difficile à interpréter », précise Jacques Chiffoleau. En 1439, le seigneur de Machecoul confie à l'écuyer gascon Jean de Siquenville « la charge et gouvernement des gens de guerre » précédemment placés sous les ordres de la dame des Armoises. Gilles promet à Siquenville le titre de capitaine du Mans sous réserve que l'écuyer délivre cette ville tenue par les Anglais. Arrêté ultérieurement par le dauphin Louis pour faits de pillage en pays angevin et poitevin, le Gascon s'évade de prison afin d'échapper au gibet, puis sollicite sa grâce auprès du roi Charles VII. De cet épisode parvenu jusqu'à nous grâce à une lettre de rémission accordée à Jean de Siquenville en juin 1441, il est délicat de conclure que Gilles de Rais ait préalablement fourni des troupes à la fausse Jeanne, avant de reconnaître son imposture et de la relever de son commandement au profit de l'écuyer,,,. L'écrivain Alain Jost conjecture qu'un éventuel soutien provisoire à la mystification de la dame des Armoises pourrait s'expliquer par l'ingénuité du maréchal, voire par l'arrière-pensée de raviver sa propre gloire comme aux meilleurs temps de la geste johannique ; une telle attitude ne plaiderait pas pour l'hypothèse d'un attachement sincère au souvenir de la Pucelle.
Enfin, le Mystère du siège d'Orléans — texte élogieux vis-à-vis de Jeanne d'Arc — a été régulièrement associé à Gilles de Rais par plusieurs auteurs qui qualifient alternativement le baron de mécène, inspirateur ou coauteur de cette œuvre théâtrale. Le personnage du « mareschal de Rais » y est dépeint comme un fidèle compagnon d'armes de Jeanne d'Arc mais il ne tient pas un rôle prépondérant et ne se distingue pas particulièrement des autres capitaines entourant l'héroïne,,. En l'état, l'historien Philippe Contamine constate qu'aucun élément probant ne permet d'établir un lien entre ce mystère en particulier et les activités orléanaises de Gilles de Rais en 1435.

#### La Pucelle et Gilles de Rais sous l'angle de la littérature

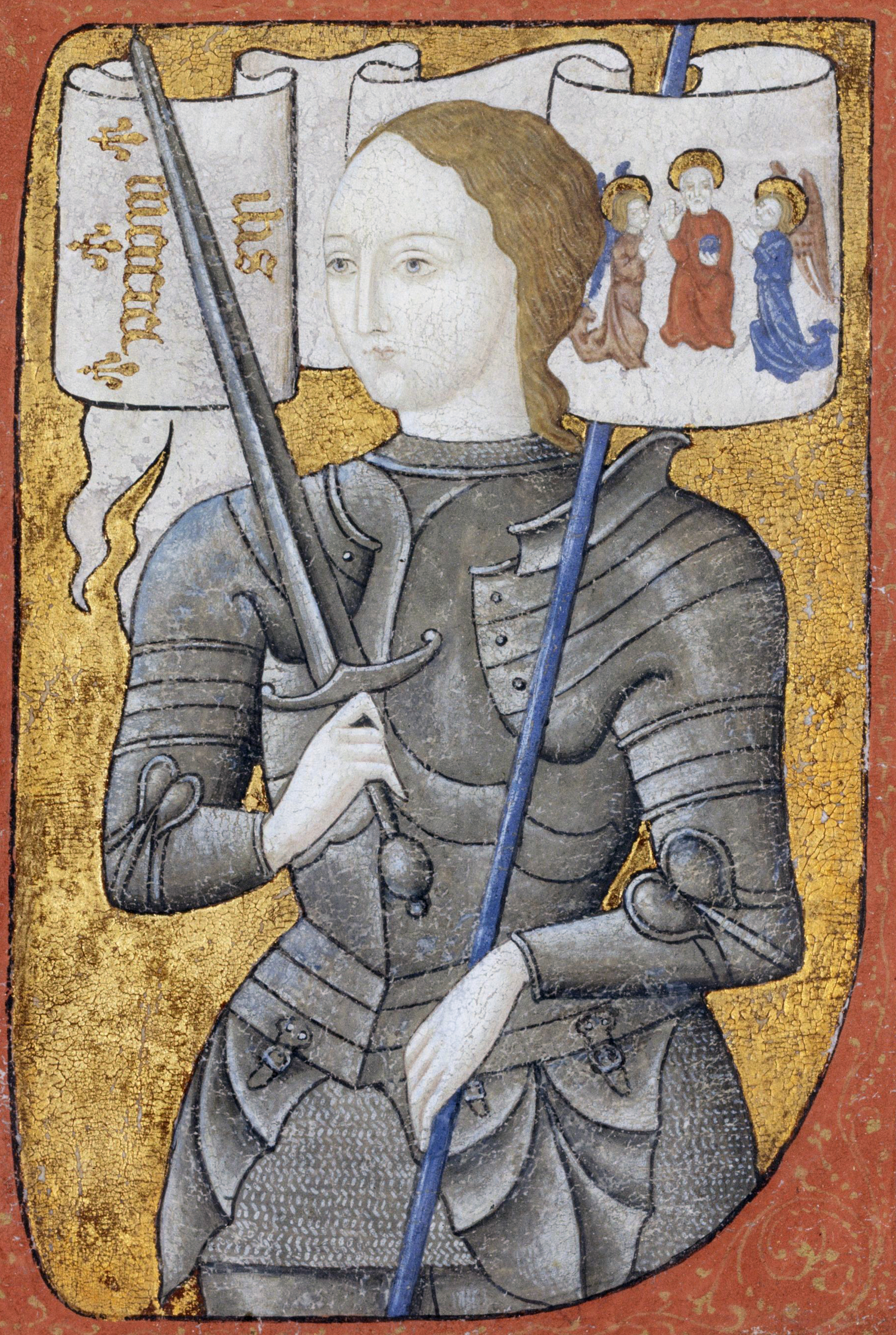
Lettrine historiée dite de Jeanne d'Arc à l'étendard, Paris, Archives nationales (faux peint au tournant des).

Le motif du monstrueux criminel en devenir côtoyant Jeanne d'Arc a fasciné de nombreux auteurs,, qui ont évoqué à l'envi « l'idéal céleste et l'idéal infernal » coude à coude sur les champs de bataille de la Guerre de Cent Ans. L'écrivain Alain Jost résume ainsi l'attrait exercé par cette dualité thématique devenue un véritable « topos s'agissant de Gilles de Rais » : 
« Quand on (...) met [Jeanne d'Arc] en face du Gilles de Rais de la légende, l'effet dramatique est assuré et le symbolisme manichéen saute aux yeux. À l'époque, tous deux sont jeunes et marchent vers la gloire. Leurs destinées seront à la fois parallèles et radicalement opposées : jugés et exécutés tous deux, mais l'une gagnant l'auréole de la sainteté et l'autre les pieds fourchus du démon incarné. Le blanc et le noir, le vice et la vertu ! Gilles et Jeanne... Leurs prénoms mêmes sonnent si bien ensemble que les auteurs s'en donneront à cœur joie. »
 La littérature a donc brodé sur les sentiments du seigneur de Tiffauges vis-à-vis de la jeune paysanne en couvrant une large palette, de l'amitié à la dévotion religieuse, voire une fascination plus trouble. Protagoniste du roman Là-bas de Joris-Karl Huysmans, l'écrivain Durtal envisage de consacrer à Gilles de Rais un livre qui peindrait le Moyen Âge sous les vives couleurs du crime et du satanisme, tout en établissant un parallèle entre l'époque médiévale et « le XIXe siècle amateur de spiritisme, d'occultisme et de messes noires ». Ce faisant, Durtal présume que « le mysticisme de Gilles de Rais s'est exalté » aux côtés de la Pucelle,, dont l'aventure héroïque s'apparenterait à une irruption miraculeuse du divin dans le quotidien des soudards de l'armée royale. L'épopée de Jeanne et les crimes postérieurs de Gilles sont déjà mis en regard par l'abbé Eugène Bossard dans sa thèse ès-lettres mais Huysmans enrichit cette source d'inspiration pour situer l'une et l'autre figures aux « deux pôles opposés de l'âme » jusqu'au double procès de Nantes où le maréchal, pécheur repentant « foudroyé par la grâce », réapparaît enfin comme le « compagnon de Jeanne d'Arc ». La canonisation de celle-ci en 1920 incite d'autres auteurs à s'emparer du personnage de la sainte. Dans Jeanne d'Arc, roman bousculé par la critique en raison de sa vision non-conformiste de l'héroïne, Joseph Delteil décrit charnellement les deux compagnons d'armes dans tout l'éclat de leur jeunesse, bien qu'en les dissociant subtilement. Si la Pucelle se laisse aller à admirer Gilles endormi non loin d'elle, « cette contemplation sensuelle (...), à la différence des fictions contemporaines, ne débouchera pas sur une idylle », note Michel Meurger.
C'est essentiellement le roman Gilles et Jeanne de Michel Tournier qui se trouve à l'origine d' « une bonne partie de la littérature pseudo-historique répandant l'idée des relations amoureuses de Jeanne d'Arc avec Gilles de Rais », observe le médiéviste Olivier Bouzy. Après avoir bu le sang coulant d'une blessure de l'héroïne, Gilles lui promet de la suivre « au ciel comme en enfer ». Anéanti par son exécution à laquelle il assiste incognito, le maréchal ambitionne désormais de devenir son envers démoniaque avant d'obtenir sa propre rédemption dans les flammes du bûcher, sorte d'autosacrifice relevant d'un retournement des valeurs symptomatique de l'œuvre littéraire de Tournier,. Pour son récit fictif dont les interprétations ont fait florès, le romancier emprunte à l'essayiste Roland Villeneuve le principe d'une déchéance du baron déclenchée par la mort de la Pucelle. Toutefois, en intensifiant les sentiments de son personnage jusqu'à « l'amour déclaré », voire charnel, Tournier se démarque de sa source d'inspiration qui évoquait simplement un « amour platonique » éprouvé par le seigneur de Tiffauges. Au demeurant, Villeneuve n'explicite pas le terme « platonique » et ne justifie pas davantage cette interprétation, qui reste inopérante pour tenter de discerner la psychologie de Gilles de Rais, pointe Matei Cazacu.